# Kfz-Kennzeichen (Deutschland)
Das Kfz-Kennzeichen (allgemeinsprachlich auch Nummernschild oder nur Kennzeichen) ist in Deutschland die gemäß der Fahrzeug-Zulassungsverordnung (FZV) von den Kraftfahrzeug-Zulassungsstellen ausgegebene amtliche Kennzeichnung von Fahrzeugen für Kraftfahrzeuge und gegebenenfalls deren Anhänger sowie Sonderfahrzeuge. Das Kfz-Kennzeichen besteht aus einem Unterscheidungszeichen (ein bis drei Großbuchstaben, z. B. RA) und der Erkennungsnummer (ein oder zwei Großbuchstaben und bis zu vier Ziffern, z. B. KL 8136). Für zulassungspflichtige Kraftfahrzeuge dienen sie zusammen mit der Zulassungsbescheinigung als Nachweis für die Zulassung von Fahrzeugen zum Straßenverkehr durch eine örtlich und sachlich zuständige Straßenverkehrsbehörde (je nach Wohnsitz bzw. Unternehmenssitz). Fahrzeuge, für die eine allgemeine Betriebserlaubnis oder Typgenehmigung genügt (zulassungsfreie Fahrzeuge), benötigen ein Versicherungskennzeichen. Diese gelten zulassungsrechtlich nicht als amtliche Kennzeichen, da sie von der Kfz-Haftpflichtversicherung ausgegeben werden. Der Begriff Kfz-Kennzeichen steht gleichermaßen für die alphanumerische Zeichenfolge wie für das eigentliche Kennzeichenschild.
Die Liste der Kfz-Kennzeichen in Deutschland enthält alle derzeit festgelegten Unterscheidungszeichen, also auch inklusive aller ehemals aufgehobenen und nach der Änderung der Fahrzeug-Zulassungsverordnung 2012 wiedereingeführten Unterscheidungszeichen. Zu den aufgehobenen Unterscheidungszeichen, also solchen, die nicht mehr zugeteilt werden (dürfen), siehe die Liste der deutschen Kfz-Kennzeichen, die nicht mehr ausgegeben werden. Zu allen in Deutschland bisher ausgegebenen Unterscheidungszeichen mit Angaben zu den Zeiträumen siehe die Liste aller Kfz-Kennzeichen der Bundesrepublik Deutschland. Die aktuellen Kfz-Kennzeichen sind nach der Norm DIN 74069:2022-10 herzustellen.

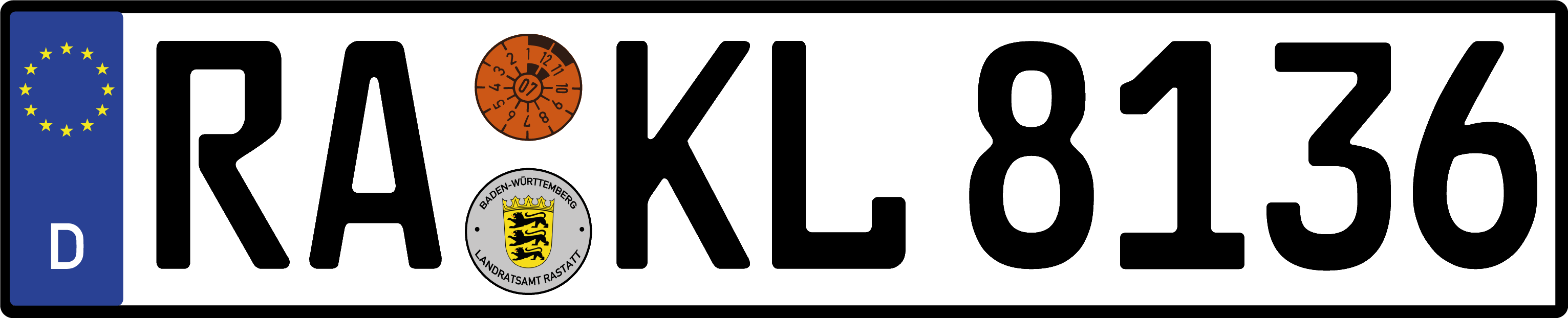
Hinteres deutsches Kfz-Kennzeichenschild aus dem Landkreis Rastatt (Baden-Württemberg), 2009

Karte mit Landkreisen und Städten deutscher Zulassungseinheiten

## Geschichte

### Bis 1956

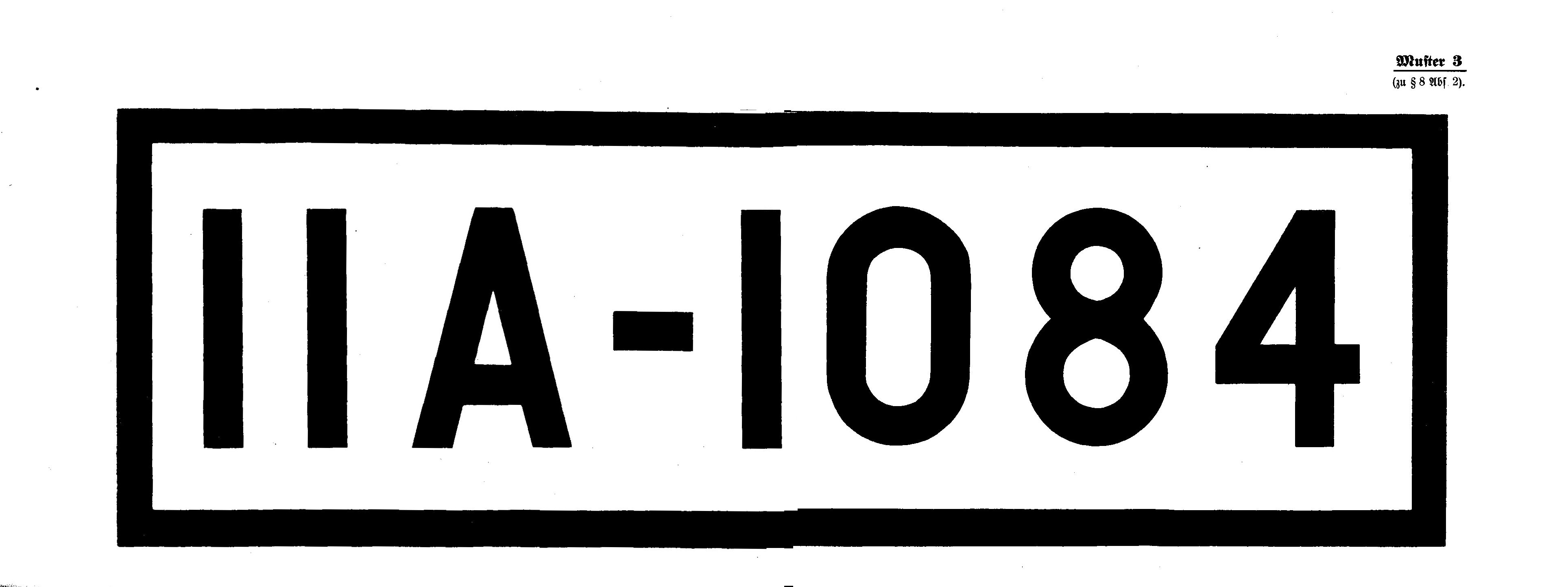
Muster für Kennzeichen (Bekanntmachung, betreffend die Regelung des Verkehrs mit Kraftfahrzeugen, 1910)

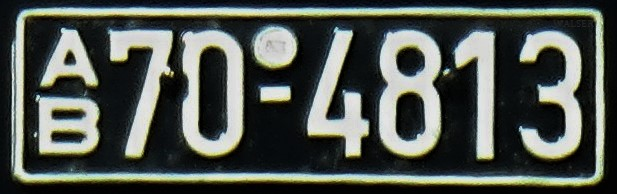
Kfz-Kennzeichen der amerikanischen Besatzungszone, wie sie von 1948 bis 1956 ausgegeben wurden

In den deutschen Staaten begannen einige örtliche Behörden zwischen 1870 und 1890 wegen vermehrter Fälle von Fahrerflucht, Nummernschilder für Fahrräder vorzuschreiben, die lokal ausgegeben wurden und sich farblich unterschieden. Im Jahr 1896 wurde in Baden das erste Nummernschild an einem Automobil befestigt. Am 1. Oktober 1906 wurde die erste einheitliche Regelung erlassen, die am 1. Oktober 1907 für die 26 Bundesstaaten des Deutschen Reichs in Kraft trat. 10.115 Pkw, 15.954 Krafträder und 957 Lkw waren damals zugelassen.
Die einheitlichen Kennzeichen der Länder im Deutschen Reich begannen bei einigen größeren Ländern mit einer römischen Zahl für das Territorium – I = Preußen, II = Königreich Bayern bis VI = Reichsland Elsaß-Lothringen – gefolgt von einem Buchstaben für den Verwaltungsbezirk – I A = Berlin, II A = München, III A = Stuttgart … – und zum Schluss einer Ziffernfolge. Im Königreich Sachsen erfolgte die Kennung entgegengesetzt: ohne Buchstabenfolge, lediglich über römische Zahlen von I bis V. Die Kennzeichen einiger kleinerer Staaten erhielten ihrem Namen entsprechend ein oder zwei Buchstaben, wie A für Anhalt (zum Teil gefolgt von einer römischen Zahl). Darunter die Stadtstaaten und früheren Hansestädte Bremen, Hamburg und Lübeck, mit den Kennzeichen HB, HH und HL, die (mit Unterbrechung in der Besatzungszeit) bis heute erhalten blieben.
Von 1935 bis zum Ende des Zweiten Weltkriegs gab es für Militärfahrzeuge je nach Truppengattung der Wehrmacht zwei Buchstaben für die Kennzeichen, WH (Wehrmacht Heer) für das Heer, WL (Wehrmacht Luftwaffe) für die Luftwaffe und WM (Wehrmacht Marine) für die Marine.
Nach dem Zweiten Weltkrieg wurden die Kennzeichen in den Besatzungszonen Deutschlands anfänglich farblich unterschieden – schwarz auf orangefarbenem Grund: amerikanische Zone, schwarz auf rotem Grund: französische Zone, schwarz auf blauem Grund: britische Zone, und in der sowjetischen Zone verblieb schwarz auf weißem Grund. 1947 beschlossen die Besatzungsmächte ein einheitliches System, das ab 1948 eingeführt wurde. Die neuen Kennzeichen in den vier Besatzungszonen wurden nun einheitlich weiß auf schwarzem Grund gehalten, deren Registriernummer enthielt jeweils vorne zwei Großbuchstaben (die übereinander geschrieben waren) für den Verwaltungsbereich, z. B. BR für Britische Zone oder AB für Amerikanische Zone. Daran schlossen sich zwei bis drei Ziffern an, die den Zulassungsbezirk kennzeichneten. Es folgten dann vier Ziffern für die Nummerierung der Fahrzeuge innerhalb des Zulassungsbezirks. Diese Kennzeichen galten bis zur Einführung jeweils eigener Systeme in den Nachkriegsstaaten Bundesrepublik Deutschland und Deutsche Demokratische Republik.
Im September 1949 hatte die Verwaltung für Verkehr des Vereinigten Wirtschaftsgebietes in Offenbach die Länder darauf hingewiesen, dass das geltende Kfz-Kennzeichensystem nicht der zunehmenden Motorisierung gewachsen sei, da die vier Ziffern der Nummerierung nicht mehr für alle Kfz eines Verwaltungsbezirks ausreichten. Im November 1951 legte daher der Bundesverkehrsminister Hans-Christoph Seebohm (DP) einen Entwurf für ein neues Kennzeichensystem vor, das das bisherige ersetzen sollte. Die Verabschiedung durch den Bundesrat, die für den 14. Mai 1952 vorgesehen war, wurde jedoch – durch Absetzung von der Tagesordnung – unterlassen, da die Westmächte einwendeten, die Ersetzung des alten Systems werde nicht die Zustimmung der Sowjetunion finden. Diese würde dann nur noch nach dem alten System gekennzeichnete Fahrzeuge in oder durch das Gebiet der DDR fahren lassen. Die entsprechende Verordnung blieb dann bis nach dem Erlöschen der meisten alliierten Vorbehaltsrechte durch den Deutschlandvertrag liegen und wurde Ende 1955 wieder aufgegriffen und verabschiedet. Mit der am 14. März 1956 veröffentlichten Verordnung zur Änderung von Vorschriften des Verkehrsrechts (BGBl. I S. 199) wurde dieses für die Bundesrepublik Deutschland und West-Berlin eingeführt, ebenso am 31. Dezember 1956 im Saarland, das am 1. Januar 1957 in die Bundesrepublik eingegliedert wurde. Die alten Kennzeichen behielten bis zum 30. Juni 1958 ihre Gültigkeit. Die DDR hatte bereits 1953 ein eigenes Kennzeichensystem eingeführt, das auch weiß mit schwarzem Rahmen und in schwarzer DIN-Schrift gestaltet war.

### 1956–2000

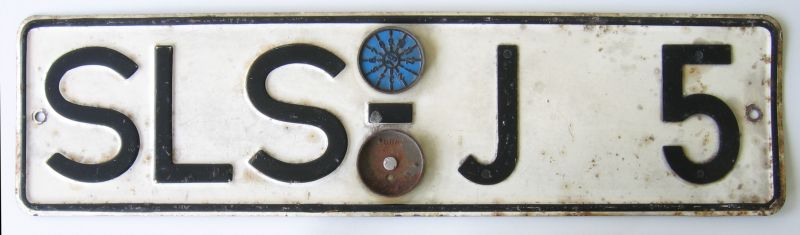
Kfz-Heckkennzeichen, Anfang der 1960er Jahre, Erkennungsnummer aus aufgenieteten Kunststoff-Lettern. Diese Herstellungsvariante war teilweise bis in die frühen 1980er Jahre üblich.

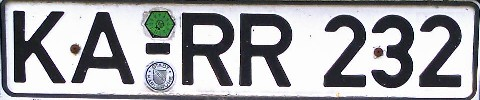
Vorderes Kfz-Kennzeichen aus Karlsruhe in der DIN-Form mit AU-Plakette

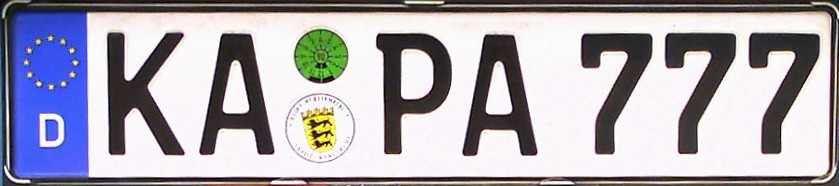
Deutsches Kfz-Kennzeichen am Heck in der gegenwärtigen Form, 2024

Mit der Änderung wurden die Kennzeichen in der Bundesrepublik Deutschland somit einheitlich schwarz auf weißem Grund. Diese sogenannten DIN-Kennzeichen, benannt nach ihrer Schriftart, die nach DIN 1451 (Mittelschrift) festgelegt ist, lösten die 1949 vereinheitlichten Schilder der drei westlichen Besatzungszonen (weiße Schrift auf schwarzem Grund) ab. Sie wurden ohne Unterbrechung bis zur Jahrtausendwende ausgegeben, wobei in dieser Zeit lediglich minimale Änderungen vorgenommen wurden. Am 29. September 1989 wurden in der Bundesrepublik Deutschland reflektierende Kfz-Kennzeichen (spezielle Folie zur besonders starken Lichtreflexion am weißen Flächenhintergrund) für Neuwagen und auch für Fahrzeuge mit beschädigten Schildern eingeführt, die es bereits seit 1967 auf dem Markt gab und für die sich nur 15 Prozent der Halter freiwillig entschieden. Eine Ausnahme bilden aus militärtaktischen Gründen die Fahrzeuge der Bundeswehr. Diese reflektierenden Kennzeichen, die dann auch für das wiedervereinigte Deutschland Pflicht wurden, sollen für mehr Sicherheit sorgen, beispielsweise für Fahrzeuge, die unbeleuchtet in der Dämmerung oder bei schlechtem Wetter fahren, sowie bei einem Ausfall der Schlussleuchte. Mit der Einführung der neuen Sicherheitskennzeichen gab es auch eine Preiserhöhung von (in der Regel) 20 auf 40 DM pro Kennzeichensatz. Außerdem änderten sich im Laufe der Zeit die Abkürzungen für Städte und Kreise aufgrund von Gebietsreformen wie beispielsweise der Kreisreform Baden-Württemberg 1973.
Das bestehende System wurde nach der deutschen Wiedervereinigung 1990 mit leichter Verzögerung am 1. Januar 1991 auch auf die neuen Länder übertragen. DDR-Kennzeichen wurden bis Ende 1990 ausgegeben und behielten bis zum 31. Dezember 1993 ihre Gültigkeit.
Die heute gültigen Euro-Kennzeichen wurden zunächst 1994 von Berlin und Brandenburg, kurz darauf auch in Sachsen eingeführt, bevor sie im gesamten deutschen Staatsgebiet Verwendung fanden. Als Besonderheit wurde kurzzeitig weiterhin der Trennstrich zwischen Unterscheidungszeichen und Erkennungsnummer verwendet. Anfang 1995 folgte die Ausgabe von Euro-Kennzeichen auf freiwilliger Basis in der gesamten Bundesrepublik Deutschland, sieben Monate später wurden auch die Zulassungsplaketten vereinheitlicht.

### Seit der Jahrtausendwende
Im November 1998 beschloss die EU-Kommission die Einführung eines einheitlichen Kfz-Kennzeichens für die Euro-Zone. Alle Kraftfahrzeuge sollten ab sofort ein Nummernschild in Anlehnung an die Europaflagge erhalten, mit gelben Sternen für die einzelnen Mitgliedstaaten und einem oder mehreren Buchstaben auf Blau, der Länderkennung. Seit dem 1. November 2000 sind bei Neuzulassungen nur noch die Euro-Kennzeichen am Fahrzeug anzubringen (mit Ausnahme der Bundeswehr-Fahrzeuge).
Die neuen Euro-Kennzeichen, die die FE-Schrift (FE = fälschungserschwerend) verwenden, unterscheiden die Buchstaben deutlicher voneinander als bei der alten DIN-Schrift, sodass Verfälschungen erschwert und die automatische Erkennung mit Kamerasystemen erleichtert werden (siehe auch Mautbrücken, Lkw-Maut). Mit Einführung der FE-Schrift wurde es durch jeweilige Änderung der Straßenverkehrs-Zulassungs-Ordnung, die bis zum Inkrafttreten der Fahrzeug-Zulassungsverordnung auch die Zulassung von Fahrzeugen in Deutschland regelte, möglich, für die laufende Erkennungsnummer auch die Buchstaben B, F, G, I, O und Q zu verwenden, die ursprünglich wegen Verwechslungsgefahr gesperrt waren. Somit stehen bei der Vergabe von Kennzeichen deutlich mehr Kombinationen zur Verfügung.
Ausgestaltung und Anbringung der amtlichen Kennzeichen sind in § 12 FZV vom 1. September 2023 geregelt. Bei Reisen innerhalb der Europäischen Union sowie in die Schweiz kann an Fahrzeugen mit Euro-Kennzeichen auf das ovale Nationalitätszeichen (z. B. D für Deutschland) am Fahrzeugheck verzichtet werden.

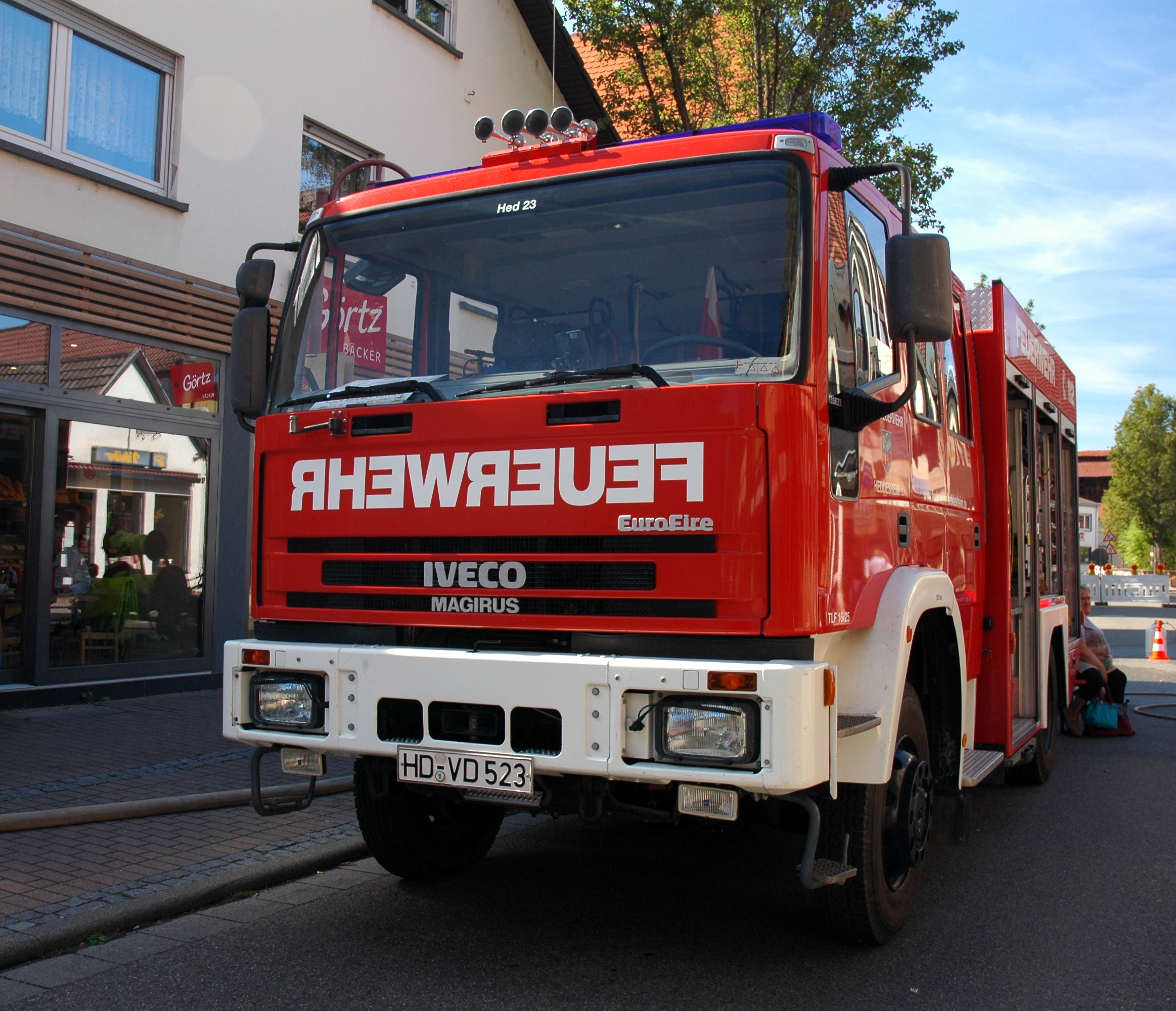
Tanklöschfahrzeug der Feuerwehr Heddesheim mit altem DIN-Kennzeichen, 2018

Durch die Regelung, dass seit 1. November 2000 nur noch Euro-Kennzeichen ausgegeben werden, sind inzwischen die alten DIN-Kennzeichen weitgehend aus dem Straßenbild verschwunden. Nur Fahrzeuge, die vorher zugelassen wurden, bis heute in der Hand desselben Halters sind, in der Zwischenzeit nie abgemeldet und auch nicht als Oldtimer (mit H-Kennzeichen) zugelassen wurden, können weiterhin mit dem DIN-Kennzeichen unterwegs sein. Das Kraftfahrt-Bundesamt führt keine separate Statistik über alte DIN-Kennzeichen in Gebrauch. Vereinzelt werden Fahrzeugen, bei denen die alten Stempelplaketten inzwischen unlesbar geworden sind, alte DIN-Kennzeichen mit neuen Stempelplaketten gesiegelt.

## Aufbau
Die heutigen Kfz-Kennzeichen in Deutschland sind als Euro-Kennzeichen ausgeführt. Sie bestehen aus zwei Teilen:
- dem Unterscheidungszeichen aus bis zu drei Großbuchstaben,
- der Erkennungsnummer aus einem oder zwei Großbuchstaben sowie bis zu vier Ziffern.

Zusammen dürfen es jedoch maximal acht Zeichen, bei Saisonkennzeichen maximal sieben Zeichen sein. Zwischen dem Unterscheidungszeichen und der Erkennungsnummer befindet sich Platz für die Prüfplaketten und das Siegel der Zulassungsbehörde. Auf den Bindestrich nach dem Unterscheidungszeichen wurde, mit Einführung der Euro-Kennzeichen, verzichtet.
Das große SZ ‚ẞ‘ wird (Stand: 2025) in Unterscheidungskennzeichen nicht verwendet.
Anders als in einigen anderen Staaten sind die Kennzeichen dem Fahrzeug und nicht dem Halter zugeordnet. Aus diesem Grund kann das Kennzeichen bei Veräußerung auf Wunsch auf den neuen Halter übergehen, es sei denn, der Veräußerer meldet das Fahrzeug vor der Veräußerung ab und der Erwerber mit neuem Kennzeichen wieder an. Alternativ kann der Erwerber im Nachhinein ein für den Zulassungsbezirk gültiges Kennzeichen mit entsprechenden Kennbuchstaben beantragen.
In Deutschland gibt es, anders als zum Beispiel im Fürstentum Liechtenstein oder in einigen Kantonen der Schweiz, keine allgemein einsehbaren Listen, aus denen anhand des Kennzeichens auf den Halter geschlossen werden kann.
Der Zeitpunkt der Zulassung ist nicht im Kennzeichen vermerkt. Allerdings vergeben viele Zulassungsstellen (zum Beispiel Erlangen und Stuttgart, wenn kein Wunschkennzeichen beantragt wird) die Kennzeichen nach einem (früher in § 23 Abs. 2 Satz 4 i. V. m. Anlage II der StVZO vorgegebenen) fortlaufenden System (vgl. Abschnitt Erkennungsnummer, Gruppen a bis e), sodass dadurch grob auf den Zeitraum der Zulassung geschlossen werden kann.

### Unterscheidungszeichen
Die Unterscheidungszeichen bestehen aus einem, zwei oder drei Großbuchstaben:
- für den Verwaltungsbezirk der Zulassungsbehörde, in dem das Fahrzeug seinen regelmäßigen Standort hat oder
- für die Fahrzeuge der Bundes- und Landesorgane, der Bundespolizei, der Wasser- und Schifffahrtsverwaltung des Bundes, der Bundesanstalt Technisches Hilfswerk, der Bundeswehr, des Diplomatischen Corps im Inland und bevorrechtigter internationaler Organisationen (zum Beispiel NATO).

Die Unterscheidungszeichen der Verwaltungsbezirke werden auf Antrag der Länder vom Bundesverkehrsministerium festgelegt oder aufgehoben. Die Festlegung und Aufhebung von Unterscheidungszeichen wird im Bundesanzeiger veröffentlicht. Die Buchstabenkombination eines Unterscheidungszeichens darf nicht gegen die guten Sitten verstoßen. Auf Antrag können Verwaltungsbezirke seit dem 1. November 2012 infolge der Kennzeichenliberalisierung mehr als ein Unterscheidungszeichen führen, wobei nur solche Unterscheidungszeichen beantragt werden dürfen, die vor dem 25. Oktober 2012 vergeben worden sind. Kennzeichen, deren Unterscheidungszeichen aufgehoben ist, dürfen bis zur Außerbetriebsetzung des betroffenen Fahrzeuges weitergeführt werden.
Zum 1. September 2023 wurde diese Regelung durch eine neue ersetzt. Damit wurde der bisherige Paragraf 8 Absatz 2 durch einen neuen Paragrafen 9 Abs. 3 ersetzt, in dem der Satz mit den vor 2012 vergebenen Zeichen entfällt und es allgemein heißt: „Die Länder können auch die Festlegung von mehr als einem Unterscheidungszeichen für einen Verwaltungsbezirk beantragen. Die Beantragung eines zusätzlichen Unterscheidungszeichens für einen Verwaltungsbezirk kann seitens der Länder erfolgen, wenn ohne dieses ein Verbrauch der verfügbaren Kennzeichenkombinationen unmittelbar bevorsteht.“ Laut amtlicher Begründung war die „bisherige Regelung für die Zuteilung weiterer Unterscheidungskennzeichen […] zu eng formuliert, mit der Folge, dass das Bundesministerium für Digitales und Verkehr schon seit geraumer Zeit für bestehende Verwaltungsbezirke selbst in Fällen, in denen die verfügbaren Kombinationen demnächst nicht mehr ausreichen, kein zusätzliches Unterscheidungszeichen festlegen konnte.“ Nunmehr soll es ein weiteres Kennzeichen für einen Verwaltungsbezirk geben dürfen, wenn die „Vergabe eines neuen Unterscheidungszeichens tatsächlich erforderlich ist. Dies ist der Fall, wenn ohne dieses ein baldiger Verbrauch der verfügbaren Kennzeichenkombinationen nachweislich unmittelbar bevorsteht. Das beantragende Bundesland muss nachvollziehbar darlegen, dass ohne die Zuteilung eines zusätzlichen Unterscheidungszeichens die verfügbaren Kennzeichenkombinationen in absehbarer Zeit nicht mehr ausreichen werden. Absehbar wird in der Regel ein Zeitraum sein, der etwa drei Jahren entspricht.“. Gegen die im Rahmen der Kennzeichenliberalisierung wieder ausgegebenen Unterscheidungskennzeichen richtet sich der neue § 79 (Übergangs und Anwendungsbestimmungen) mit seinem Absatz 4:

„Ein Unterscheidungszeichen nach Maßgabe der Anlage 1 Nummer 1 in der bis zum 31. Oktober 2012 geltenden Fassung dieser Verordnung gilt als beantragt und festgelegt im Sinne des § 9 Absatz 3 Satz 1 und 6. Ein Unterscheidungszeichen nach Maßgabe der Anlage 1 Nummer 2 in der bis zum 31. Oktober 2012 geltenden Fassung dieser Verordnung gilt als aufgehoben im Sinne des § 9 Absatz 3 Satz 1 und 6. Abweichend von § 9 Absatz 3 Satz 4 darf ein neues Unterscheidungszeichen auf Antrag für einen am 1. November 2012 bestehenden Verwaltungsbezirk festgelegt werden, wenn für diesen Verwaltungsbezirk bis zum Ablauf des 25. Oktober 2012 noch kein den gesamten Verwaltungsbezirk umfassendes Unterscheidungszeichen vergeben worden ist.“

Im Oktober 2023 wurde mit MUC für die Stadt München erstmals aufgrund der neuen Rechtsgrundlage ein zweites Unterscheidungszeichen an einen Verwaltungsbezirk vergeben.
Umkennzeichnung
Wenn der Standort eines Fahrzeugs in einen anderen Verwaltungsbezirk verlegt wird, musste dort bis Ende 2014 in jedem Fall ein neues Kennzeichen beantragt werden (Umkennzeichnungspflicht). Seit September 2008 konnten die Bundesländer entscheiden, ob bei einem Wechsel in einen anderen Zulassungsbezirk innerhalb des eigenen Landes neue Kennzeichen zugeteilt werden mussten oder nicht. Seit dem 1. Januar 2015 ist die Umkennzeichnungspflicht bundesweit entfallen.

### Erkennungsnummer
Die Erkennungsnummer besteht aus
- einem oder zwei Großbuchstaben. Möglich sind alle Buchstaben des Alphabets außer den Umlauten Ä, Ö und Ü.[16] Teilweise sind nicht alle Kombinationen möglich (siehe auch den Abschnitt Verschiedenes). Bei Behördenkennzeichen und „Roten Nummern“ entfällt dieser Bereich;
- einer bis zu vier (abweichend bis zu sechs) Ziffern ohne führende Null. Bis zu sechs Ziffern werden vergeben, wenn es die einzigen Unterscheidungsmerkmale sind. Das kommt bei Behördenkennzeichen und „Roten Nummern“ vor, da hier die Unterscheidungsbuchstaben fehlen.

Gemeinsam mit dem Unterscheidungszeichen darf das Kennzeichen nicht mehr als acht Stellen haben, d. h. bei Unterscheidungszeichen mit drei Buchstaben darf die Erkennungsnummer höchstens fünf Zeichen lang sein.
Ab dem 1. Juli 1956 wurden zunächst nur die folgenden 20 Buchstaben verwendet: A, C, D, E, H, I, K, L, M, N, P, R, S, T, U, V, W, X, Y und Z. Mit Wirkung vom 7. November 1956 wurde anstelle des Buchstabens I nur noch der Buchstabe J verwendet. Mit Wirkung vom 12. August 1992 wurde zusätzlich die Zuteilung der drei Buchstaben B, F und G und seit dem 26. Mai 2000 auch die Zuteilung der Buchstaben I, O und Q zugelassen.
Gelegentlich kann man an der Anzahl der mittleren Buchstaben und der Ziffern den genaueren Zulassungsbezirk ermitteln. (siehe Liste aller deutschen Kfz-Kennzeichen mit einer Gebietseinteilung). Dieses System beruht darauf, dass die möglichen Erkennungsnummern in Gruppen eingeteilt sind:
- Gruppe a (früher: Ia): 1 Buchstabe, 1–3 Ziffern, also A 1 bis Z 999 → 26 × 999 = 25.974 Möglichkeiten
- Gruppe b (früher: Ib): 2 Buchstaben, 1–2 Ziffern, also AA 1 bis ZZ 99 → 26 × 26 × 99 = 66.924 Möglichkeiten
- Gruppe c (früher: II): 2 Buchstaben, 3 Ziffern, also AA 100 bis ZZ 999 → 26 × 26 × 900 = 608.400 Möglichkeiten
- Gruppe d (früher: IIIa): 1 Buchstabe, 4 Ziffern, also A 1000 bis Z 9999 → 26 × 9000 = 234.000 Möglichkeiten
- Gruppe e (früher: IIIb): 2 Buchstaben, 4 Ziffern, also AA 1000 bis ZZ 9999 → 26 × 26 × 9000 = 6.084.000 Möglichkeiten

Die angegebenen 7.019.298 Kombinationsmöglichkeiten sind theoretischer Natur. Einige Kombinationen sind als unerwünschte Erkennungsnummern gesperrt, sodass die Gesamtzahl der tatsächlich nutzbaren Möglichkeiten geringer ist als oben angegeben.
Diese Gruppen fanden beispielsweise bei der Zuweisung desselben Unterscheidungszeichens an eine kreisfreie Stadt und an den umliegenden Landkreis Verwendung (Beispiele: OL, FÜ, HN, MZ, PS), bei denen sich die Zuordnung zu Stadt oder Land aus der Gruppe ergab. Aber auch bei der Neuzuteilung von Unterscheidungszeichen sind sie relevant. In den alten Bundesländern ist meist einem von zwei Bezirken mit gleichem Kennzeichen zunächst nur Gruppe c zugeordnet worden. Um auch kürzere Kennzeichen zu ermöglichen, bekam dieser Bezirk üblicherweise alle diejenigen Kennzeichen der Gruppen a und b zugeordnet, die die ursprünglich nicht vergebenen Buchstaben B, F, G, I, O und Q enthalten.
Nicht alle Gruppen werden von allen Zulassungsbezirken benutzt. Viele, vor allem kleinere Bezirke, benutzen regulär nur die Gruppen a–c und erlauben Kennzeichen der Gruppe d und eventuell e als Wunschkennzeichen. In Bezirken mit dreistelligem Unterscheidungszeichen ist die Gruppe e nicht möglich. Auch in Fällen, bei denen früher zwei Zulassungsstellen dasselbe Unterscheidungszeichen (mit der o. g. Differenzierung) vergaben und heute nur noch eine dieses nutzt, werden die dadurch frei gewordenen Kennzeichen-Gruppen oft nicht verwendet. So werden beispielsweise bei LD (Stadt Landau in der Pfalz) nur die Gruppen a, d und e sowie teilweise c genutzt.
Die Zeichenkombination der Erkennungsnummer sowie die Kombination aus Unterscheidungszeichen und Erkennungsnummer dürfen nicht gegen die guten Sitten verstoßen.

### Prüfplaketten

#### Hauptuntersuchung

Runde Plakette als Nachweis der Hauptuntersuchung (HU).
In dieser Weise angebracht mit der „12“ oben, also ungedreht, ergibt sich die Gültigkeit bis einschließlich Dezember 2007.

Nach dem Unterscheidungszeichen befindet sich auf der hinteren Kennzeichentafel oberhalb der Stempelplakette eine runde Plakette, die die Frist zur Anmeldung für die nächste Hauptuntersuchung zeigt (umgangssprachlich: TÜV-Plakette).
In der Regel sind die Prüfplaketten Aufkleber, die beim Abziehen zerstört werden, was Verfälschungen (beispielsweise durch einfaches Verdrehen oder durch die Übertragung auf fremde Kennzeichenschilder) erschweren soll; einzelne Zulassungsstellen verwenden (wie auch für die Stempelplaketten) bis in die heutige Zeit Feststoffplaketten, die in einen – auf dem Kennzeichen festgenieteten – Aluhalter geclipst werden.
Das Erscheinungsbild der Plaketten ist seit der Einführung 1960 annähernd gleich geblieben. 1974 wurde das Farbschema von vier auf sechs Farben erweitert und folgt seit der 1974er Plakette dem bis heute gültigen Rhythmus, der sich alle sechs Jahre wiederholt. Die Jahre 1977 (Gelb statt Orange) und 1979 (Orange statt Gelb), waren dabei allerdings Ausnahmen. Seit 1975 haben die Plaketten im Bereich des Monats Dezember zur besseren Ablesbarkeit schwarze Segmente. Die unterschiedliche Farbgebung sorgt dafür, dass sich abgelaufene Plaketten meist schon aus einigen Metern Entfernung erkennen lassen. Seit 1983 sind die aufsteigenden Ziffern auf der Prüfplakette gegen den Uhrzeigersinn aufgedruckt, sodass der Monat der fälligen Untersuchung anhand der schwarzen Segmente wie auf einer Uhr abgelesen werden kann. Die Plakette wird so (un-)gedreht angebracht, dass der Ablaufmonat oben steht. Ist beispielsweise die HU im Monat August fällig, steht die „8“ oben und das schwarze Segment erscheint auf „8 Uhr“.

##### Farben der Plaketten bis 1973
| Farbe | Jahr | Jahr | Jahr | Jahr |
| ----- | ---- | ---- | ---- | ---- |
| Weiß  | 1961 | 1965 | 1969 | 1973 |
| Grün  | 1962 | 1966 | 1970 |      |
| Gelb  | 1963 | 1967 | 1971 |      |
| Blau  | 1964 | 1968 | 1972 |      |

##### Farben der Plaketten seit 1974
| Farbe             | Jahr | Jahr | Jahr | Jahr | Jahr | Jahr | Jahr | Jahr | Jahr | Jahr | Jahr |
| ----------------- | ---- | ---- | ---- | ---- | ---- | ---- | ---- | ---- | ---- | ---- | ---- |
| Braun (RAL 8004)  | 1974 | 1980 | 1986 | 1992 | 1998 | 2004 | 2010 | 2016 | 2022 | 2028 | 2034 |
| Rosa (RAL 3015)   | 1975 | 1981 | 1987 | 1993 | 1999 | 2005 | 2011 | 2017 | 2023 | 2029 | 2035 |
| Grün (RAL 6018)   | 1976 | 1982 | 1988 | 1994 | 2000 | 2006 | 2012 | 2018 | 2024 | 2030 | 2036 |
| Orange (RAL 2000) | 1979 | 1983 | 1989 | 1995 | 2001 | 2007 | 2013 | 2019 | 2025 | 2031 | 2037 |
| Blau (RAL 5015)   | 1978 | 1984 | 1990 | 1996 | 2002 | 2008 | 2014 | 2020 | 2026 | 2032 | 2038 |
| Gelb (RAL 1012)   | 1977 | 1985 | 1991 | 1997 | 2003 | 2009 | 2015 | 2021 | 2027 | 2033 | 2039 |

Quelle: Anlage IX – Straßenverkehrs-Zulassungs-Ordnung (StVZO)

#### Untersuchung des Motormanagements und Abgasreinigungssystems

Sechseckige Plakette als Nachweis der Untersuchung des Motormanagements und Abgasreinigungssystems, hier gültig bis einschließlich Dezember 2007

Von 1985 bis 2009 wurden zudem sechseckige Plaketten für die Untersuchung des Motormanagements und Abgasreinigungssystems (UMA) – anfangs als Abgassonderuntersuchung (ASU), später als Abgasuntersuchung (AU) bezeichnet – ausgegeben. Die Prüfplakette für die UMA wurde stets auf dem vorderen Kennzeichen über der Stempelplakette angebracht. Sie folgte dem Farbschema der Prüfplaketten für die Hauptuntersuchung und wurde wie diese in einigen Zulassungsbezirken auch als harte Kunststoffplakette ausgegeben.
Da Dieselfahrzeuge bis Ende 1993 von der UMA ausgenommen waren, erhielten sie bis dahin keine Prüfplaketten. Somit gab das vordere Kennzeichen auch Auskunft über die Kraftstoffart eines Fahrzeugs. Das für die HU-Plaketten verwendete Farbschema galt auch für die Prüfplaketten der UMA.
Seit 1. Januar 2010 ist die UMA ein Teil der Hauptuntersuchung. Damit entfiel von diesem Zeitpunkt an die Plakette auf dem vorderen Kennzeichen. Abgelaufene Plaketten wurden üblicherweise bei der nächsten Hauptuntersuchung entfernt bzw. bei Feststoffplakettenhaltern durch weiße, unbedruckte Plaketten ersetzt und bei Neuzulassungen, Umschreibungen usw. keine UMA-Plaketten mehr vergeben, sodass diese bis Ende 2012 aus dem deutschen Straßenbild verschwanden.

### Stempelplaketten

Beispiel einer Zulassungsplakette (hier: Landeshauptstadt München)

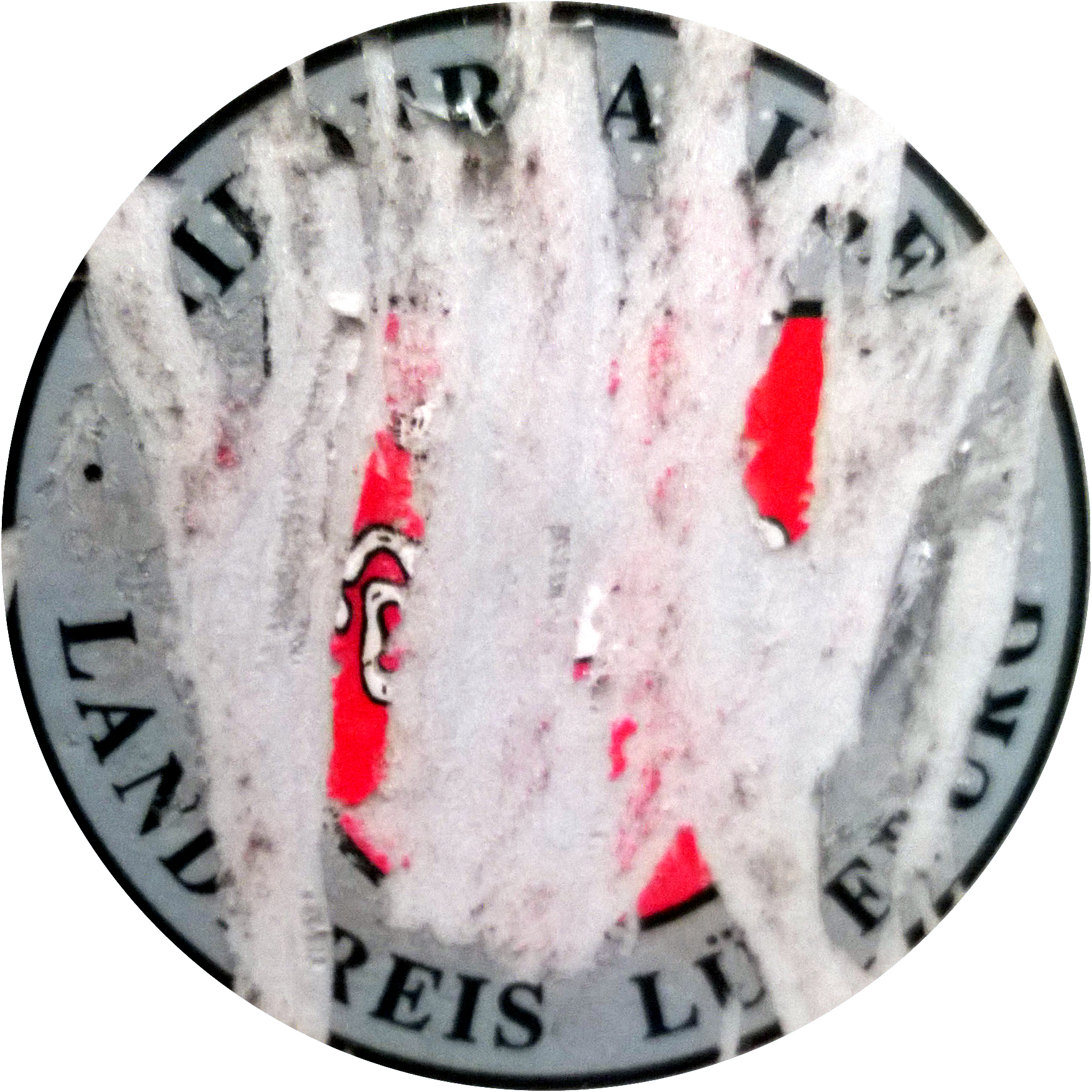
Entwertete Zulassungsplakette

Zwischen Unterscheidungszeichen und Erkennungsnummer befindet sich eine Plakette der Zulassungsbehörde mit dem Dienstsiegel (amtlich: Stempelplakette) des jeweiligen Stadt- bzw. Landkreises, in dem das Fahrzeug zugelassen wurde. Etwa gleichzeitig mit der Einführung der Euro-Kennzeichen trat an die Stelle der ursprünglichen grauen oder weißen Stempelplaketten eine größere mehrfarbige Plakette, die den Namen und das Wappen des Bundeslandes, in dem das Fahrzeug zugelassen ist, sowie den Namen der Zulassungsstelle enthält. Das Wappen des Landes enthält die Stempelplakette auch dann, wenn die Zulassungsstelle ansonsten ein anderes Wappen in ihrem Siegel führt, wie beispielsweise in der Regel die kreisfreien Städte. In einer Übergangsphase wurde auf viele Euro-Kennzeichen allerdings auch noch die alte Version und in den letzten Jahren der DIN-Schilder auf viele DIN-Kennzeichen die neue Version der Stempelplakette geklebt.
Bei den alten DIN-Kennzeichen findet man zwischen den Prüf- und Stempelplaketten einen Bindestrich, der das Unterscheidungszeichen und die Erkennungsnummer voneinander trennt. Die ersten Euro-Kennzeichen in Berlin, Brandenburg, Bayern (seltener) und Sachsen trugen ebenfalls noch einen Bindestrich. Da bei Verwendung der neuen, größeren Stempelplaketten der Platz aber nicht mehr ausreicht, wird der Bindestrich bei den Euro-Kennzeichen seither nicht mehr verwendet.
Je nach Landkreis oder Stadt wurden Siegel in unterschiedlicher Anfertigung verwendet: meist flache Klebeplaketten, in vielen Bezirken, vor allem im süddeutschen Raum (Baden-Württemberg, Bayern, Rheinland-Pfalz) sowie in einigen thüringischen und niedersächsischen Zulassungsbezirken (Helmstedt, Hameln-Pyrmont, früher auch Stadt Hannover und Landkreis Celle), wurden Feststoffplaketten aus Kunststoff (umgangssprachlich: „Töpfchensiegel“) verwendet. In einigen Fällen verwendeten kreisfreie Städte und Landkreise mit denselben Unterscheidungszeichen (UL, FÜ, HD, LU) verschiedene Materialien. Manche Bezirke ließen dem Fahrzeughalter auch die Wahl.
Zu Beginn des Jahres 2015 wurden neue Stempelplaketten eingeführt. Diese enthalten (wie bei den Siegeln der Marke SicoTra bereits vorher) links oben das Dienstsiegel der Zulassungsbehörde und – neu – eine achtstellige Druckstücknummer, rechts neben dem Landeswappen als 2D-DataMatrix-Code sowie links neben dem Wappen oder über dem Code als Klartext dargestellt. Diese Siegel weisen, angepasst an den zusätzlichen Platzbedarf von Code und Nummer, ein etwas kleineres farbiges Landeswappen und ein neues holografisches Design auf. Die ersten „Testplaketten“ der Marken SicoTra und SecuRasta für den Feldversuch in Ingolstadt wurden jedoch mit dem alten bzw. abweichenden Hologrammdesign versehen. Ebenfalls besaßen jene der Marke SecuRasta Perfect noch keine Prüfziffer am Ende der Druckstücknummer. Wenn man das Dienstsiegel vom Kennzeichen abzieht, erscheint darunter ein dreistelliger Sicherheitscode, der ebenfalls zusätzlich als DataMatrix dargestellt ist. Mit diesen Dienstsiegeln ist bei einer Zulassung ab 2015 eine Online-Außerbetriebsetzung möglich. Feststoffplaketten und Dienstsiegel werden seither für Zivil- und Behördenkennzeichen nicht mehr vergeben. Die internetbasierte Fahrzeugzulassung über die Anwendung i-KFZ3 der zuständigen Zulassungsstellen ist derzeit neben der internetbasierten Wiederzulassung und Außerbetriebsetzung für eine Reihe anderer Vorgänge möglich. Voraussetzung hierfür sind der neue Personalausweis mit Identifikationsfunktion und ein Kartenlesegerät.

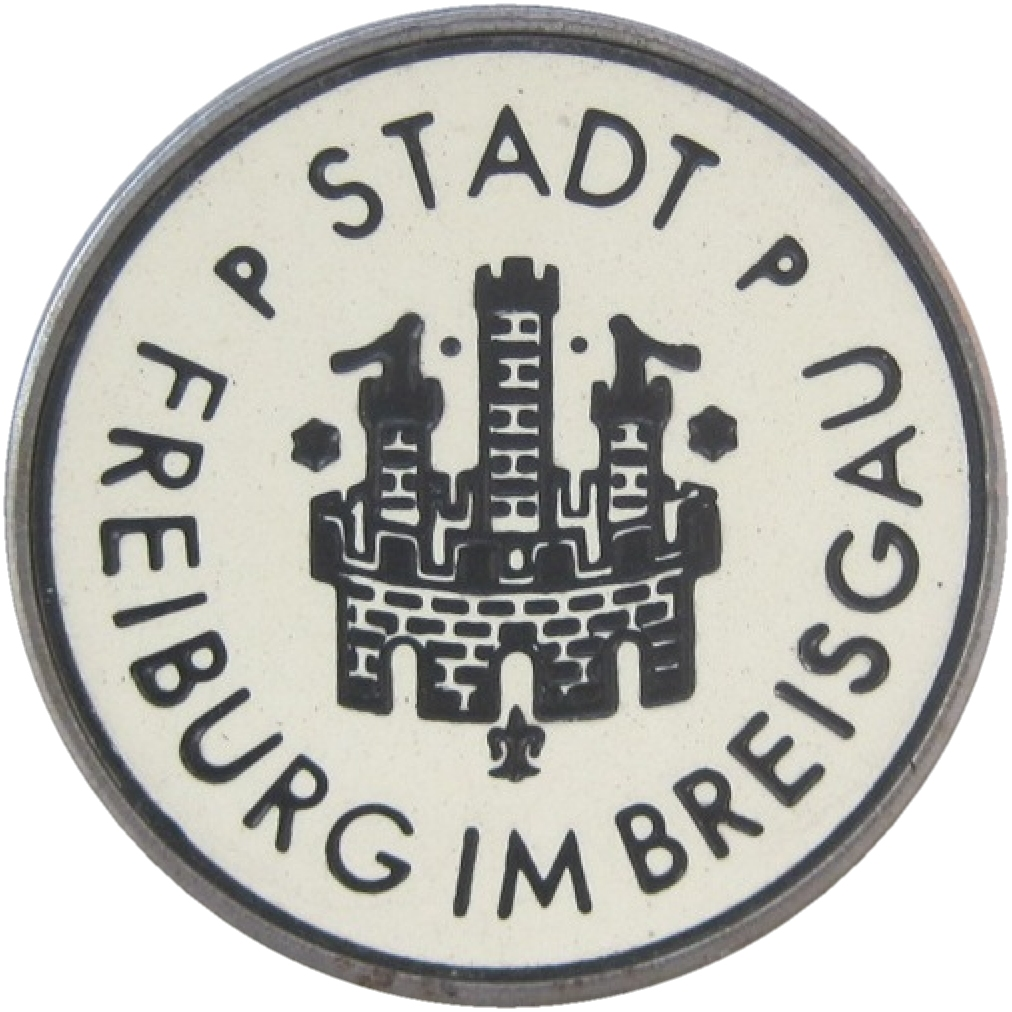
Frühere Zulassungsplakette in Feststoffausführung vom Typ HöKo
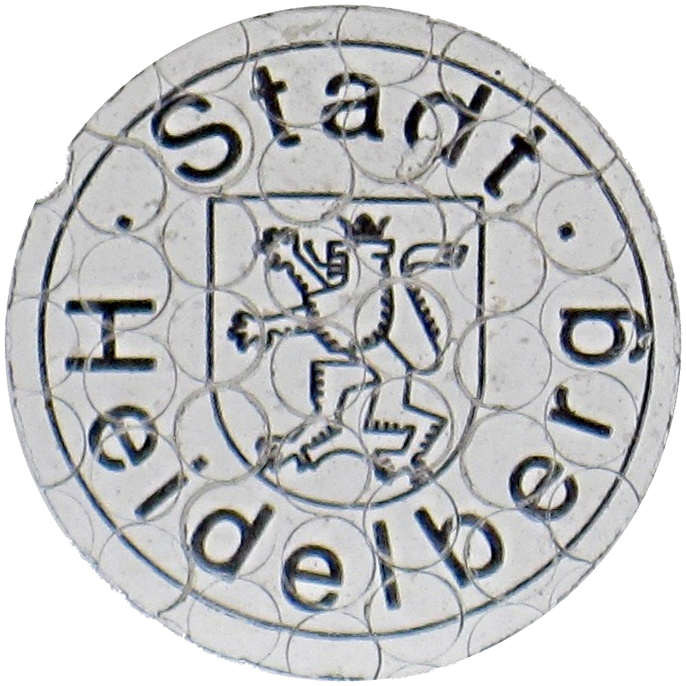
Frühere Zulassungsplakette mit weißem gestanzten Untergrund vom Typ Coloco
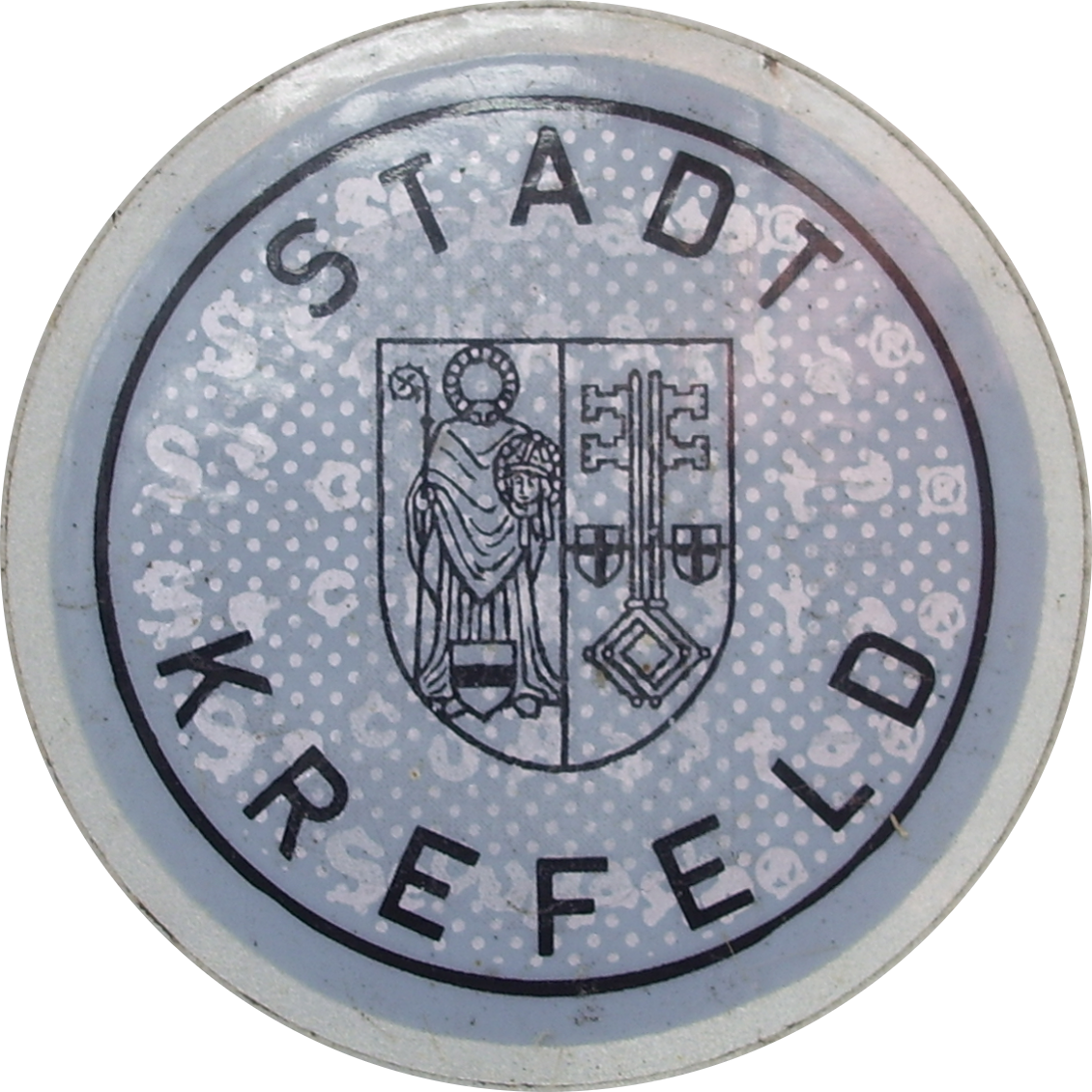
Frühere Zulassungsplakette mit grauem Untergrund und reflektierender Beschriftung SecuRasta
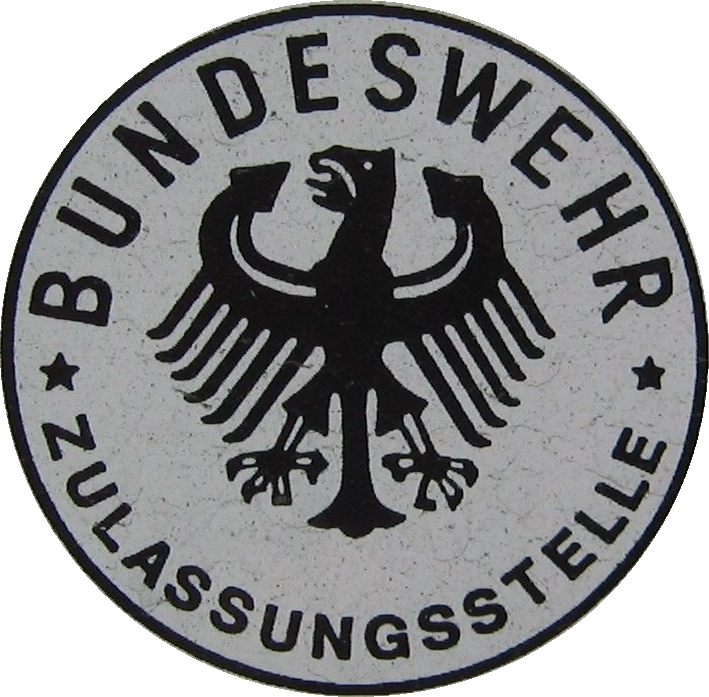
Zulassungsplakette der Bundeswehr (nicht reflektierend)
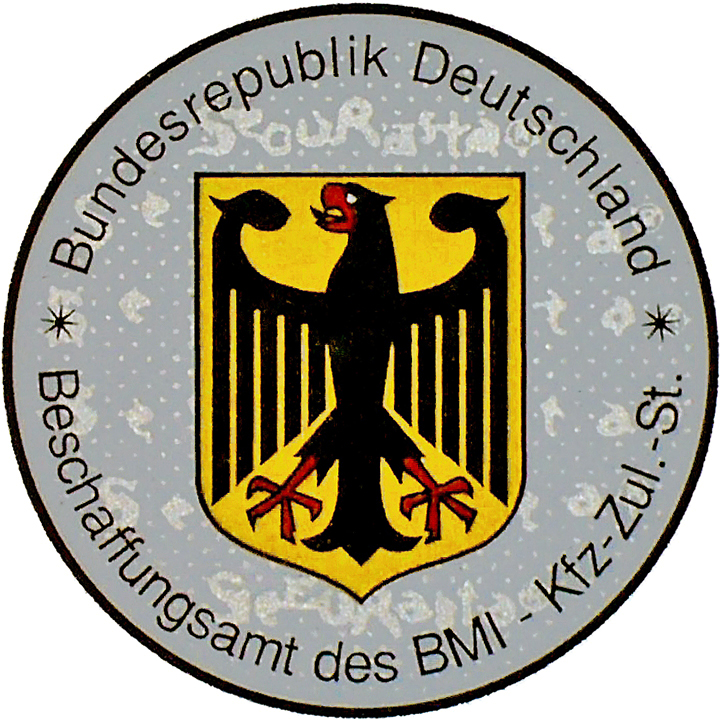
Zulassungsplakette des BMI, beispielsweise für Fahrzeuge des Technischen Hilfswerks
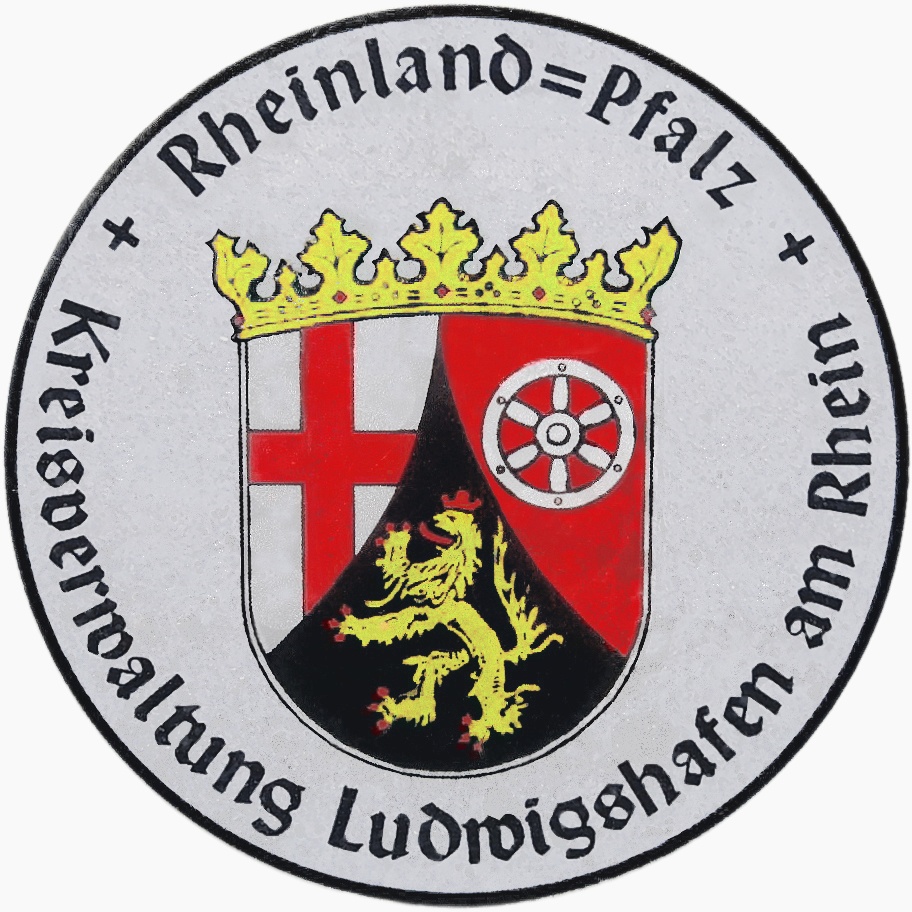
Zulassungsplakette des Landkreises Ludwigshafen mit dem Landeswappen von Rheinland-Pfalz bis 2003
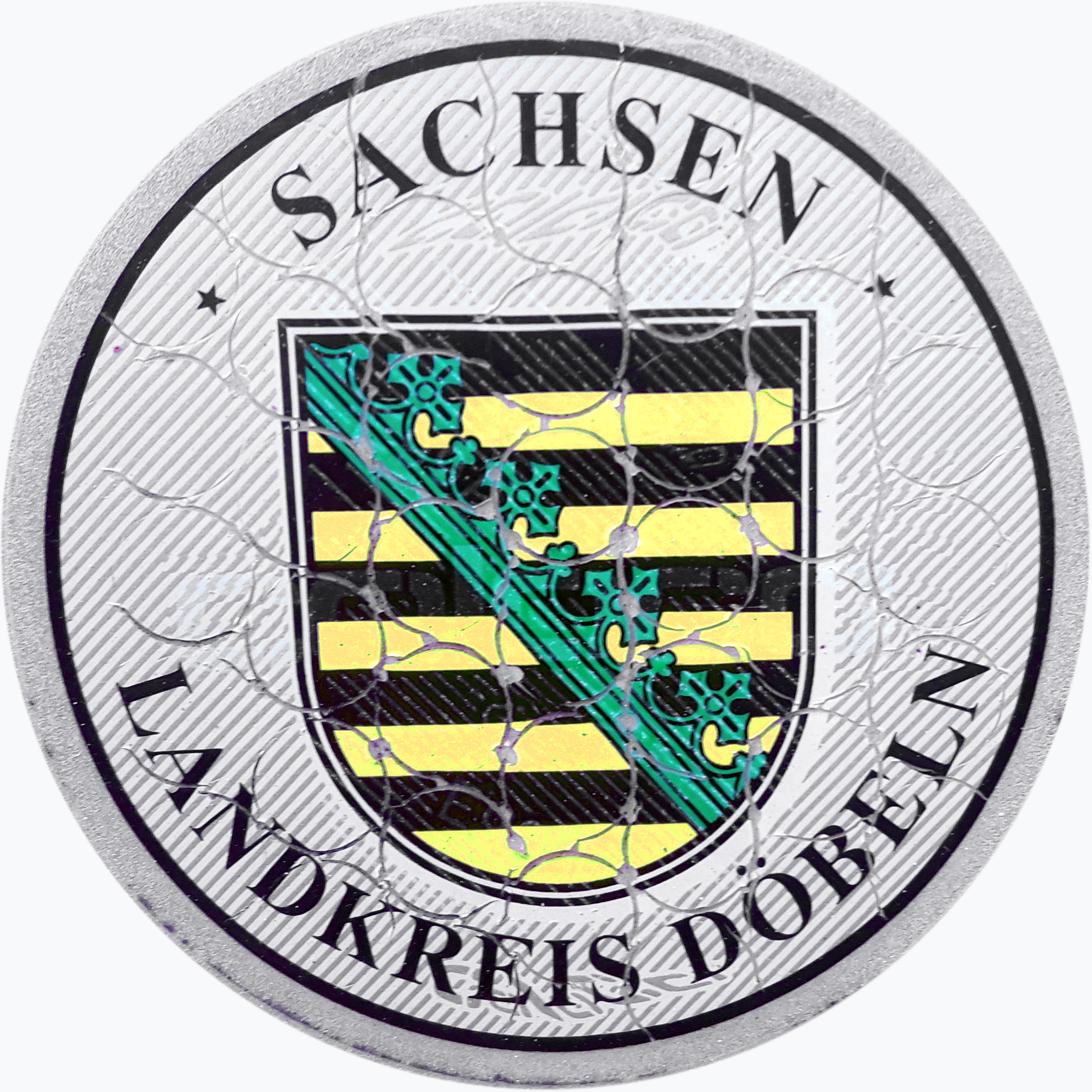
Zulassungsplakette des Landkreises Döbeln mit dem sächsischen Landeswappen bis 2008
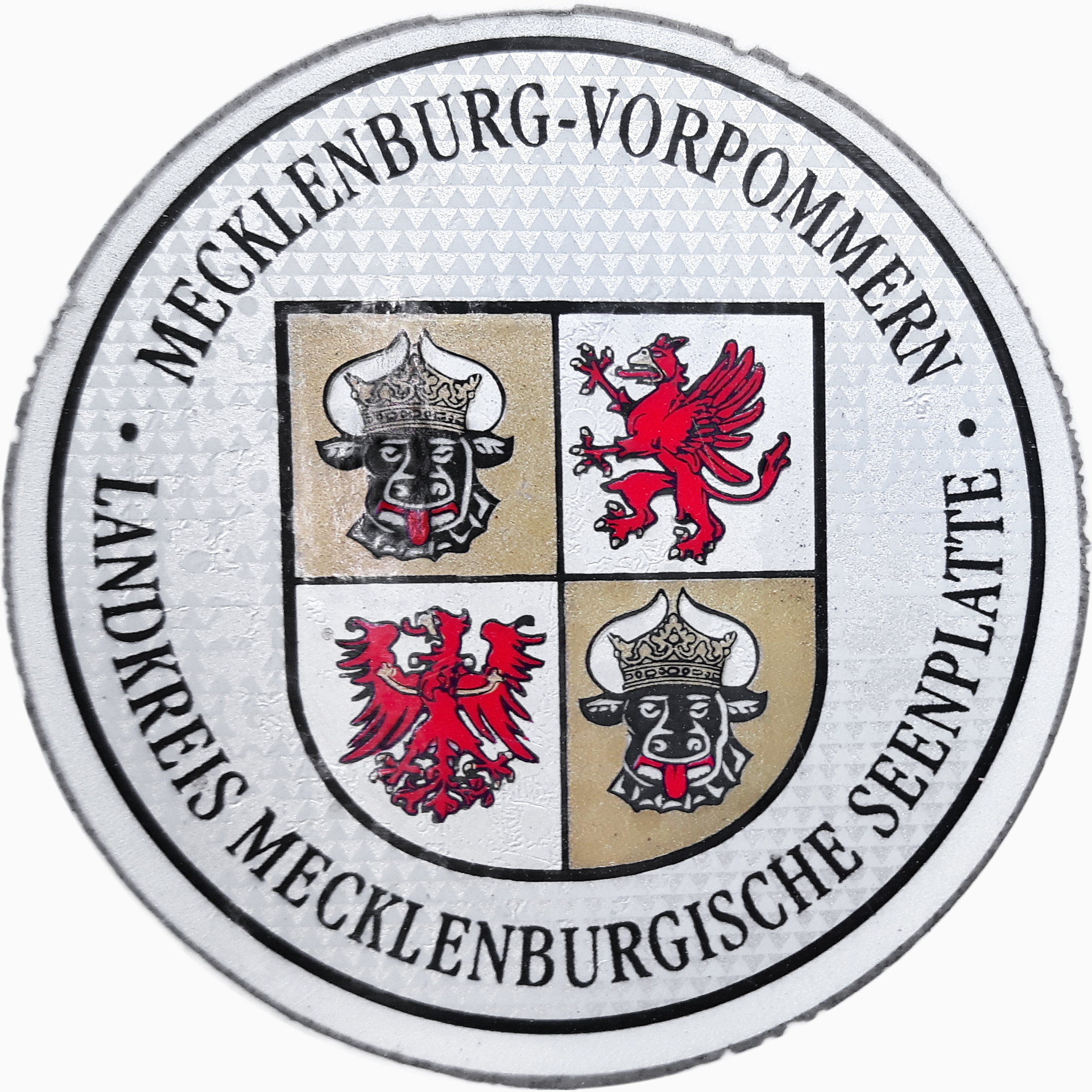
Zulassungsplakette des Landkreises Mecklenburgische Seenplatte mit dem mecklenburg-vorpommerschen Landeswappen bis 2014
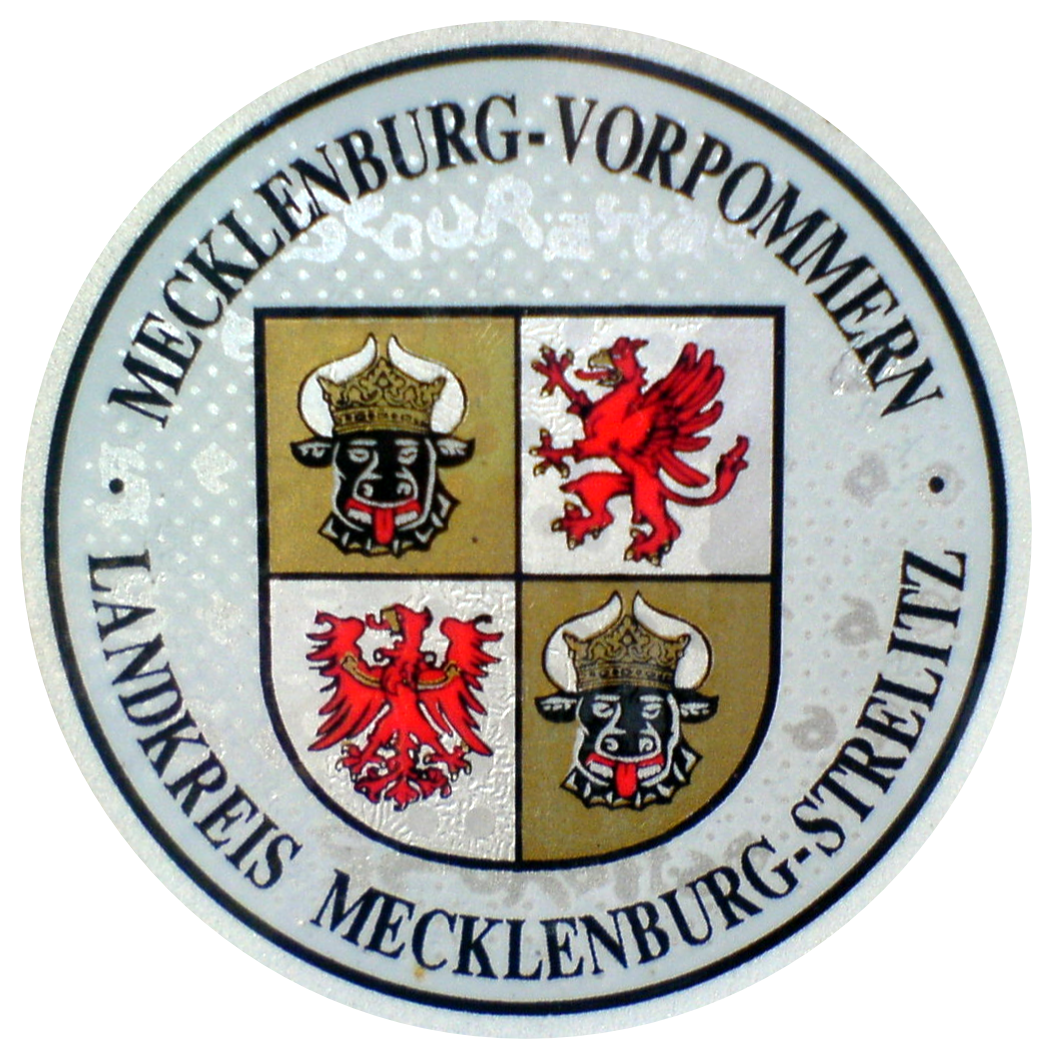
Zulassungsplakette des Landkreises Mecklenburg-Strelitz mit dem mecklenburg-vorpommerschen Landeswappen bis 2011
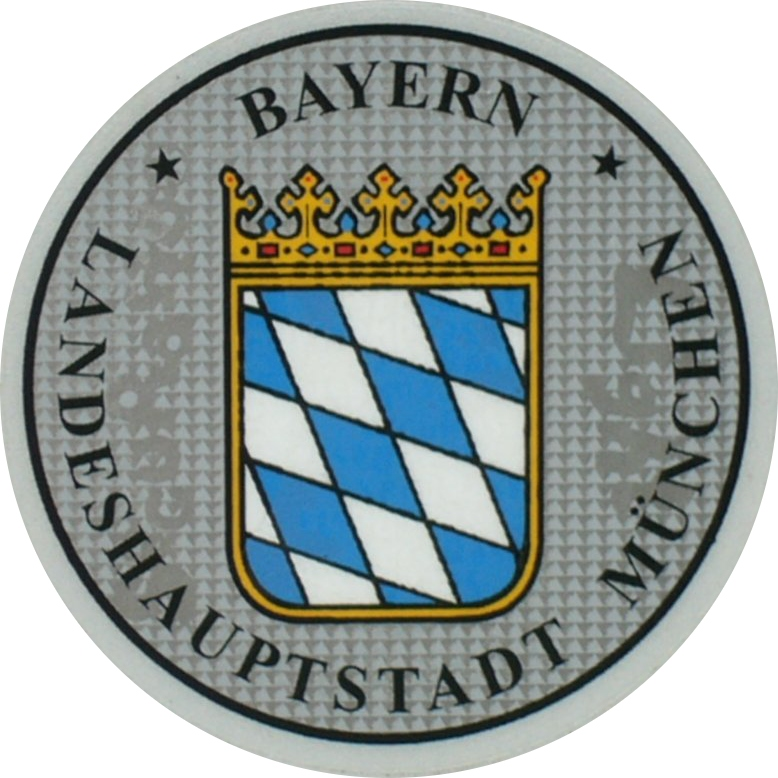
Zulassungsplakette der Landeshauptstadt München mit dem bayerischen Staatswappen bis 2014
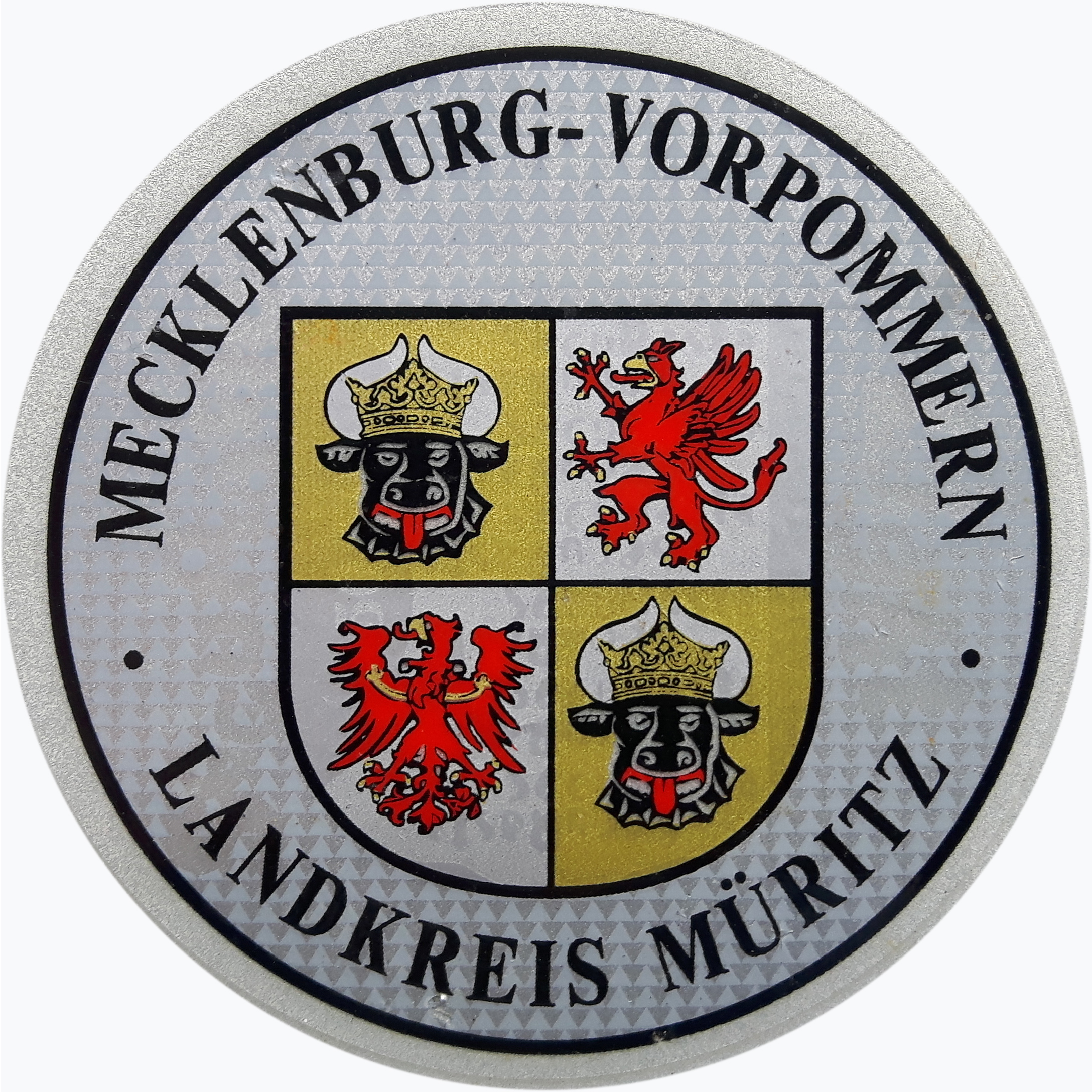
Zulassungsplakette des Landkreises Müritz mit dem mecklenburg-vorpommerschen Landeswappen bis 2011
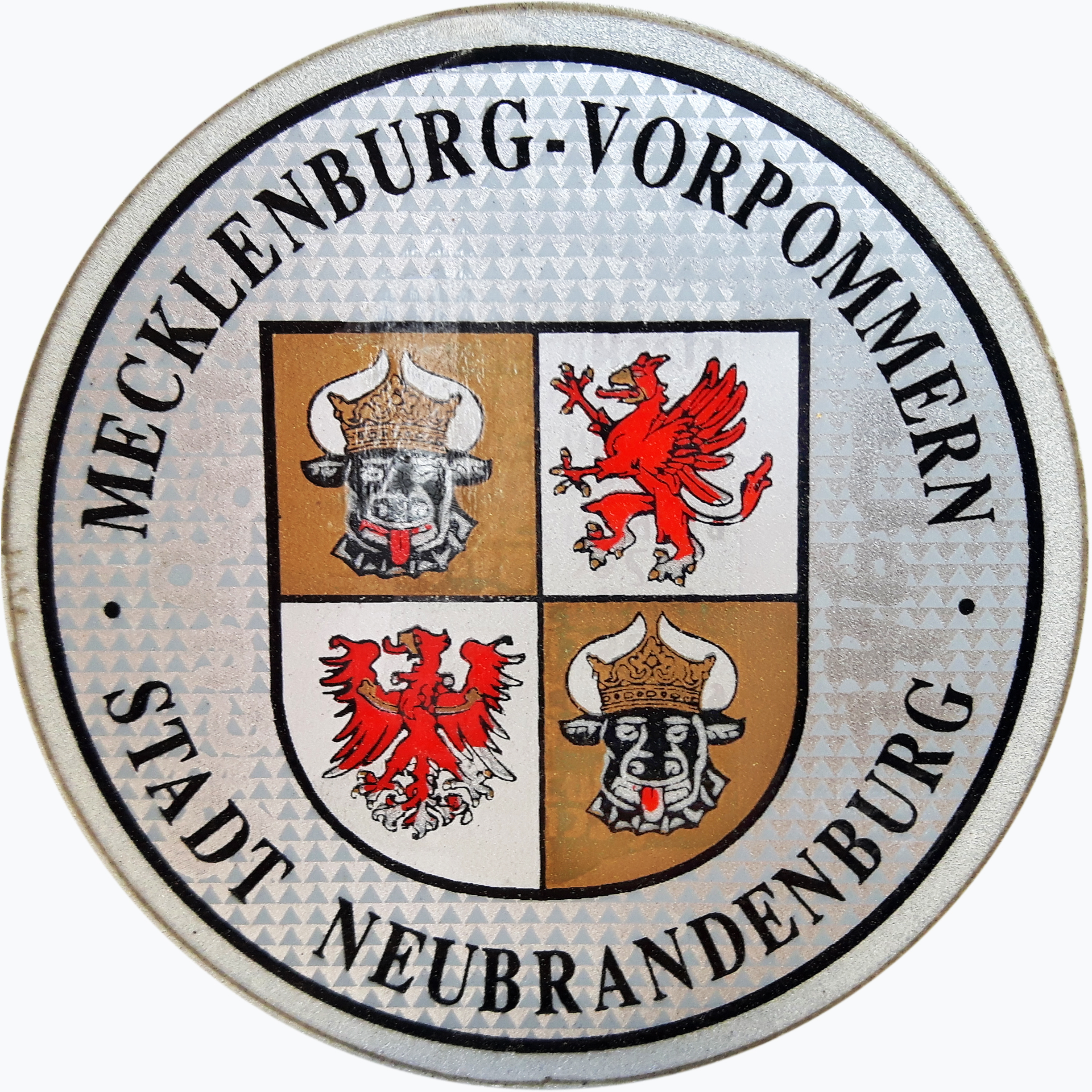
Zulassungsplakette der Stadt Neubrandenburg mit dem mecklenburg-vorpommerschen Landeswappen bis 2014
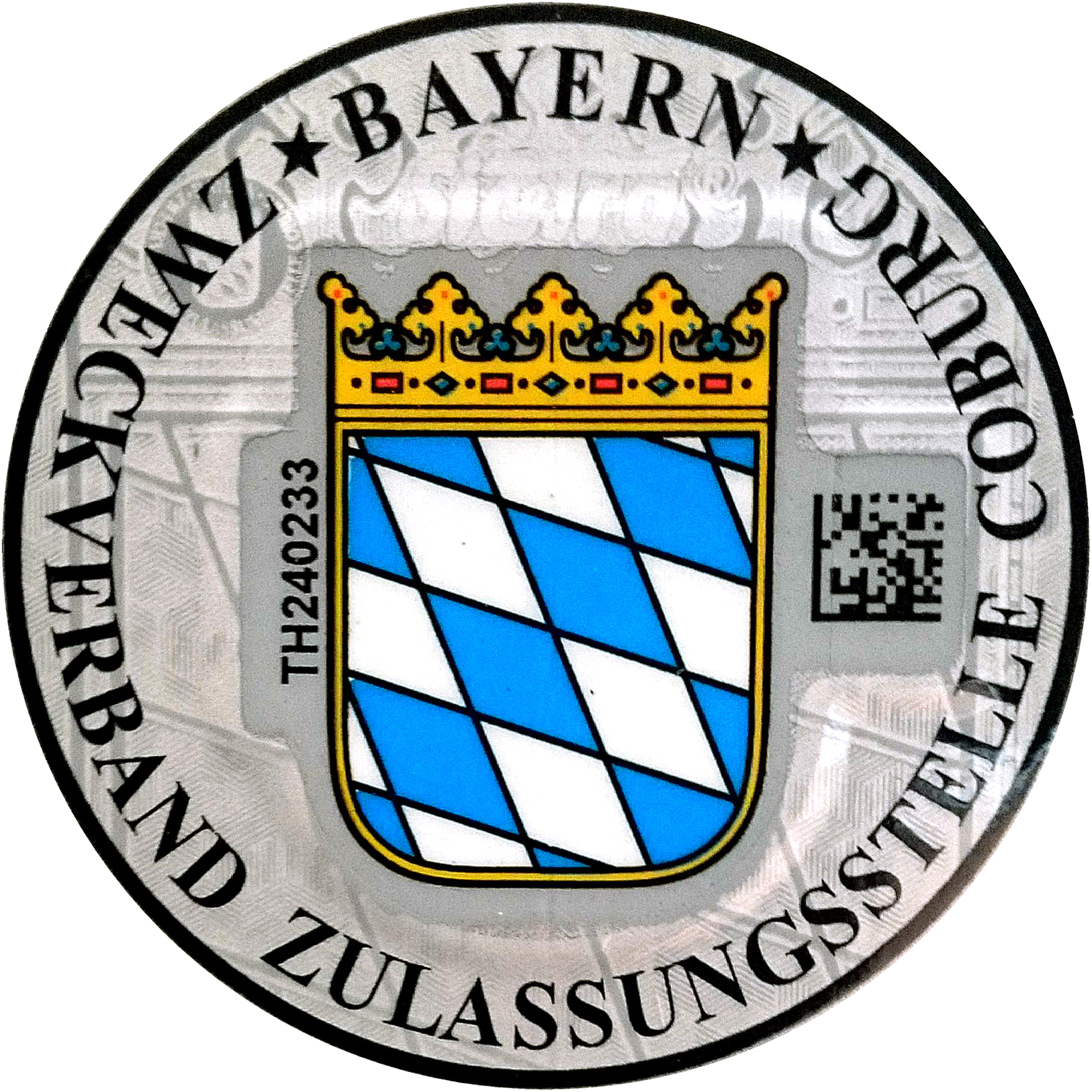
Aktuelle Zulassungsplakette der kreisfreien Stadt Coburg und des Landkreises Coburg (Zweckverband Zulassungsstelle Coburg), rechts mit DataMatrix-Code und Landeswappen oben links
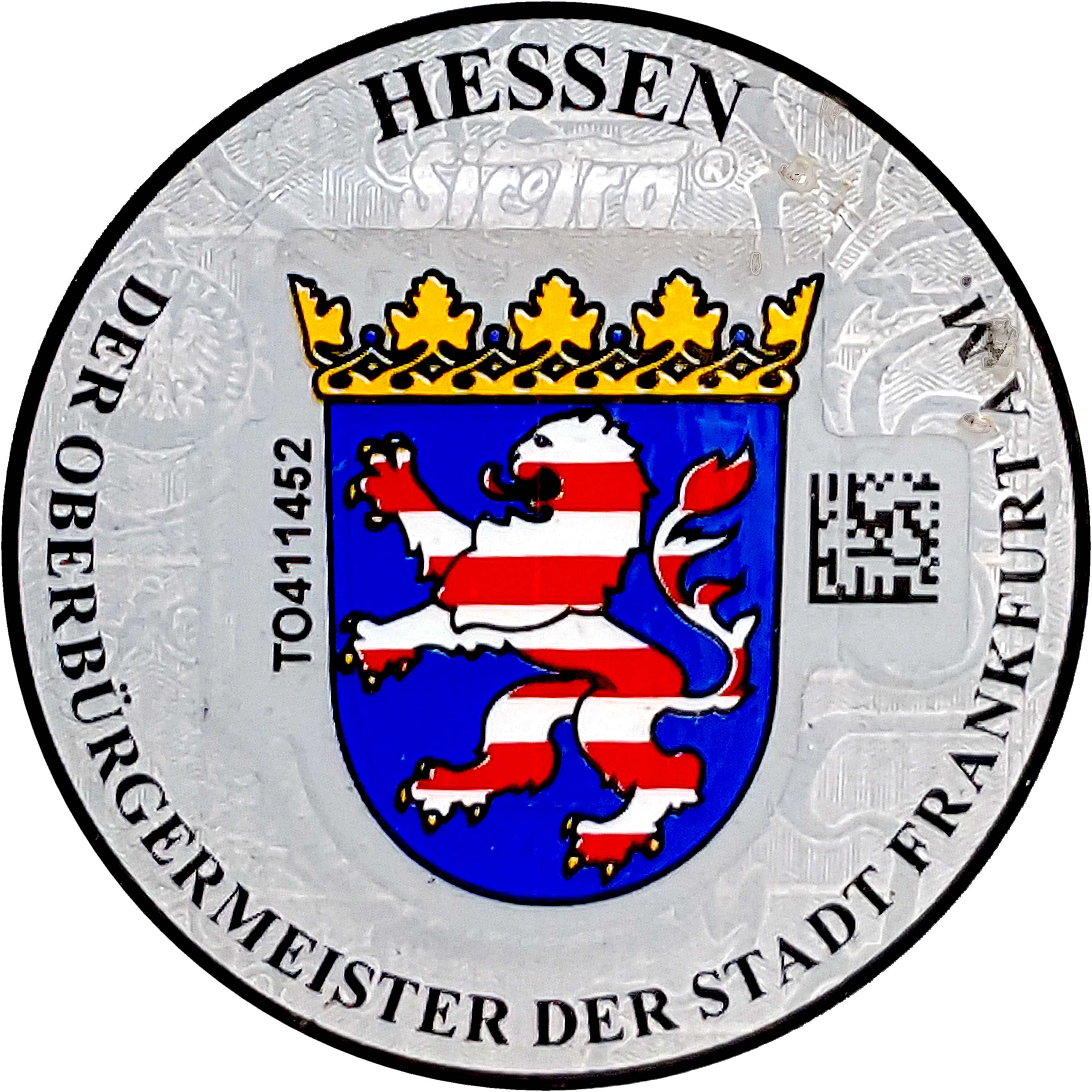
Aktuelle Zulassungsplakette der Stadt Frankfurt am Main mit dem hessischen Landeswappen, rechts mit DataMatrix-Code und Stadtwappen oben links
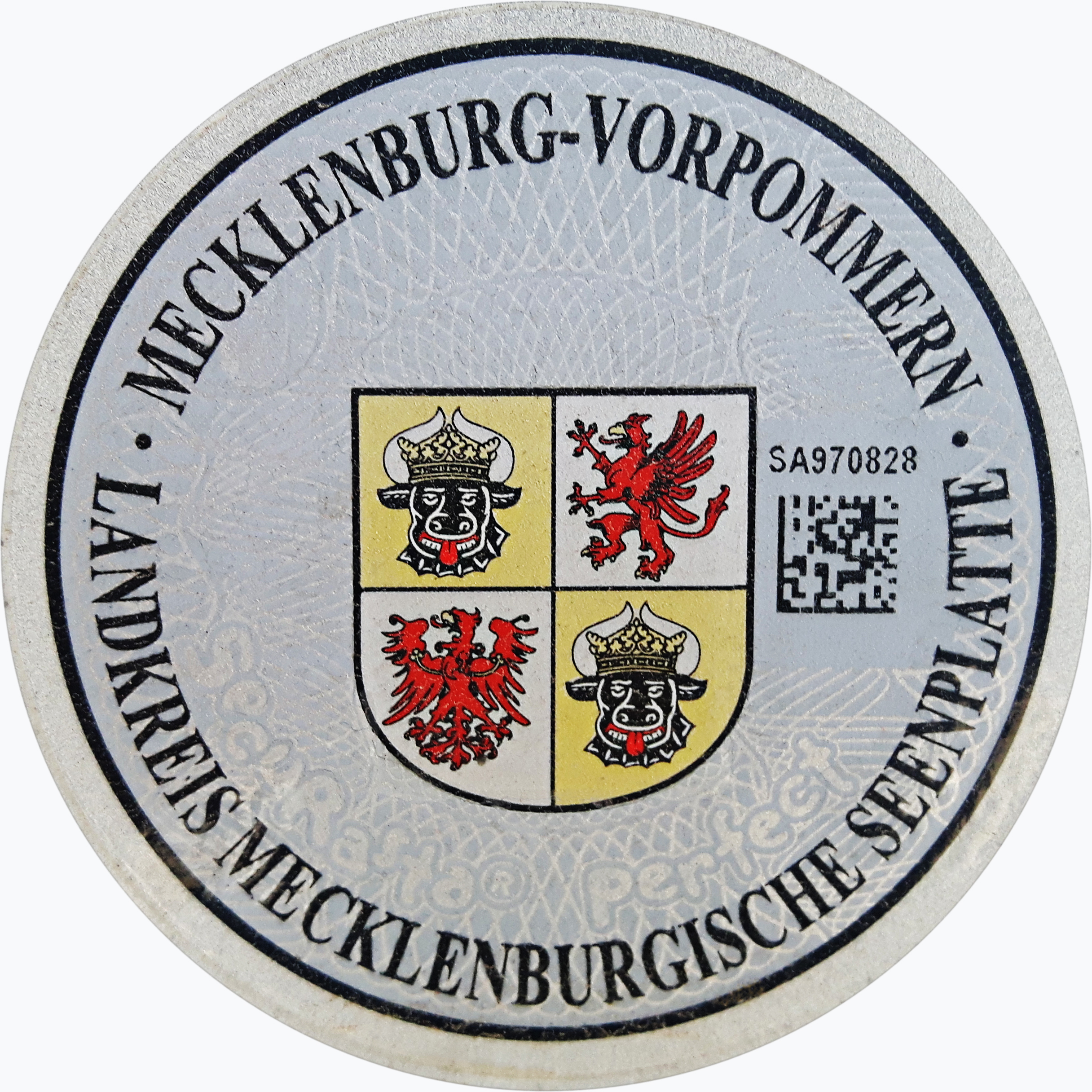
Aktuelle Zulassungsplakette des Landkreises Mecklenburgische Seenplatte mit dem mecklenburg-vorpommerschen Landeswappen, rechts mit DataMatrix-Code und Landkreiswappen oben links
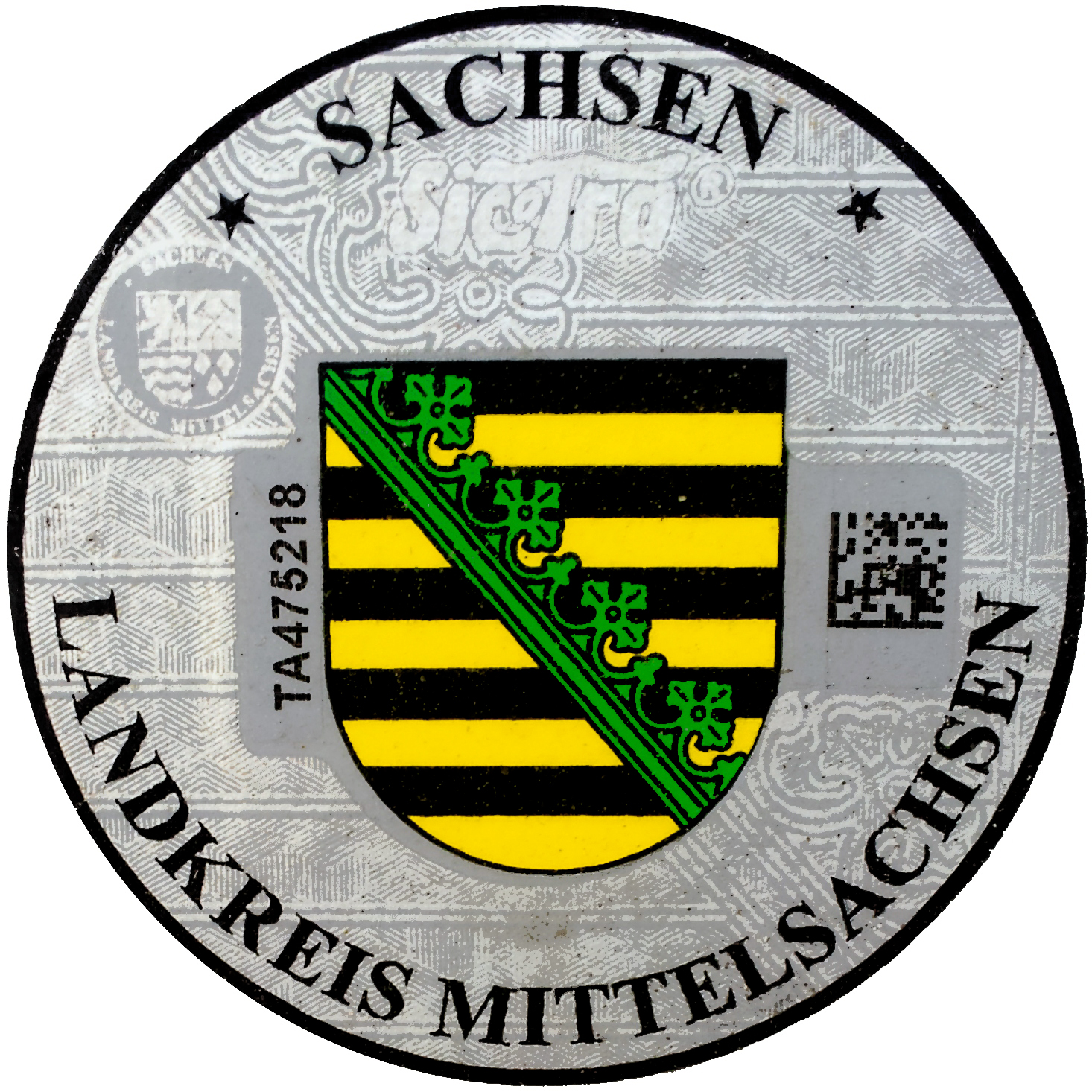
Aktuelle Zulassungsplakette des Landkreises Mittelsachsen mit dem sächsischen Landeswappen, rechts mit DataMatrix-Code und Landkreiswappen oben links

Hersteller
Bei den Siegeln im Durchmesser von 45 mm gibt es zwölf verschiedene Versionen von Klebeplaketten der Marken SecuRasta, SicoTra, SecuPrint, HöKo, Coloco, ProSecure und Juvikett.
Die ersten Exemplare nach der Einführung der Eurokennzeichen wurden nahezu alle von dem Münchner Unternehmen SecuRasta hergestellt. Knapp zehn Jahre später kam das Unternehmen Trautwein aus Herne mit dem silbrig reflektierenden Siegel SicoTra auf den Markt, das zusätzlich gegen das Licht gedreht nochmals das Dienstsiegel des jeweiligen Zulassungsbezirks oben links erscheinen lässt sowie den Namen SicoTra zum Vorschein bringt. SecuRasta ging daraufhin mit SecuRasta Light an den Start, das auf den ersten Blick ebenfalls die gleiche Silberoptik besitzt; seit ca. 2007 gibt es als Drittes auch SecuRasta Perfect.
Einige Zeit später fing das Unternehmen Hörauf & Kohler („HöKo“) an, ebenfalls Klebeplaketten zu vertreiben. Mit der Einführung der neuen Zulassungsplaketten 2015 gibt es diese ebenfalls von der Marke Juvikett, deren Siegel einen dunkelgrauen Untergrund aufweisen.

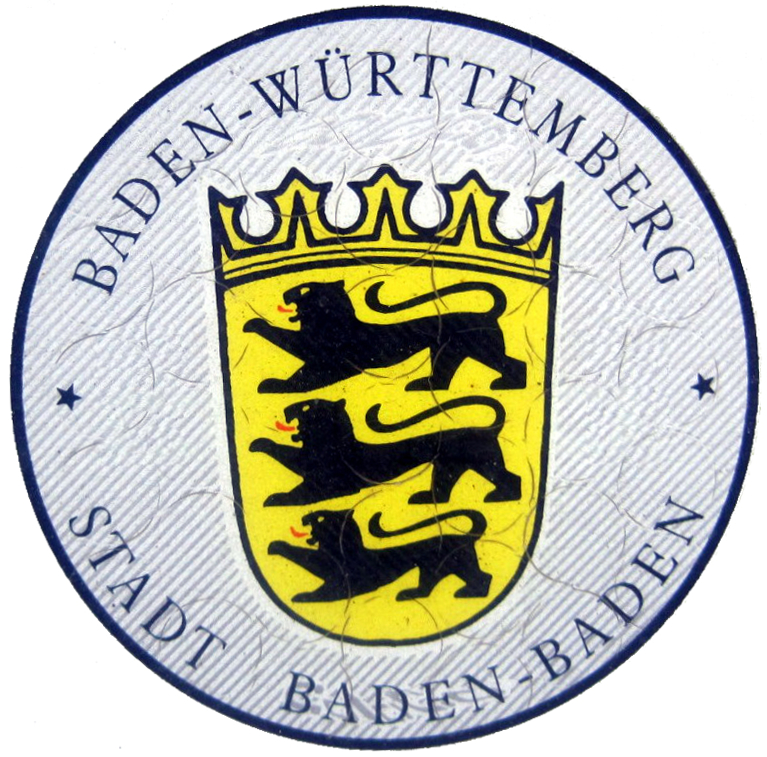
Plakette vom Typ Coloco
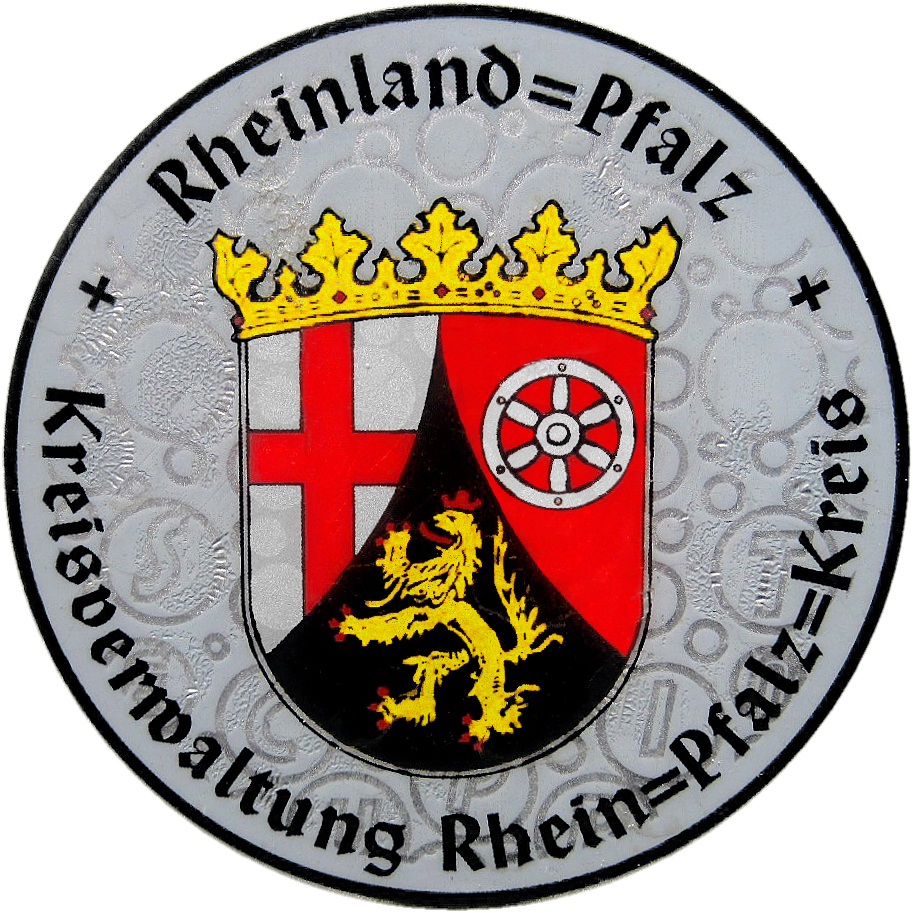
Plakette vom Typ SecuPrint
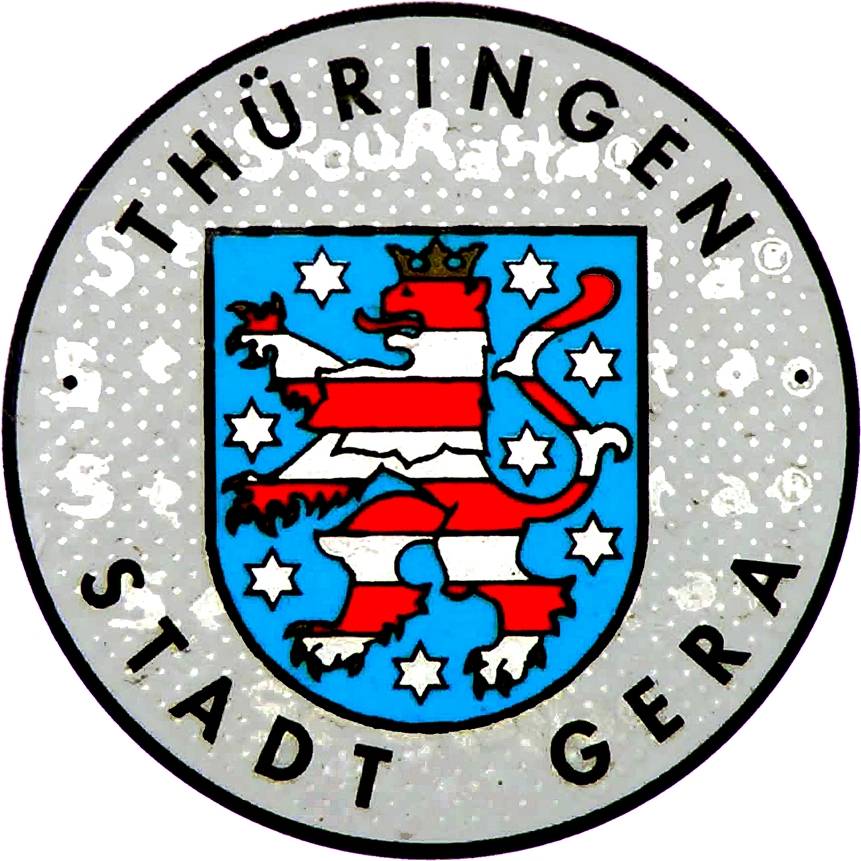
Plakette vom Typ SecuRasta
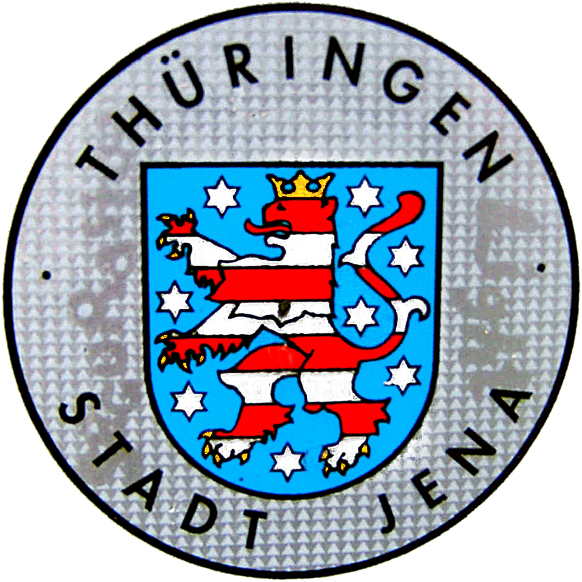
Plakette vom Typ SecuRasta Light
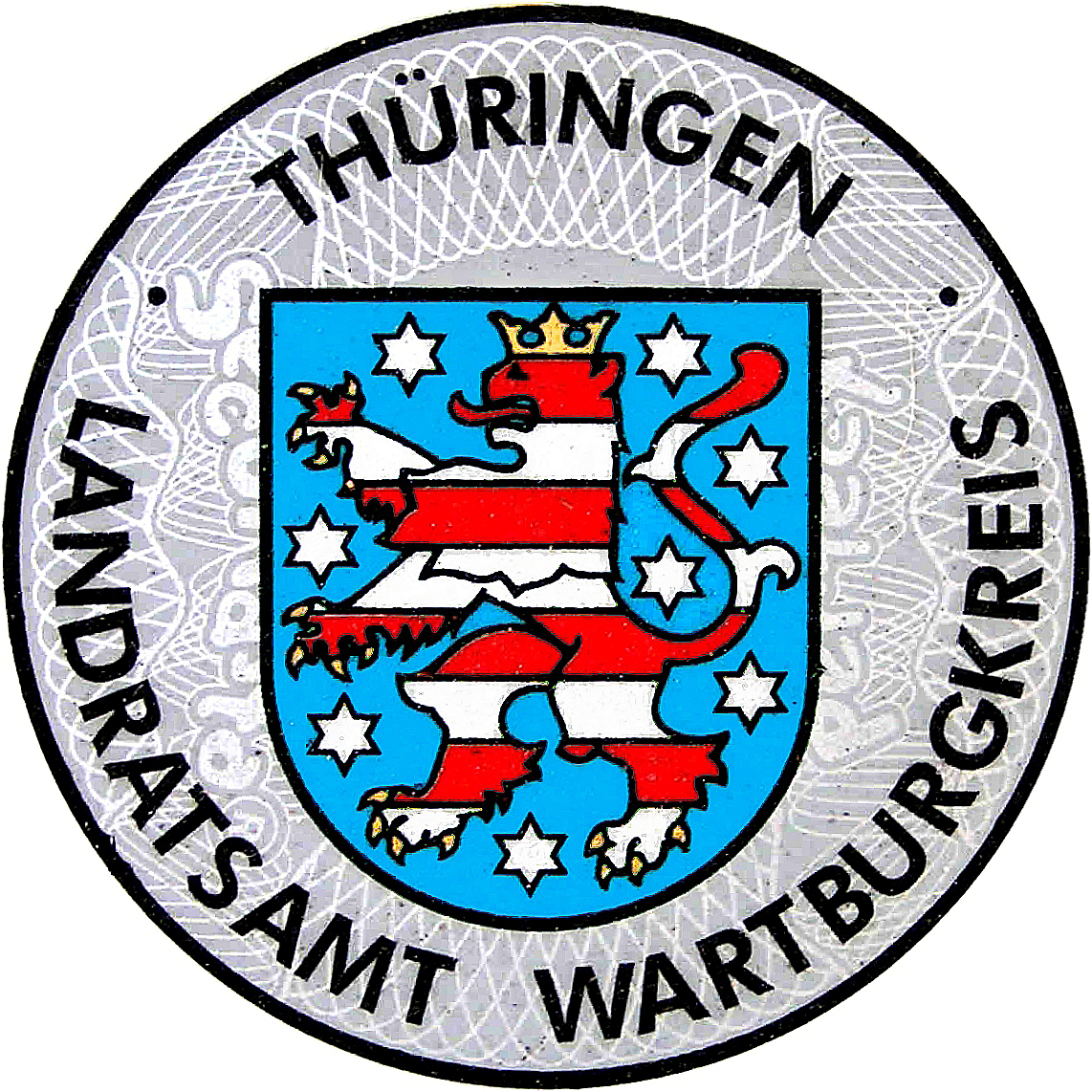
Plakette vom Typ SecuRasta Perfect
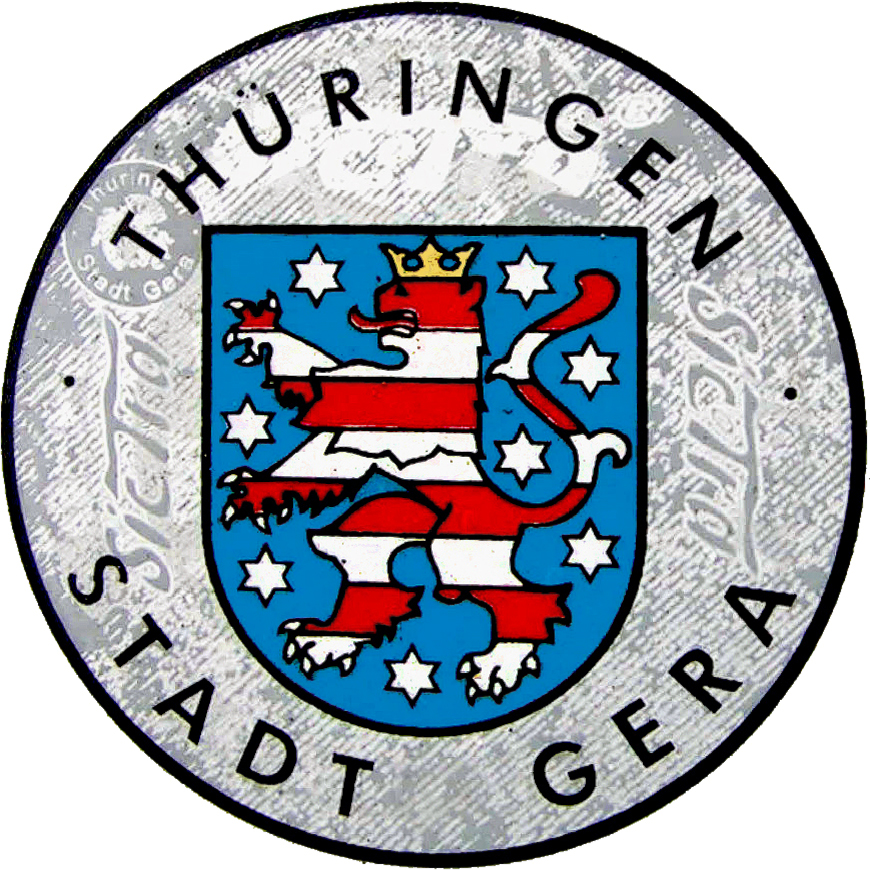
Plakette vom Typ SicoTra

## Technische Beschaffenheit
Die Ausführungen aller Kfz-Kennzeichen in Deutschland (Formate, Schrift, Farben und seit etwa Mitte der 1980er Jahre auch Reflexion) sind in der Fahrzeug-Zulassungsverordnung geregelt und werden durch die DIN 74069 vereinheitlicht. Die Herstellungsverfahren und die Konformität mit diesen Regeln werden durch die DIN-CERTCO überwacht.

### Abmessungen
Anlage 4 der Fahrzeug-Zulassungsverordnung gibt die folgenden Maße der Kennzeichenschilder vor:
- a) einzeilige Kennzeichen: Größtmaß der Breite: 520 mm, Höhe: 110 mm
- b) zweizeilige Kennzeichen: Größtmaß der Breite: 340 mm, bei zwei- und dreirädrigen Kraftfahrzeugen 280 mm, Höhe: 200 mm
- c) Kraftradkennzeichen: Breite 180 mm bis 220 mm, Höhe 200 mm
- d) verkleinerte zweizeilige Kennzeichen: Größtmaß der Breite: 255 mm, Höhe: 130 mm.

Geschwindigkeitsschild 40 km/h nach StVZO § 58

Die Kraftradkennzeichen wurden mit der Änderung der Fahrzeug-Zulassungsverordnung vom 8. April 2011 neu eingeführt, vorher waren für Motorräder die breiteren zweizeiligen Kennzeichen zu verwenden. Verkleinerte zweizeilige Kennzeichen sind nur für Leichtkrafträder sowie für Zugmaschinen mit einer bauartbedingten Höchstgeschwindigkeit von nicht mehr als 40 km/h und Anhänger mit einer bauartbedingten Höchstgeschwindigkeit von nicht mehr als 40 km/h, wenn diese mit einem Geschwindigkeitsschild für die betreffende Geschwindigkeit gekennzeichnet sind, zuzuteilen.

### Schrift
Als Schriftart ist in der Fahrzeug-Zulassungsverordnung die fälschungserschwerende FE-Schrift der Bundesanstalt für Straßenwesen vorgegeben, die in den Varianten Mittelschrift und Engschrift jeweils eine Schrifthöhe von 75 mm sowie bei der verkleinerten Mittelschrift eine Schrifthöhe von 49 mm (nur für verkleinerte zweizeilige Kennzeichen und Kraftradkennzeichen) verwendet. Die FE-Schrift ist eine nichtproportionale Schriftart, d. h. alle Zeichen sind gleich breit. Für einzeilige und normalgroße zweizeilige Kennzeichen ist die Mittelschrift zu verwenden. Oftmals wird bei acht Zeichen für alle Zeichen die Engschrift benutzt. Die Engschrift ist nach Anlage 4 der Fahrzeug-Zulassungsverordnung (FZV) nur in Ausnahmefällen erlaubt. Sie darf danach nur verwendet werden, wenn beispielsweise die vorgesehene Höchstlänge des Kennzeichens für die Mittelschrift nicht ausreicht oder die etwa vorgeschriebene oder die vom Hersteller vorgesehene Anbringungsstelle für Kennzeichen dies nicht zulässt. Dies ist oft bei US-Import- oder Abschleppfahrzeugen der Fall.
Für Kennzeichen der Bundeswehr sowie für Versicherungskennzeichen ist eine abweichende Schriftart vorgegeben.
Für die bis 2000 ausgegebenen DIN-Kennzeichen mit Mittelschrift nach DIN 1451 galt: Reichte der Platz für die maximal acht Zeichen nicht aus, so konnte die Prägestelle schlankere Zeichen (Engschrift) verwenden. Es wurde meist eine gemischte Schreibweise benutzt, d. h. der Zulassungsbezirk in normaler Breite, die Erkennungsnummer in Engschrift und die Ziffernfolge wieder in normaler Breite.

### Anbringung am Fahrzeug

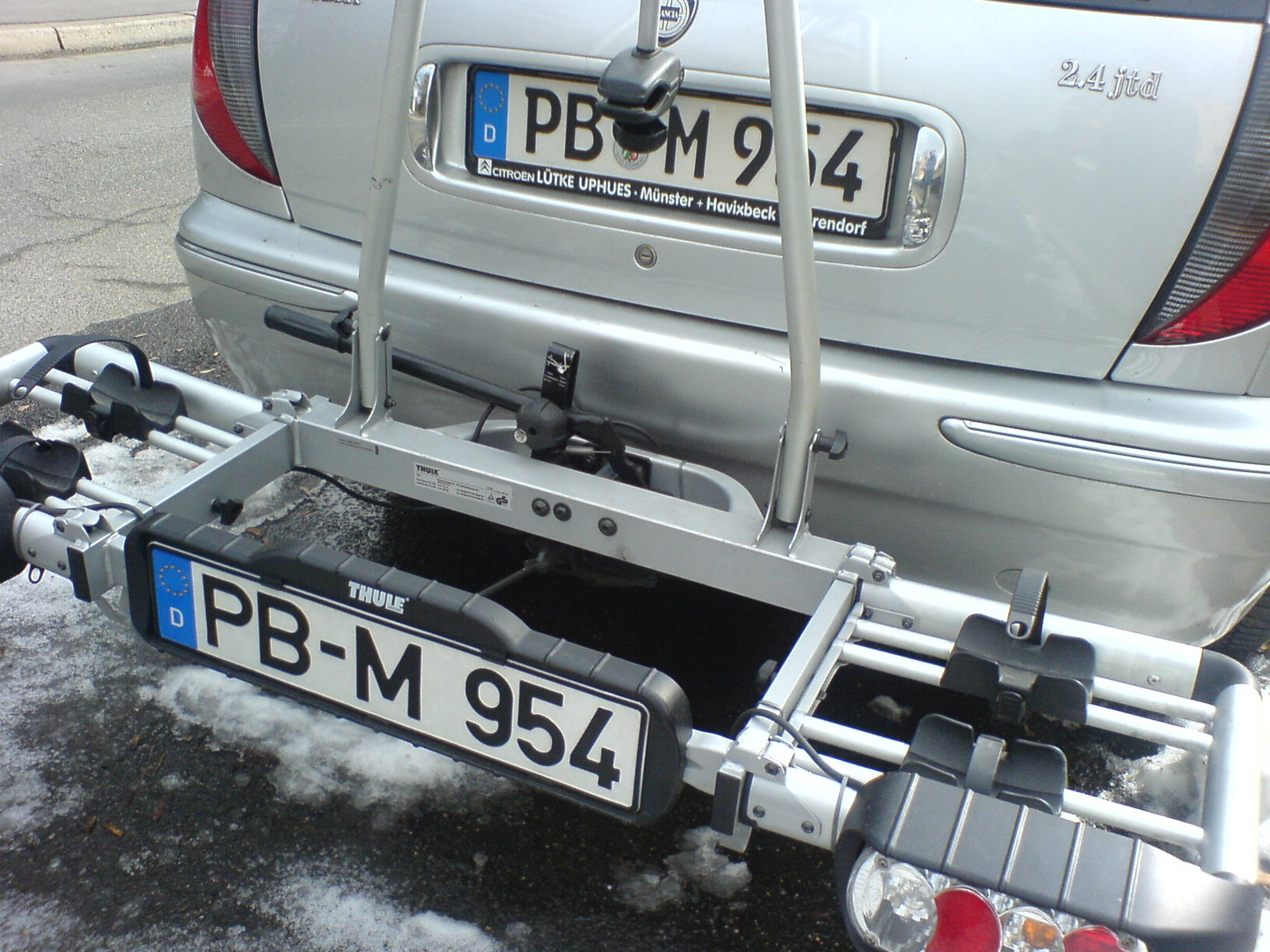
Vorschriftsgemäß angebrachtes Kennzeichenschild sowie (unzulässigerweise) in alter DIN-Schrift ausgeführtes Wiederholungskennzeichenschild am Fahrrad-Hecktragesystem

Die Unterscheidungszeichen und Erkennungsnummern sind mit schwarzer Beschriftung auf weißem, schwarz gerandetem Grund auf ein Kennzeichenschild aufzubringen (jedoch Kennzeichen für Probe-, Überführungs- und Werkstattfahrten: rot; steuerbefreite Fahrzeuge: grün), die in Leserichtung waagerecht, gut erkennbar, sauber und nicht umgedreht an der Fahrzeugaußenseite angebracht sein müssen. Es sind Mindest- und Höchstgrenzen hinsichtlich der Anbringungshöhe zu beachten; auch dürfen Kennzeichenschilder nur einen gewissen Neigungswinkel (max. 30°) aufweisen. Sie dürfen nicht überdeckt (transparenter Plastikschutz) oder verdeckt (Anhängerkupplung, Reserverad) sein. Sie müssen fest mit dem Fahrzeug verbunden sein, außer die Kennzeichen für Probe-, Überführungs- und Werkstattfahrten. Rechtlich stellt das amtliche Kennzeichen eine zusammengesetzte Urkunde dar. Manipulationen sind u. a. als Urkundenfälschung und Kennzeichenmissbrauch strafbar.
Bei Anhängern, die kein eigenes Kennzeichen führen müssen (beispielsweise Anhänger landwirtschaftlicher Fahrzeuge), muss der Anhänger mit einem Kennzeichen versehen sein, das der Halter des Zugfahrzeugs für eines seiner Zugfahrzeuge verwenden darf. Wird das hintere Kennzeichen des Kfz durch einen Ladungsträger oder mitgeführte Ladung teilweise oder vollständig verdeckt (beispielsweise Fahrradträger auf der Anhängerkupplung), so muss am Fahrzeug oder am Ladungsträger das Kennzeichen wiederholt werden. Eine Abstempelung ist in beiden Fällen nicht erforderlich (§ 12 Abs. 9 und 10 FZV).

### Kennzeichenmaterialien
Kennzeichenschilder müssen gemäß § 12 Abs. 2 Satz 3 FZV reflektierend sein und dem Normblatt DIN 74069, Ausgabe Juli 1996, entsprechen sowie auf der Vorderseite das DIN-Prüf- und Überwachungszeichen mit der zugehörigen Registernummer tragen. Die Mehrheit der deutschen Kfz-Kennzeichenrohlinge wird nach diesen Richtlinien aus Aluminium gefertigt. Zur Herstellung wird heute üblicherweise das Heißprägeverfahren angewendet. Dieses Verfahren wurde 1990 entwickelt und löste die bisherige Verwendung von lösungsmittelhaltigen Lacken ab.

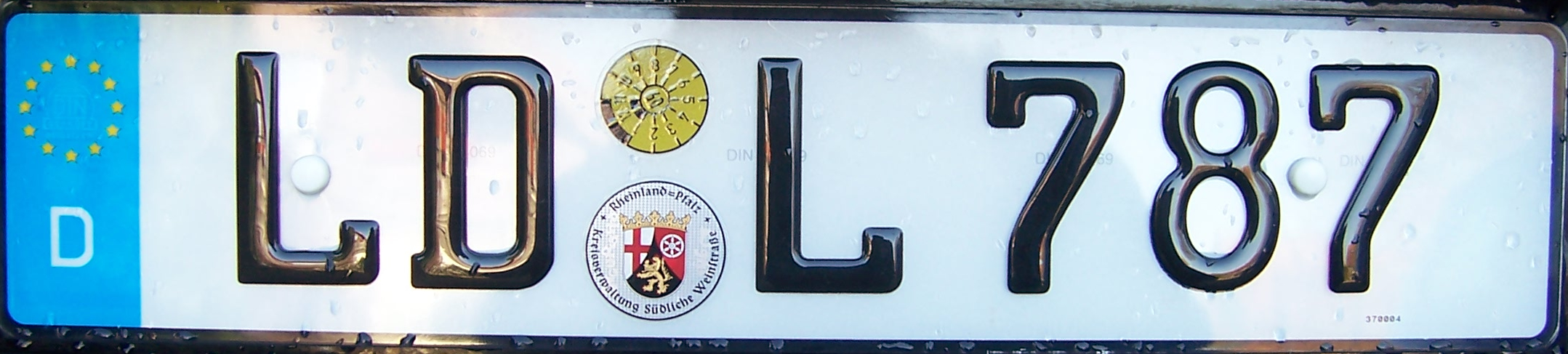
Kfz-Kennzeichen aus Kunststoff aus Landau in der Pfalz

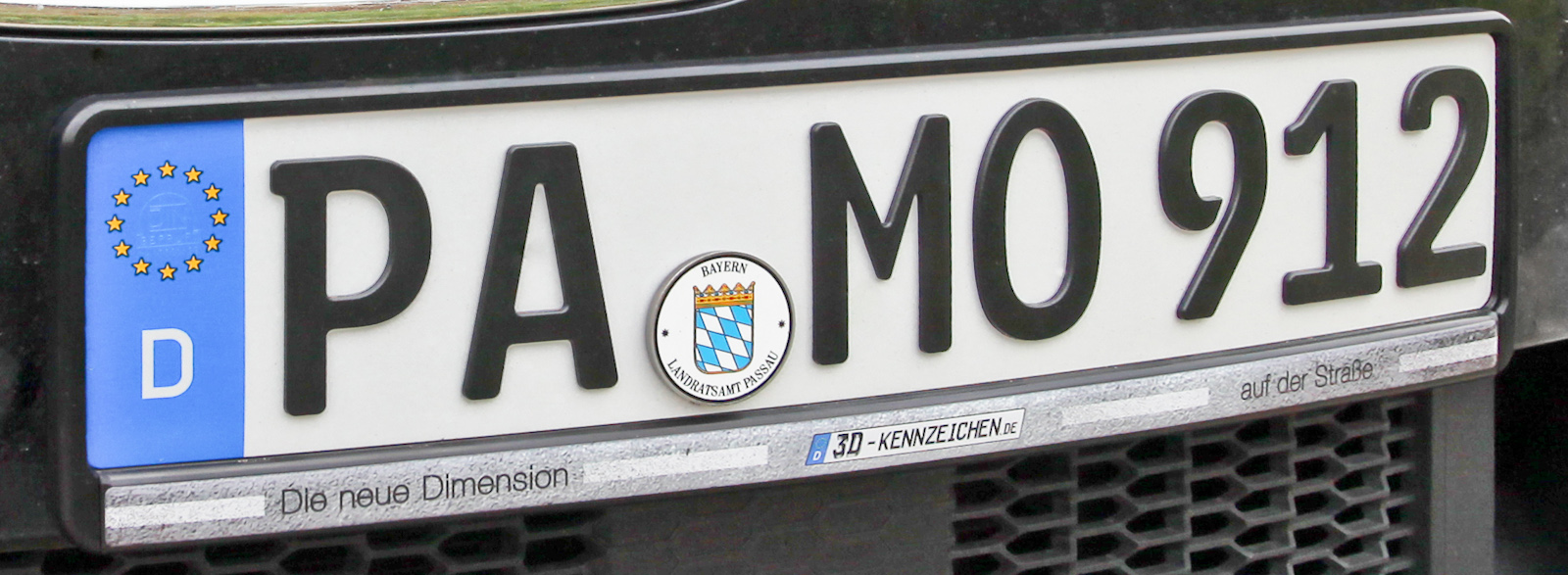
3D-Kennzeichen aus Kunststoff aus dem Landkreis Passau

Eine technische Innovation sind selbstleuchtende Kennzeichenschilder aus Kunststoff, die seit November 2006 in Deutschland für den allgemeinen Straßenverkehr zugelassen sind. Diese ähneln den gewöhnlichen Metallschildern, werden ebenfalls erhaben geprägt und besitzen eine Reflexionsschicht. Die Besonderheit ist, dass diese lichtdurchlässig sind und von hinten durch LED-Elemente weiß beleuchtet werden. So ergibt sich eine gleichmäßige und gut lesbare Ausleuchtung, die zusätzliche Sicherheit geben soll.
Ende 2006 wurden auch Kennzeichen aus Acryl-Kunststoff als Alternative zu den Metallschildern angeboten. Diese ähneln dem Aussehen nach britischen Kennzeichen. Diese Kennzeichen sind nicht mehr erhältlich.
Seit November 2013 sind unter dem Markennamen 3D-Kennzeichen zulassungsfähige Kennzeichen aus Kunststoff auf dem deutschen Markt, bei denen Kunststofflettern mit einem Steck-Prägeverfahren auf einer Polypropylen-Grundplatte befestigt werden. Als Vorteile seiner Entwicklung gegenüber Aluminiumschildern gibt der Hersteller die Flexibilität und Schlagzähigkeit der Materialien, ein geringeres Gewicht, eine günstigere CO₂-Bilanz sowie weniger Verletzungsgefahr an. Da die Lettern im Material durchgefärbt sind, sind diese Schilder außerdem unempfindlich gegen Abrieb bei der Reinigung. Dellen und Verbiegungen, wie bei herkömmlichen Aluminiumschildern, sind bei den Kunststoffkennzeichen in 3D-Optik nicht zu erwarten.

## Sonderkennzeichen

### Behördenkennzeichen

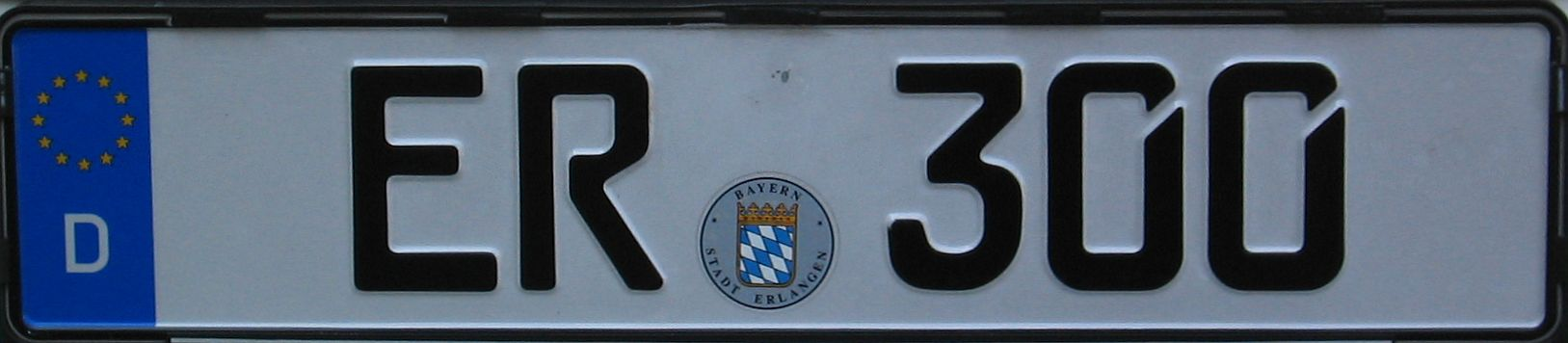
Behördenkennzeichen für die kommunale Verwaltungsebene (hier: Feuerwehr Erlangen)

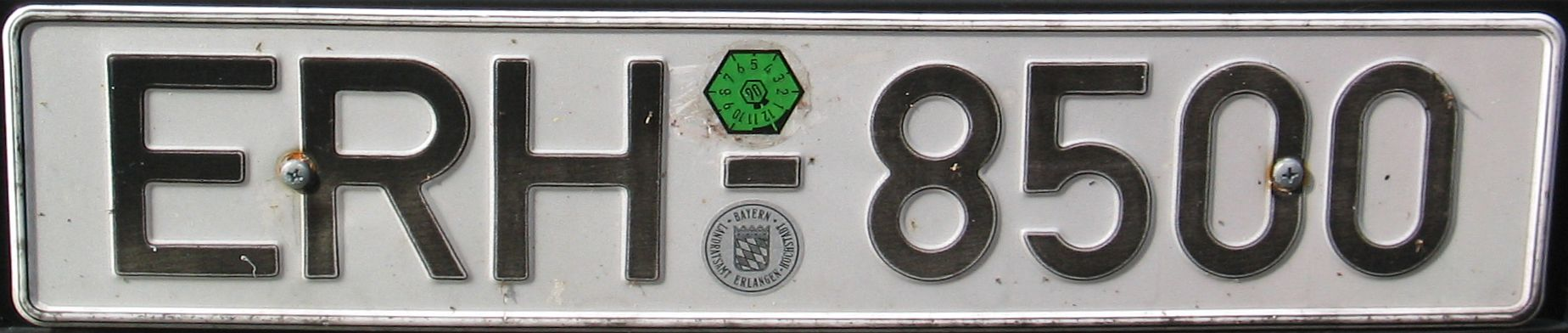
Altes DIN-Behördenkennzeichen des Katastrophenschutzes im Landkreis Erlangen-Höchstadt (mit Plakette der Abgasuntersuchung)

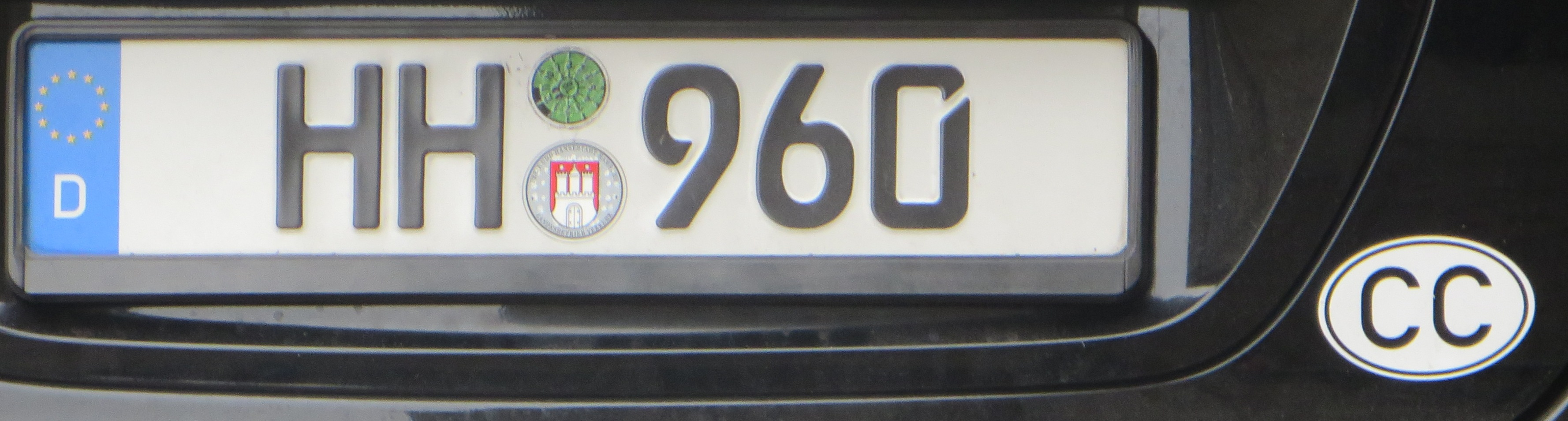
Konsular-Kennzeichen aus Hamburg (CC)

Bis zum 28. Februar 2007 zugelassene Behördenfahrzeuge tragen das Kürzel des jeweiligen Zulassungsbezirks, in dem die Behörde ihren Dienststellensitz hat, gefolgt von einer Ziffernfolge.
Die Ziffernfolgen geben in der Regel Aufschluss über die Behörde, für die das Kennzeichen zugeteilt wurde:
- Oberhalb der kommunalen Verwaltungsebene: 1–89, 1XX, 1XXX, 1XXXX
- Gerichte: 9X, 9XXXX
- kommunale Verwaltungsebene: 2XX, 2XXX, 2XXXX, 3XX, 6XX, 6XXX, 6XXXX
- Polizei: 3XXX, 3XXXX, 7XXX, 7XXXX
- Katastrophenschutz: 8XXX, 8XXXX
- konsularische Vertretungen: 9XX, 9XXX
- sonstige Behörden und Einrichtungen (teilweise Nummernreserven): 5XX, 5XXX, 5XXXX, 6XX, 7XX, 8XX, 9XXXX

Seit dem 1. März 2007 werden diese Behördenkennzeichen aufgrund der Einführung der Fahrzeug-Zulassungsverordnung (FZV) – bis auf die von den konsularischen Vertretungen verwendeten Nummernkreise – nicht mehr zugeteilt. Viele Kreise und Städte eröffnen nun neue Vergabegruppen bzw. sperren ganze Buchstabenfolgen für den Behördenfuhrpark. Einige Städte behalten sich weiterhin Kombinationen für spezielle Fahrzeuge vor, wie beispielsweise TX für Taxis oder S bzw. SW für städtische Fahrzeuge (Stadtwerke). Beispielsweise erhalten die Busse der Berliner Verkehrsbetriebe immer die Kombination B V XXXX. In Baden-Württemberg tragen die Fahrzeuge der Katastrophenschutzeinheiten meist das Kürzel BS oder KS (beispielsweise Stadt Freiburg) für Bevölkerungs- bzw. Katastrophenschutz vor der Ziffernfolge 8XXX.

### Unterscheidungszeichen der Länder

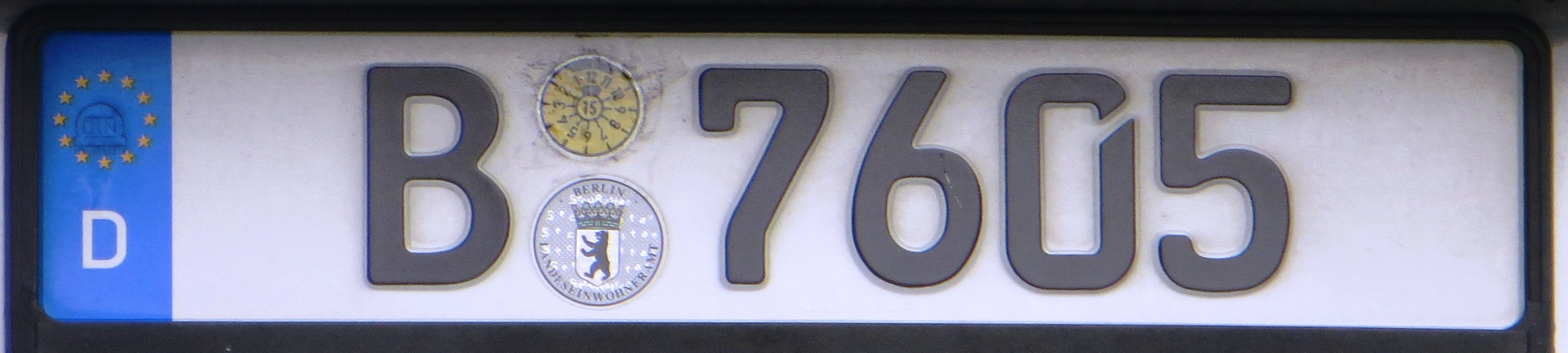
Kennzeichen der Berliner Polizei

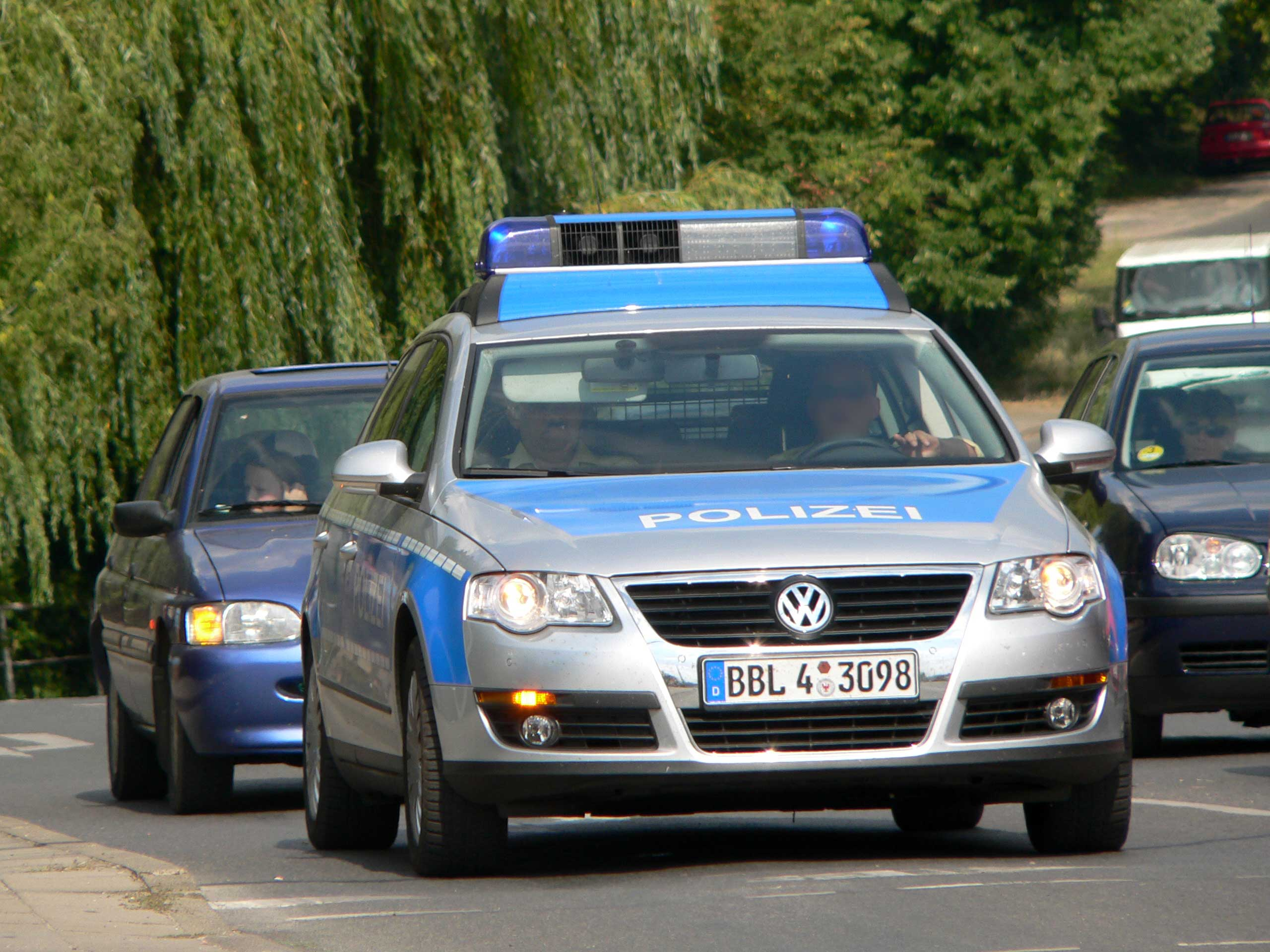
Kennzeichen für Brandenburg

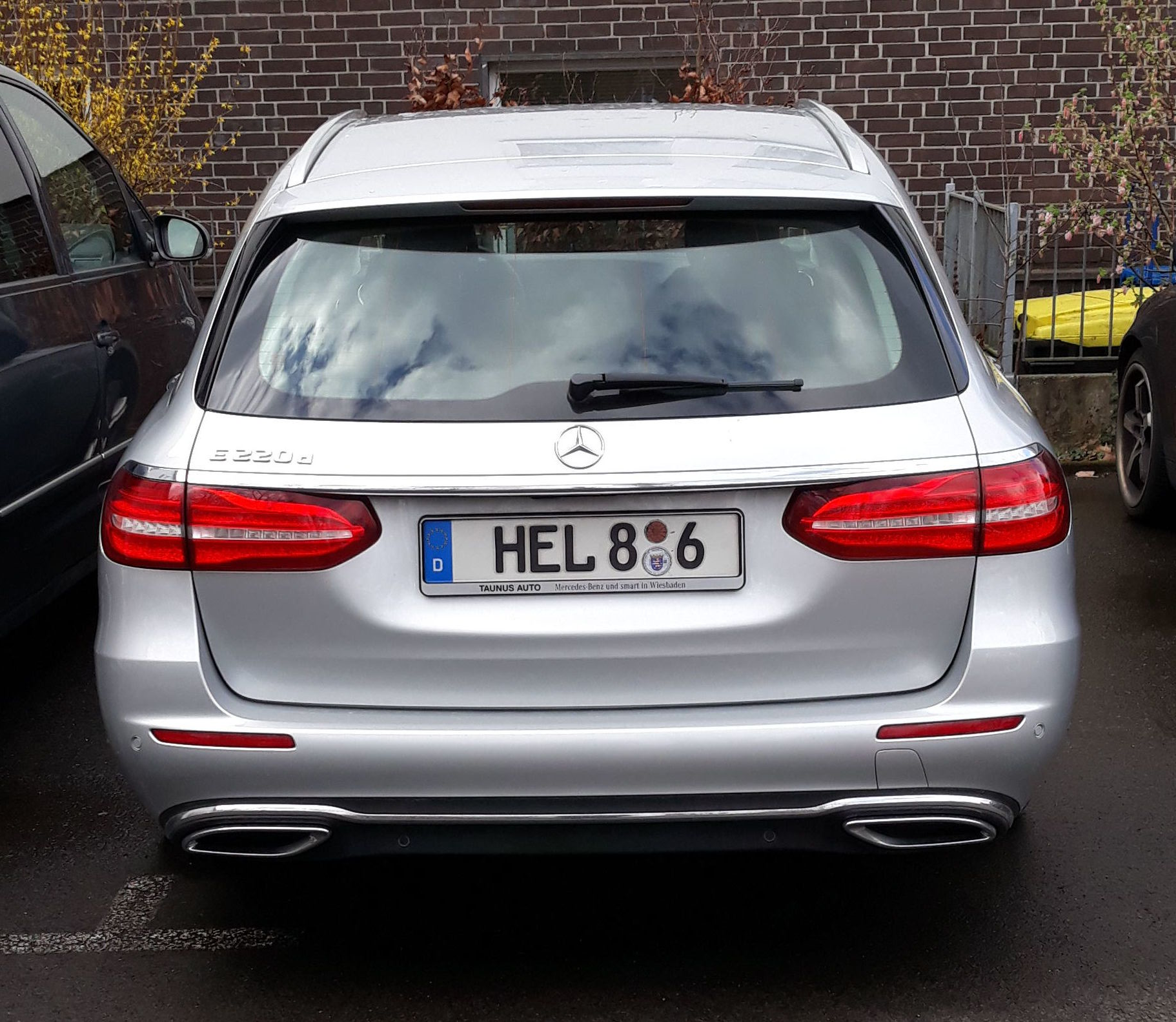
Kennzeichen des Landes Hessen (hier: Kultusministerium)

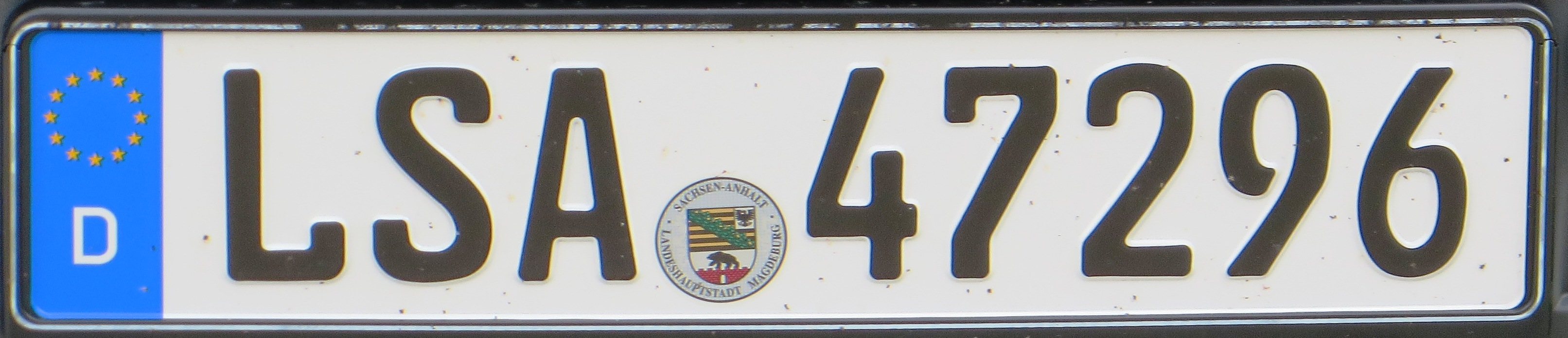
Kennzeichen des Landes Sachsen-Anhalt

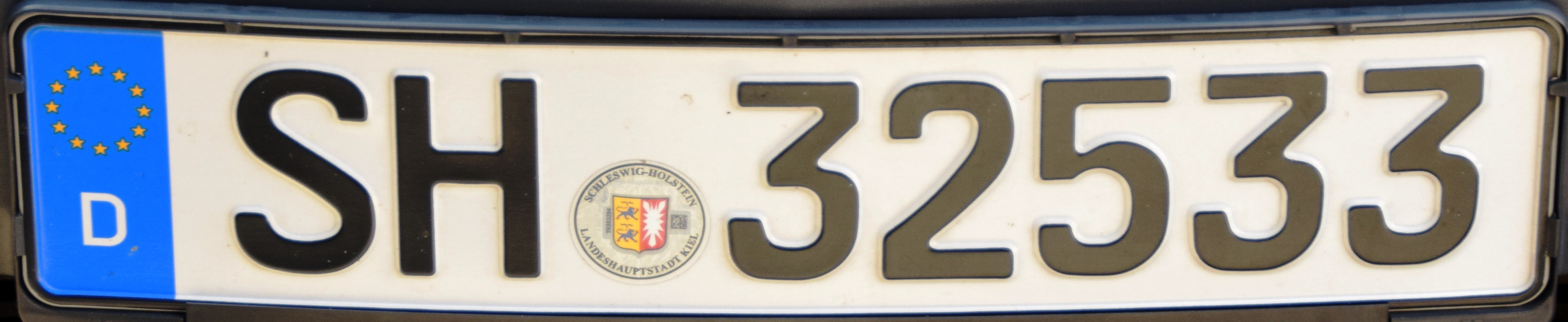
Kennzeichen des Landes Schleswig-Holstein

Kraftfahrzeuge von Landesregierungen und -behörden haben nach Anlage 2 Ziffer 2 der Fahrzeug-Zulassungsverordnung eigene Unterscheidungszeichen. Zulassungsbehörde ist diejenige der jeweiligen Landeshauptstadt.
| Kürzel | Land                   | Zulassungsbehörde                            |
| ------ | ---------------------- | -------------------------------------------- |
| B      | Berlin                 | Berlin                                       |
| BBL    | Brandenburg            | Potsdam, Stadt                               |
| BBL    | Brandenburg            | ZDP Polizei Brandenburg                      |
| BBL    | Brandenburg            | Teltow-Fläming, Landkreis                    |
| BWL    | Baden-Württemberg      | Stuttgart, Stadt                             |
| BWL    | Baden-Württemberg      | Stuttgart LPD 1, LKA BW                      |
| BWL    | Baden-Württemberg      | Tübingen LPD, RP Tübingen LPD                |
| BWL    | Baden-Württemberg      | Freiburg LPD, PD Freiburg                    |
| BWL    | Baden-Württemberg      | Göppingen BPP, Bereitschaftspolizeipräsidium |
| BWL    | Baden-Württemberg      | Karlsruhe LPD, PD Karlsruhe                  |
| BYL    | Bayern                 | München, Stadt                               |
| HB     | Bremen                 | Bremen, Stadt                                |
| HEL    | Hessen                 | Wiesbaden, Stadt                             |
| HH     | Hamburg                | Hamburg                                      |
| LSA    | Sachsen-Anhalt         | Magdeburg, Stadt                             |
| LSN    | Sachsen                | Dresden, Stadt                               |
| MVL    | Mecklenburg-Vorpommern | Schwerin, Stadt                              |
| NL     | Niedersachsen          | Hannover, Stadt                              |
| NRW    | Nordrhein-Westfalen    | Düsseldorf, Stadt                            |
| RPL    | Rheinland-Pfalz        | Mainz, Stadt                                 |
| SAL    | Saarland               | Saarbrücken, Stadt und Regionalverband       |
| SH     | Schleswig-Holstein     | Kiel, Stadt                                  |
| THL    | Thüringen              | Erfurt, Stadt                                |

So haben beispielsweise Fahrzeuge des Landes Thüringen Kennzeichen der Form THL 4-9999.
Für Bundeslandkennzeichen gibt es eine Empfehlung für die Benutzung der Ziffer vor dem Trennstrich:
100Landtag
300Ministerpräsident, Staatskanzlei
400Innenministerium
500Justizministerium
600Finanzministerium
700Verkehrsministerium
Die Ziffern 2, 8 und 9 sind nicht belegt.
Nordrhein-Westfalen

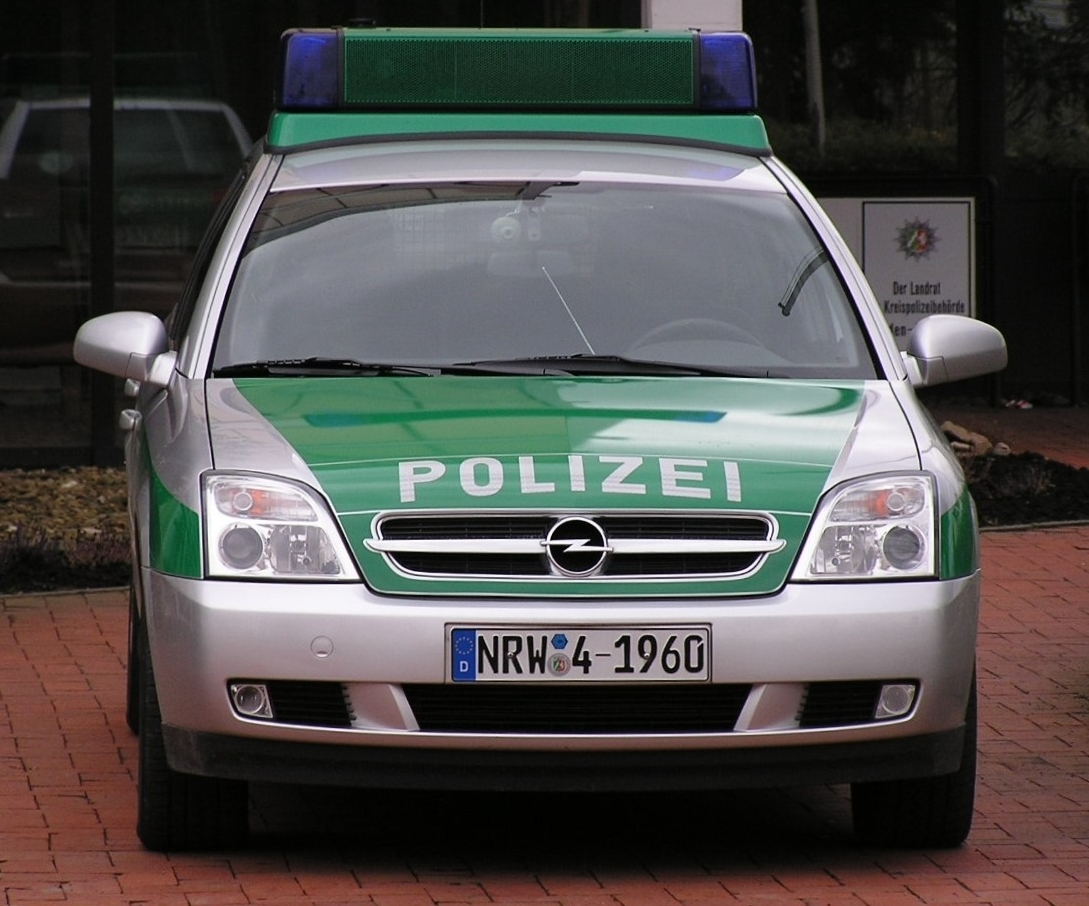
Streifenwagen der Polizei Nordrhein-Westfalen in damaliger grüner Farbgebung mit Landesunterscheidungszeichen (2006)

Für Nordrhein-Westfalen gibt es folgende Regelung: Die dem Unterscheidungszeichen nachfolgende Ziffer ist wie folgt zugeordnet:
1 00000 Landesregierung
3 00000 Staatskanzlei
4, 5, 60, Innenministerium (mit Polizei)
7, 8 000 Innenministerium (mit Katastrophenschutz)
Der Mobilitätsbedarf bei den Ministerien wird grundsätzlich über die Fahrbereitschaft der Staatskanzlei (NRW 3–XXXX) gedeckt. Bei den Polizeifahrzeugen hat man auf die regionalen Zulassungen verzichtet, weil die geleasten Fahrzeuge in Stadtgebieten weniger Kilometerleistung erreichen als in ländlichen Gebieten. Um extreme Abweichungen bei den Kilometerständen der Fahrzeuge zu verhindern, können die Fahrzeuge mit NRW-Nummer laufend ausgetauscht werden.
Die weiteren Landesbehörden verwenden jedoch überwiegend zivile Behördenkennzeichen. Allerdings ist auch hier eine gewisse Systematik innerhalb von Nordrhein-Westfalen hinsichtlich der Buchstabenkombination in der Erkennungsnummer gegeben: So haben zum Beispiel die Fahrzeuge der Justizverwaltung in der Regel JV als Kombination, Fahrzeuge der Bezirksregierungen in der Regel BR, Fahrzeuge der Finanzverwaltung in der Regel FV, der Landesbetrieb Wald und Holz NRW nutzt in der Regel WH. Zu beachten ist hierbei, dass die Fahrzeuge meist am regelmäßigen Standort angemeldet werden, beispielsweise werden die Fahrzeuge der Bezirksregierung Münster an den Standorten Münster (MS–BR XXXX), Coesfeld (COE–BR XXX) und Herten (RE–BR XXXX) zugelassen. Selbstverständlich wird nicht die gesamte Buchstabenkombination durch die jeweilige Behörde genutzt. Ferner ist es auch möglich, dass durch die jeweilige Behörde von der Systematik abgewichen wird.

### Kennzeichen der Polizei
Die Vergabe der Polizeikennzeichen ist nach dem Wegfall der Behördenkennzeichen in den Bundesländern derzeit unterschiedlich geregelt.

#### Landesunterscheidungszeichen

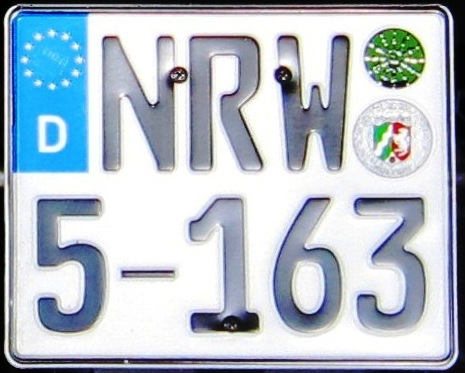
Kfz-Kennzeichen (Landesunterscheidungszeichen) auf einem Dienstmotorrad des Landes Nordrhein-Westfalen

In Nordrhein-Westfalen, Brandenburg, Rheinland-Pfalz, Baden-Württemberg und dem Saarland werden für Polizeifahrzeuge derzeit die Unterscheidungszeichen der jeweiligen Landesverwaltung nach den Mustern NRW 4–XXXX, NRW 5–XXXX und NRW 6–XXXX sowie NRW 5–XXX und NRW 6–XXX (Motorräder), BBL 4–XXXX, RPL 4–XXXX, SAL 4–XXXX und BWL 4–XXXX vergeben, wobei die führende 4 (in Nordrhein-Westfalen auch 5 und 6) dem Innenministerium zugeordnet ist. In Schleswig-Holstein, Mecklenburg-Vorpommern und Sachsen-Anhalt bevorzugt man Zulassungen nach den Mustern SH 3XXXX, MVL 3XXXX und LSA 4XXXX.
In Baden-Württemberg war ursprünglich geplant, die Polizeifahrzeuge weiterhin am Sitz des Regierungspräsidiums, dem sie zugeordnet sind (Freiburg im Breisgau = FR, Karlsruhe = KA, Stuttgart = S und Tübingen = TÜ), bzw. bei Fahrzeugen der Bereitschaftspolizei, am Sitz des Bereitschaftspolizeipräsidiums (Göppingen = GP), zuzulassen. Den Unterscheidungskennzeichen sollte eine bis zu zweistellige Buchstaben- und vierstellige Ziffernkombination folgen; Fahrzeuge des Polizeipräsidiums Stuttgart sollten die Kennzeichen S PP XXXX bekommen. Es wurden bereits einige Fahrzeuge mit diesem Schema zugelassen. Seit August 2008 bekommen die Fahrzeuge Kennzeichen nach dem Schema BWL 4–XXXX, wobei die erste Ziffer auch hier für das Innenministerium als oberste Dienstbehörde steht.

#### Zivile Kennzeichen
In einigen Bundesländern wurden die Systeme den normalen Kennzeichen angepasst:

##### Bayern

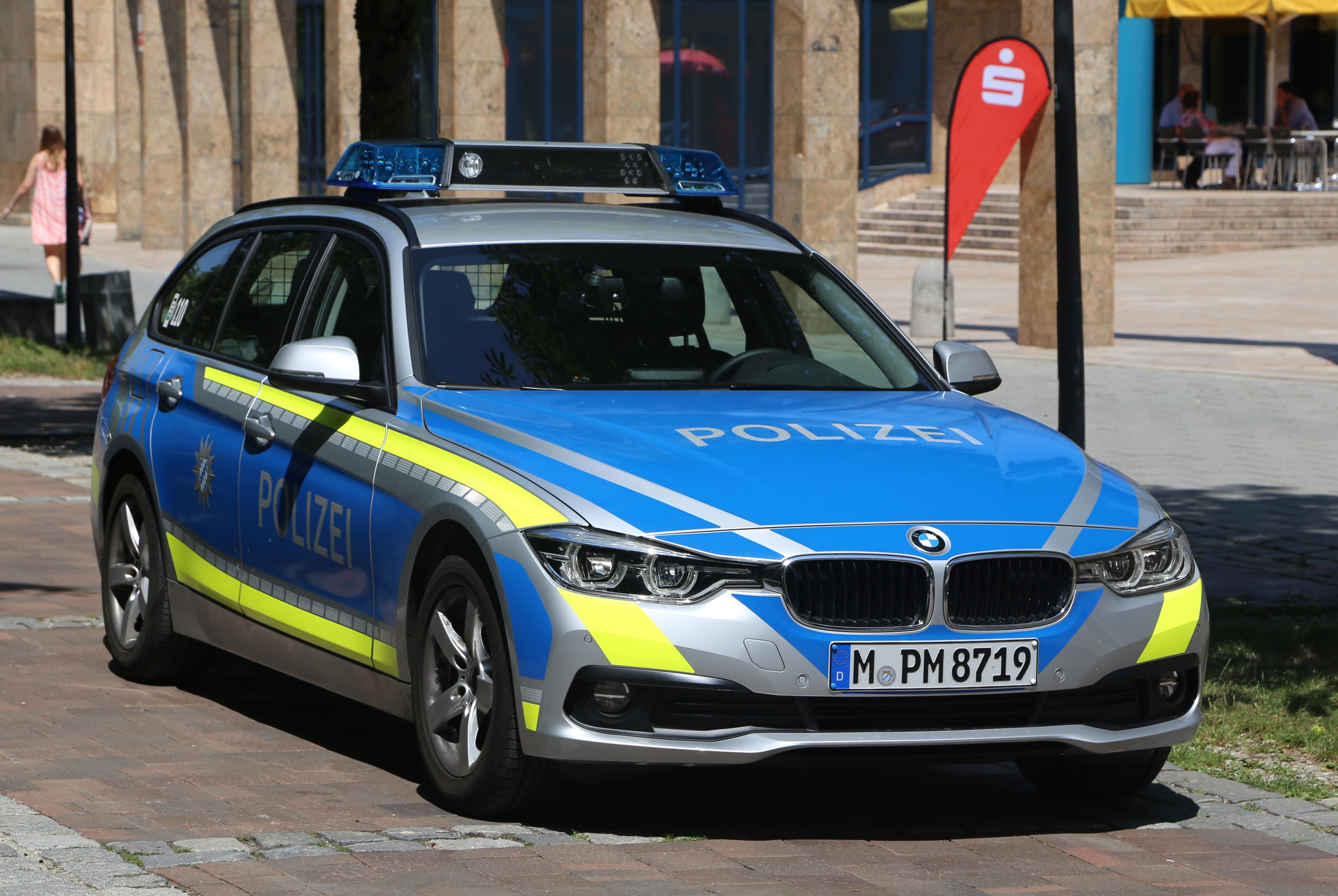
Polizeifahrzeug aus München

Die bayerischen Polizeifahrzeuge der Polizeipräsidien Oberbayern Nord mit Sitz in Ingolstadt, Mittelfranken in Nürnberg, Unterfranken in Würzburg, Schwaben Süd/West in Kempten (Allgäu) und Oberpfalz in Regensburg nutzen die Kennung IN PP 9XXX, N PP XXX, WÜ PP XXXX, KE PP XXX und R PR XXX. Diejenigen in Augsburg die Kennung A PS XXX, wobei PS für das Polizeipräsidium Schwaben Nord steht. Dem Polizeipräsidium Oberfranken in Bayreuth reicht ein Buchstabe BT P 8XXX, genauso wie dem Polizeipräsidium Niederbayern in Straubing SR P 1XXX und dem Polizeipräsidium Oberbayern Süd in Rosenheim RO P XXX. Von Seiten des Polizeipräsidiums München wird ein Teil des Nummernkreises aus dem Bereich M PM XXXX, der der Zulassungsstelle der Landeshauptstadt München zugeordnet ist, verwendet. Eine Umrüstung wird nur bei neu zugelassenen Fahrzeugen durchgeführt, da die Umstellung kostenneutral erfolgen soll. Die Bereitschaftspolizei mit Sitz in Bamberg verwendet BA P XXXX als Kennzeichen.

##### Berlin, Hamburg und Bremen
In den Stadtstaaten Berlin, Hamburg und Bremen werden die numerischen Kennzeichen nach dem bisherigen Muster beibehalten.

##### Hessen
In Hessen tragen neu zugelassene Polizeifahrzeuge Kennzeichen mit der Kombination WI HP XXXX (immer mit vier Ziffern, bei Motorrädern auch mit drei Ziffern). Dabei ersetzen die Zeichen HP die bisherige Ziffer 3. Die nächstfolgende Ziffer weist auf das Polizeipräsidium (PP) oder die zentralen Polizeibehörden hin: 1 = PP Südhessen (Darmstadt), 2 = PP Osthessen (Fulda), 3 = PP Südosthessen (Offenbach am Main), 4 = PP Nordhessen (Kassel), 5 = PP Frankfurt am Main, 7 = PP Westhessen (Wiesbaden), 8 = PP Mittelhessen (Gießen) sowie 9 = zentrale Polizeibehörden (Wiesbaden).

##### Niedersachsen
In Niedersachsen tragen die Polizeifahrzeuge die Kennzeichen der örtlichen Inspektion bzw. Direktion, z. B. CE PI XXX oder GÖ PD XXX (PI für Polizeiinspektion, PD für Polizeidirektion). Fahrzeuge der Zentralen Polizeidirektion Hannover, der auch die Bereitschaftspolizei mit weiteren Abteilungen in Braunschweig und Oldenburg angehört, tragen die Kürzel H ZD XXXX (ZD für Zentrale Polizeidirektion) oder PA für die Polizeiakademien.

##### Sachsen

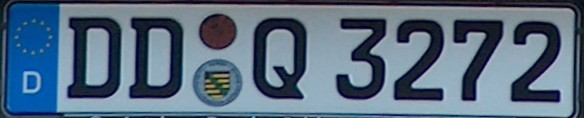
Kennzeichen der sächsischen Polizei

In Sachsen erhalten seit dem 1. März 2007 grundsätzlich alle Polizeifahrzeuge, auch zivile (mit Ausnahme von Tarnkennzeichen), die Kennung DD Q XXXX (mit drei oder vier Ziffern). Die Bereitschaftspolizei erhält Kennzeichen der Zifferngruppe DD Q 7XXX.

##### Thüringen
In Thüringen nutzte man für die Polizeifahrzeuge von 2007 bis 2010 die Kennung EF TP XXXX (immer mit vier Ziffern). Dabei ersetzten die Zeichen TP die bisherige Ziffer 3. Die nächstfolgende Ziffer wies auf die Polizeidirektion (PD) oder die Bereitschaftspolizei in Thüringen hin: 1 = PD Erfurt, 2 = PD Gera, 3 = PD Gotha, 4 = PD Jena, 5 = PD Nordhausen, 6 = PD Saalfeld, 7 = PD Suhl sowie 9 = Bereitschaftspolizei. Seit 2011 werden in Thüringen die Polizeikennzeichen EF LP XXXX zentral vergeben. Die Zuordnung zu einer bestimmten Polizeidirektion ist nicht mehr erkennbar.

### Unterscheidungszeichen der Fahrzeuge des Bundes
0 – 1 0 Bundespräsident
0 – 2 0 Bundeskanzler

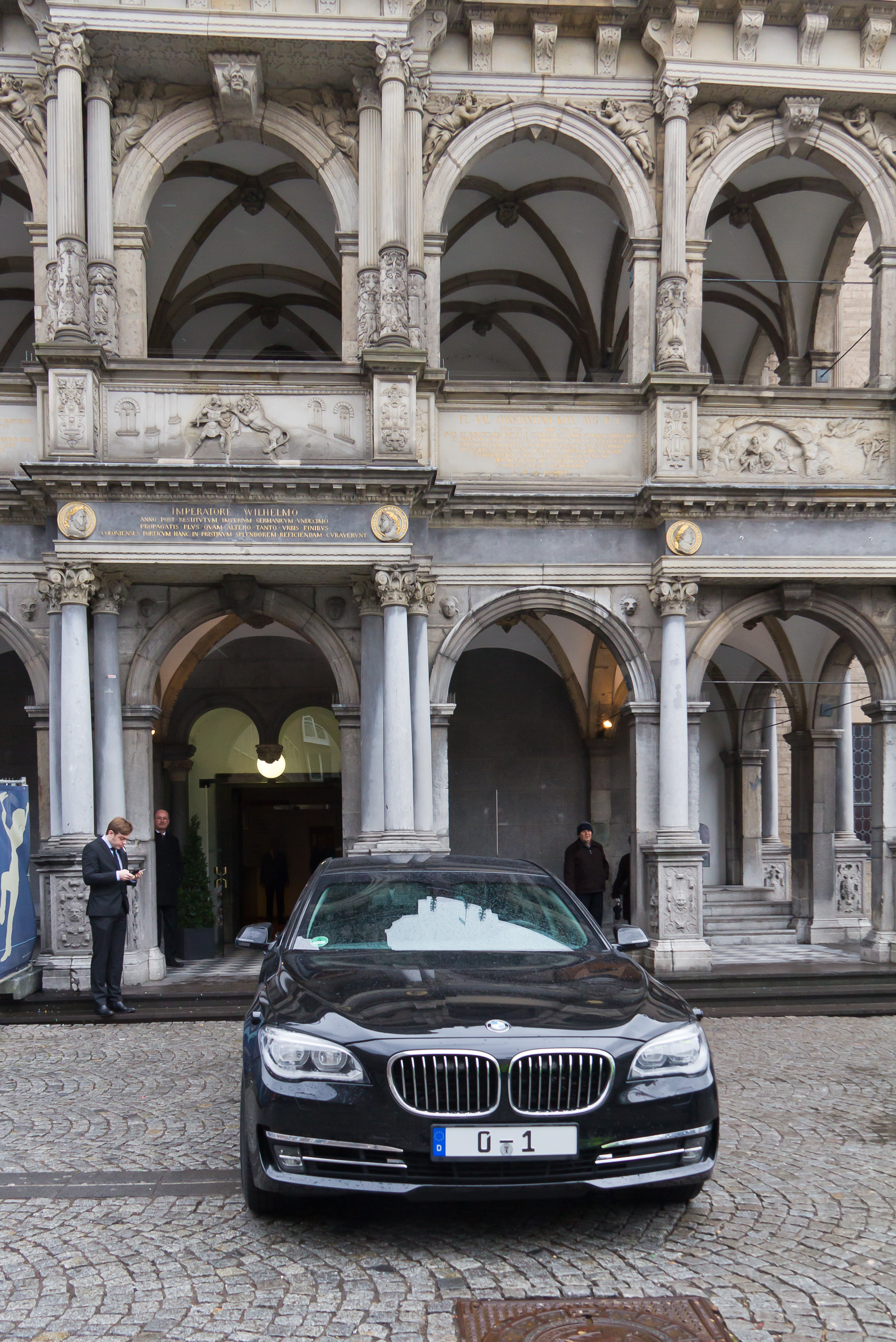
Dienstwagen des Bundespräsidenten vor dem historischen Rathaus der Stadt Köln, 2013

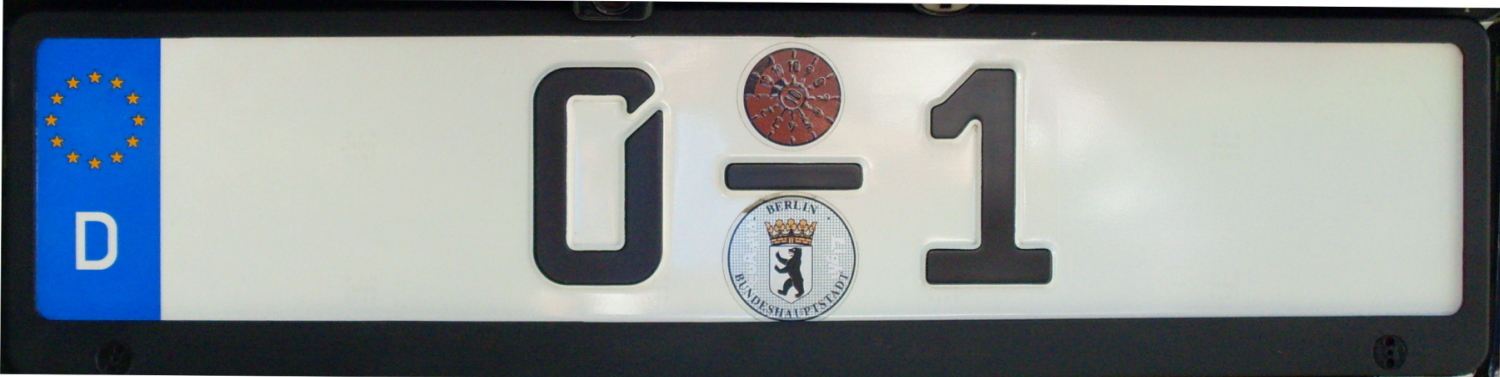
Kfz-Kennzeichen des Bundespräsidenten-Fahrzeugs

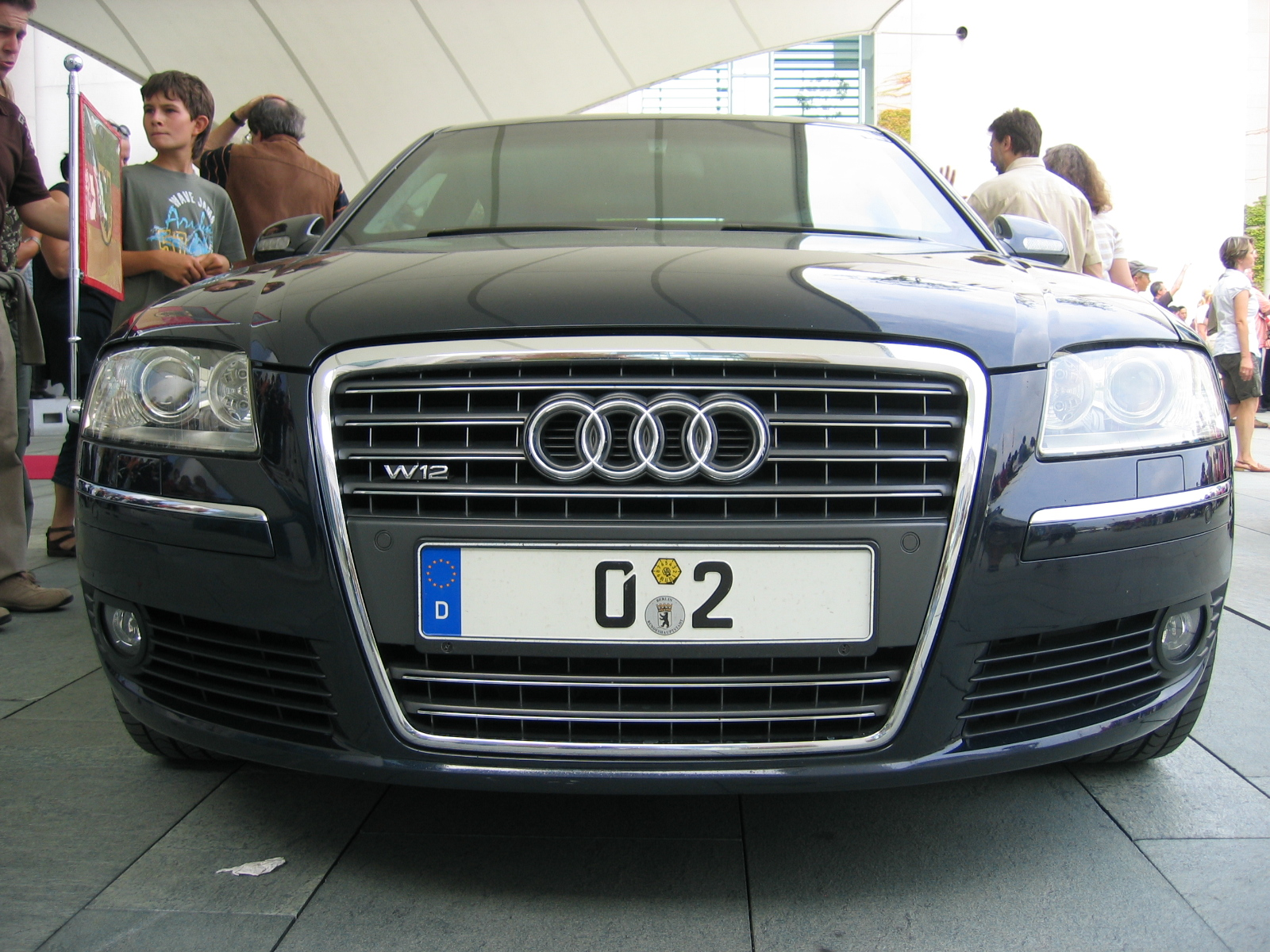
Früherer Dienstwagen des Bundeskanzlers, 2007

0 – 3 0 Bundesminister des Auswärtigen
0 – 4 0 Erster Staatssekretär im Auswärtigen Amt
1 – 1 0 Präsident des Deutschen Bundestages
Die Kennzeichen aller anderen Dienstwagen des Bundestags, des Bundesrats, der Bundesregierung, des Bundespräsidialamts und des Bundesverfassungsgerichts beginnen mit BD. Sie werden wie folgt zugeteilt:
BD 1 … 0Deutscher Bundestag
BD 3 … 0Bundesrat
BD 4 … 0Bundesverfassungsgericht
BD 5 … 0Bundespräsidialamt, speziell: BD 5–1 Bundespräsident, auch 0 – 1
BD 6 … 0Bundeskanzleramt, speziell: BD 6–1 Bundeskanzler, auch 0 – 2
BD 6 … 0Presse- und Informationsamt der Bundesregierung
BD 7 … 0Auswärtiges Amt, speziell: BD 7–1 Bundesminister des Auswärtigen, auch 0 – 3
BD 8 … 0Bundesfinanzverwaltung (Zoll)
BD 9 … 0Bundesministerium des Innern
BD 10 … Bundesministerium der Justiz
BD 11 … Bundesministerium der Finanzen
BD 12 … Bundesministerium für Wirtschaft und Klimaschutz
BD 13 … Bundesministerium für Digitales und Verkehr
BD 14 … Bundesministerium für Ernährung und Landwirtschaft
BD 15 … Bundesministerium für Arbeit und Soziales
BD 16 … Bundesfinanzverwaltung (Zoll)
BD 18 … Bundesministerium der Verteidigung
BD 19 … Bundesministerium für Forschung, Technologie und Raumfahrt
BD 20 … Bundesministerium für Umwelt, Naturschutz, nukleare Sicherheit und Verbraucherschutz
BD 21 … Bundesministerium für Bildung, Familie, Senioren, Frauen und Jugend
BD 22 … Bundesministerium für Gesundheit
BD 23 … Bundeskriminalamt
BD 26 … Bundesministerium für wirtschaftliche Zusammenarbeit und Entwicklung
Die nicht vergebenen Kennzeichenkombinationen BD 2 …, BD 24 … usw. dienen als Reserve.
Kennzeichen der Zollbehörden

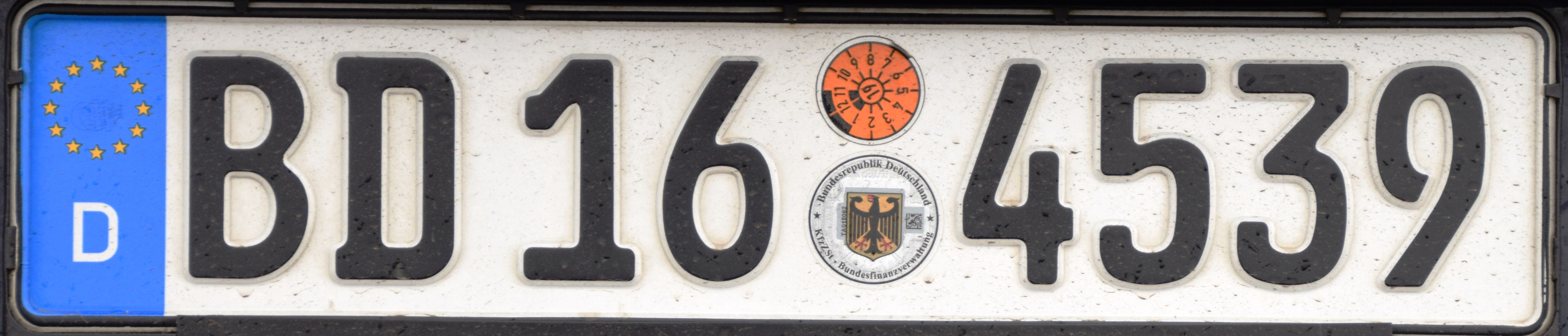
Kfz-Kennzeichen der Bundeszollverwaltung

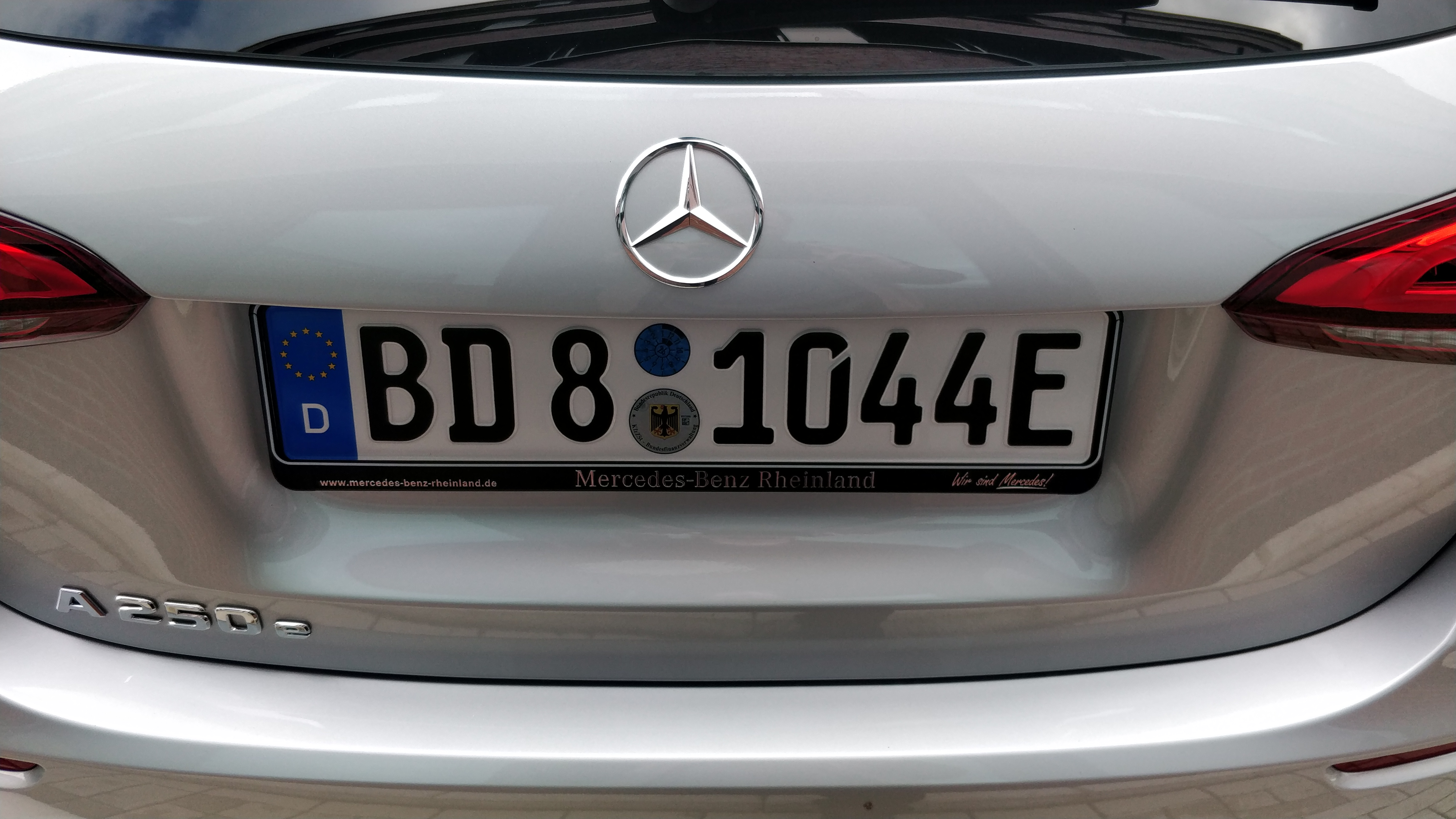
Neues Kfz-Kennzeichen der Bundeszollverwaltung mit Zusatz für Elektrofahrzeuge im Jahr 2023

Die Bundeszollverwaltung stellte im Jahr 2007 mit Auslieferung neuer Fahrzeuge vom Behördenkennzeichen (z. B. HB 123) auf zivile Kennzeichen um (z. B. OS Z 9XXX).
Seit dem 1. April 2009 werden von der Bundeszollverwaltung wieder Kennzeichen mit dem Unterscheidungszeichen BD, zuzüglich der Unterscheidungsnummer „16“ und einer fortlaufenden Vergabenummer ausgegeben (z. B. BD 16 315). Seit Anfang 2023 wird bei der Zollverwaltung zusätzlich die Unterscheidungsnummer 8 genutzt. Aufgrund des Wegfalls einer Unterscheidungsnummer ist das BD 8-Kennzeichen dafür prädestiniert, mit einem E für Elektrofahrzeuge ausgestattet zu werden. So wurde es möglich, vier Unterscheidungszahlen mit einem E zu verwenden, statt drei. Grund dafür ist die bundesweit gültige Maximalbegrenzung einer Kennzeichenlänge von acht Zeichen. Sowohl für die BD 16 …- und BD 8 …-Kennzeichen ist bundesweit nun die Kfz-Zulassungsstelle der Bundesfinanzdirektion Südwest – Referat RF 5 – zuständig. Diese ist beim Beschaffungsamt der Bundesfinanzverwaltung in Offenbach am Main angesiedelt. Auf der Zulassungsplakette steht „Bundesrepublik Deutschland • KfzZSt der Bundesfinanzverwaltung“, wobei „KfzZSt“ für „Kraftfahrzeugzulassungsstelle“ steht.

### Unterscheidungszeichen von Bundesbehörden

#### Bundesbahn und Bundespost
Die Deutsche Bundesbahn (DB) und Deutsche Bundespost (BP) hatten bis zu ihrer Privatisierung in den 1990er Jahren eigene Unterscheidungszeichen. Bei der Bahn codierten die ersten beiden – nach DB folgenden – Ziffern den Fahrzeugtyp. Bei den Kraftfahrzeugkennzeichen der Deutschen Bundespost wurde zusätzlich nach Postdienst (BP 10 bis BP 59) sowie Fernmeldedienst (BP 60 bis BP 99) unterschieden.

#### Wasserstraßen- und Schifffahrtsverwaltung des Bundes

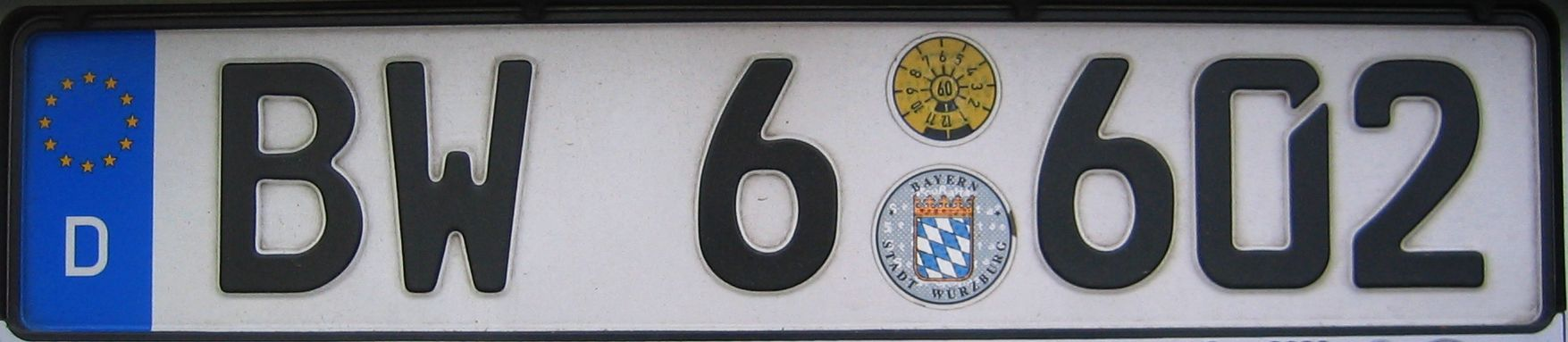
Kennzeichen der Wasserstraßen- und Schifffahrtsverwaltung des Bundes, Außenstelle Süd in Würzburg

Die Wasserstraßen- und Schifffahrtsverwaltung des Bundes führt das Unterscheidungszeichen BW, gefolgt von einer Ziffer, die die Zuordnung zur Generaldirektion Wasserstraßen (GDWS) bzw. einer ihrer Außenstellen angibt. Die Zulassungsplakette entspricht grundsätzlich der für den jeweiligen Sitz der Außenstelle der GDWS zuständigen Zulassungsbehörde, in der das Fahrzeug angemeldet wurde.
Folgende Schlüsselziffern werden aktuell vergeben:
| Kennzeichen | Dienststelle          |
| ----------- | --------------------- |
| BW 1 XXX    | ASt Nord (Kiel)       |
| BW 2 XXX    | ASt Nordwest (Aurich) |
| BW 3 XXX    | ASt Mitte (Hannover)  |
| BW 4 XXX    | ASt West (Münster)    |
| BW 5 XXX    | ASt Südwest (Mainz)   |
| BW 6 XXX    | ASt Süd (Würzburg)    |
| BW 7 XXX    | ASt Ost (Magdeburg)   |
| BW 8 XXX    | GDWS (Bonn)           |

#### Bundespolizei

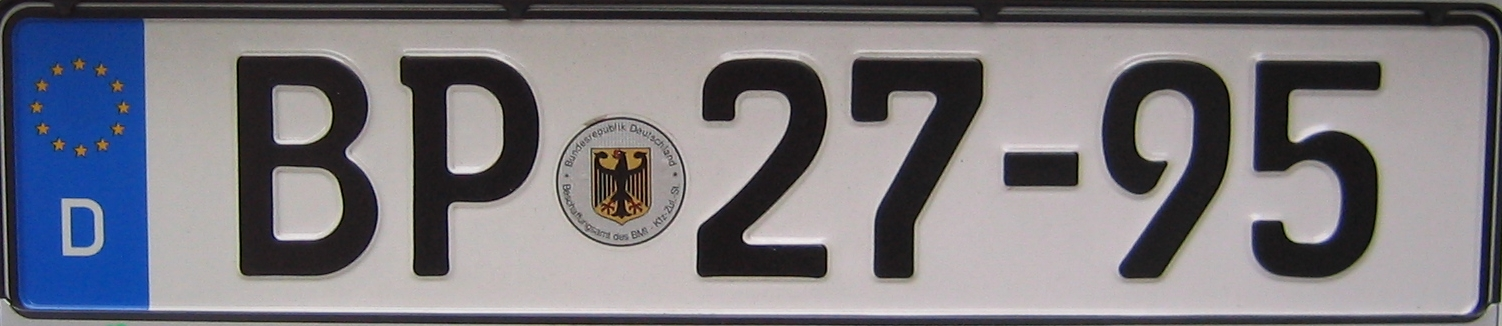
Kfz-Kennzeichen der Bundespolizei

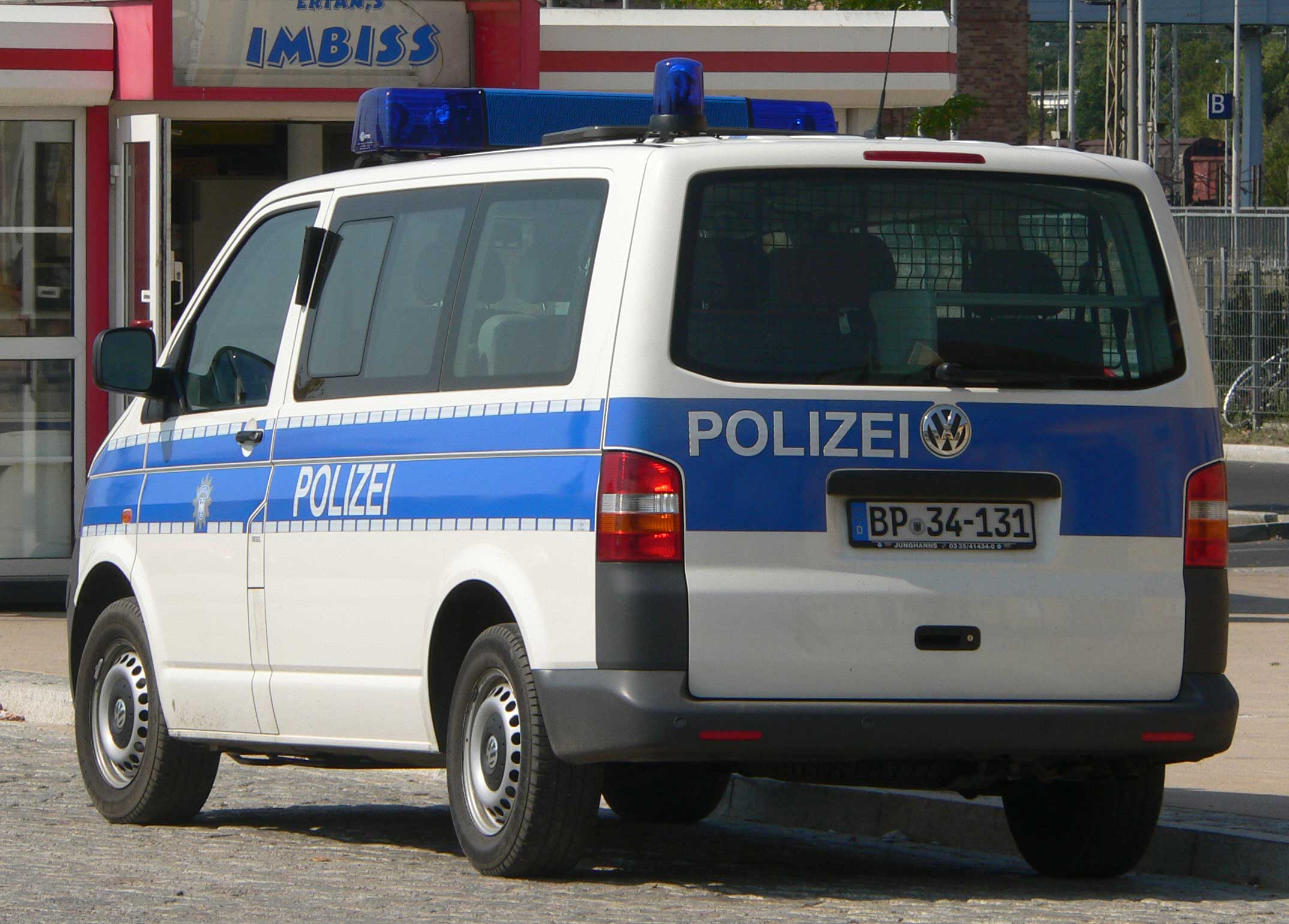
BP-34-Kennzeichen

Dienstwagen der Bundespolizei führen seit 30. April 2006 die Kennung BP. Ein Teil des Fuhrparks ist noch mit dem früheren Unterscheidungszeichen BG für die ehemalige Bezeichnung Bundesgrenzschutz zugelassen, das seit der Umbenennung ausläuft.
Die Kfz-Kennzeichen der Bundespolizei und des früheren BGS werden den ersten beiden Ziffern abhängig vom Fahrzeugtyp vergeben:
- Kräder: BP 10 bis BP 12
- Pkw: BP 15 bis BP 19
- geländefähige Pkw: BP 20 bis BP 24
- Pkw (Kleinbusse): BP 25 bis BP 29
- mittlere geländefähige Pkw/Lkw: BP 30 bis BP 39
- Lkw und Omnibusse: BP 40 bis BP 49
- Sondergeschützte Kfz (gepanzerte Fahrzeuge): BP 50 bis BP 54
- Anhänger: BP 55

Die Kennung BP wurde bis Ende 1994 an die Deutsche Bundespost ausgegeben.

#### Bundeswehr

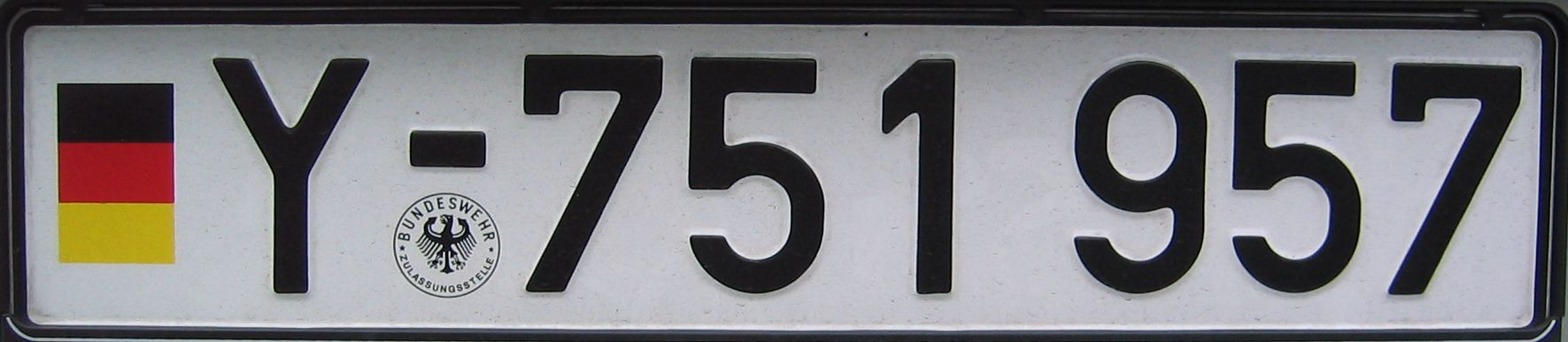
Kfz-Kennzeichen der Bundeswehr

Der Bundeswehr ist der Buchstabe Y für ihre Kfz-Kennzeichen zugeordnet. Y wurde gewählt, da bei Gründung der Bundeswehr im Jahre 1955 alle in Frage kommenden Kombinationen wie BW bereits vergeben waren und für die voraussichtlich große Anzahl von Militärfahrzeugen das Unterscheidungszeichen (der Zulassungsbezirk) nur aus einem Buchstaben bestehen durfte, zumal das Kennzeichen auch noch die deutsche Flagge enthält. Weil keine größere Stadt in Deutschland einen mit Y beginnenden Namen hat, wurde dieser Buchstabe von Brigadegeneral Kurt Vogel für die Streitkräfte aus den beiden verbliebenen Unterscheidungsmerkmalen X und Y ausgewählt. (X wird mittlerweile für NATO-Fahrzeuge verwendet.)
Weiterhin befinden sich die deutsche Flagge, eine bis zu sechsstellige Nummer und der Stempel des Zentrums Kraftfahrwesen der Bundeswehr (ZKfWBw) auf dem Kennzeichen, das aus militärischem (taktischem) Grund nicht reflektierend ist. Bei den ranghöchsten Bediensteten der Streitkräfte sind auch ein- bis dreistellige Kennzeichen möglich, so führt etwa der Generalinspekteur das Kennzeichen Y–1. Dies gilt ebenso für Kennzeichen an handelsüblichen Fahrzeugen der Bundeswehr in den Vereinigten Staaten. Die Nummern werden willkürlich vergeben, das heißt, sie sind an keine Systematik wie Fahrzeugtyp oder Truppenteil gebunden.
Des Weiteren nutzt die Bundeswehr bei Fahrzeugen der BwFuhrparkService GmbH ein normales Kennzeichen, das mit SU für den Rhein-Sieg-Kreis (Siegburg) beginnt, danach die Buchstaben BW und anschließend eine beliebige Zahl trägt, beispielsweise SU BW 123. Somit sind solche Fahrzeuge, die der Bundeswehr angehören, nicht mehr als solche zu erkennen, es sei denn, man kennt die Buchstaben-Kombination des Kennzeichens (falls das Fahrzeug nicht die Aufschrift des BW-Fuhrparkservices trägt).
Weiterhin gibt es einige Kennzeichen für Erprobungsfahrten, die in roter Farbe mit rotem Rand gedruckt werden. Die Ziffernfolge beginnt mit 06. Geleaste oder geliehene Fahrzeuge nutzen ebenfalls diese Kennzeichen, jedoch beginnt hier die Ziffernfolge mit 01. Die Zulassung aller Fahrzeuge der Bundeswehr (mit Ausnahme der Fahrzeuge des Fuhrpark-Services) erfolgt durch das Zentrum Kraftfahrwesen der Bundeswehr in Mönchengladbach-Rheindahlen. Die Fahrzeuge der Bundeswehr unterliegen einer internen Überwachung in Anlehnung an die straßenverkehrsrechtlichen Vorschriften, z. B. der Hauptuntersuchung und der Sicherheitsprüfung, und werden in einer technischen Durchsicht gemäß speziellen technischen Dienstvorschriften (TDv) durch eigenes Personal geprüft. Fahrzeuge zivilen Typs, die bei der Bundeswehr als „handelsüblich“ (HÜ) bezeichnet werden (beispielsweise VW Golf oder Opel Astra), können zur Hauptuntersuchung wie jedes zivile Fahrzeug bei einer amtlich anerkannten Prüforganisation (beispielsweise TÜV, Dekra) vorgeführt werden.
Die Kfz-Kennzeichen der Bundeswehr werden unverändert in DIN-Schrift und nicht in der neuen FE-Schrift ausgegeben.

#### Bundesanstalt Technisches Hilfswerk

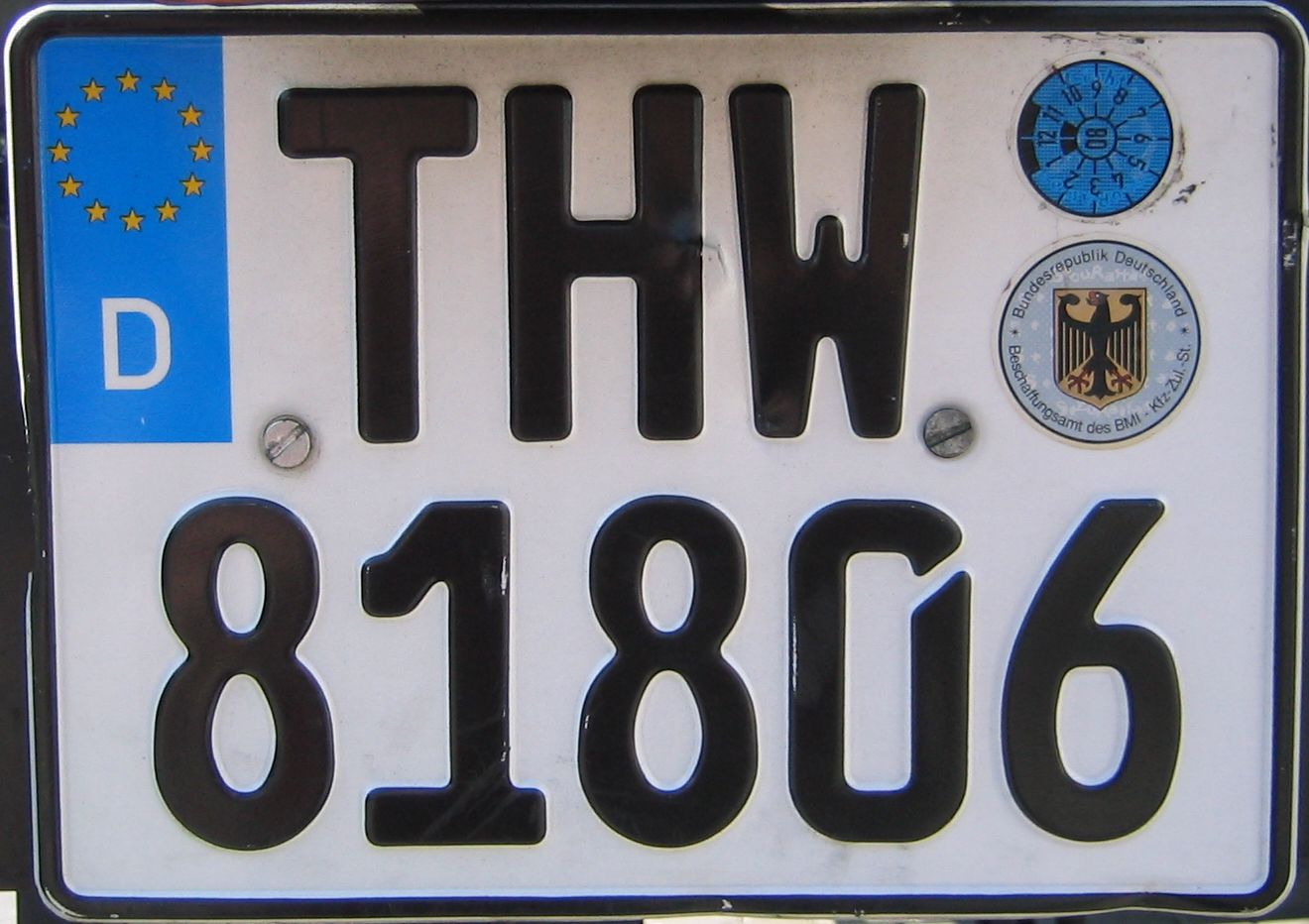
Kfz-Kennzeichen des Technischen Hilfswerks

Die Dienstfahrzeuge des Technischen Hilfswerks (THW) tragen das Unterscheidungszeichen mit den Buchstaben THW. Vor der Einführung des neuen Euro-Kennzeichens gliederten sich die Fahrzeuge des THW in die Gruppe der Behördenkennzeichen des Katastrophenschutzes ein. Beibehalten wurde zunächst die Ziffernstruktur der Behördenkennzeichen (8000–8999; 80000–89999, der für den Katastrophenschutz verwendete Nummernkreis). Dabei werden vierstellige Zahlenkombinationen vor allem an die hauptamtlichen Organisationseinheiten (Regionalstellen, Landesverbände, Ausbildungszentren und Leitung) und fünfstellige an die Ortsverbände vergeben. Der Kennzeichenbereich wurde mittlerweile um Blöcke mit führender 9 erweitert. Die Kennzeichen werden von der Kfz-Zulassungsstelle beim Beschaffungsamt des Bundesministeriums des Innern in Bonn vergeben. Zusätzlich existieren auch beim THW rote Überführungskennzeichen, deren Ziffernfolge mit 06 beginnt.

### Saisonkennzeichen

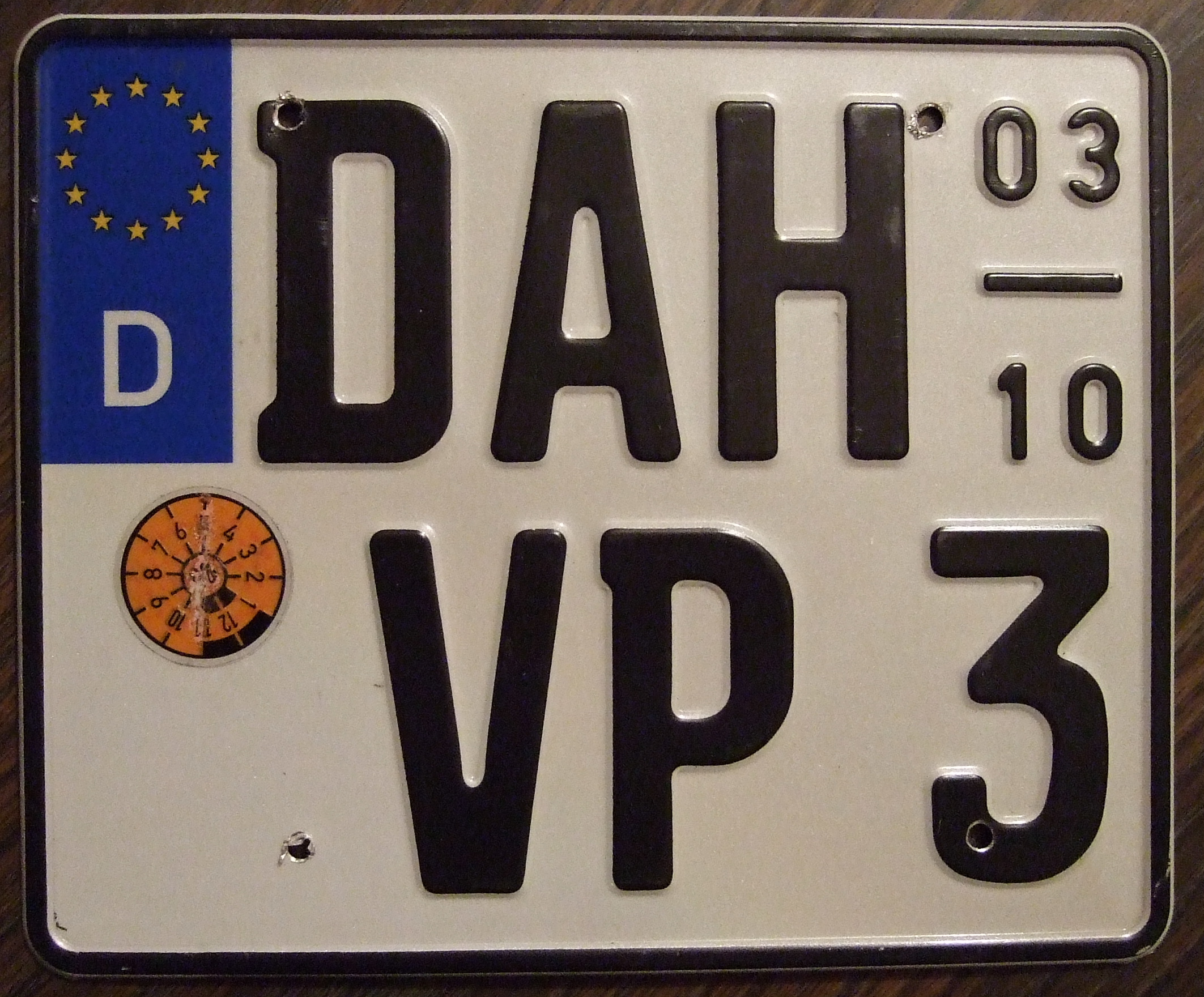
Zweizeiliges Saisonkennzeichen, Gültigkeitsdauer vom 1. März bis zum 31. Oktober eines Jahres

Seit dem 1. März 1997 werden in Deutschland Saisonkennzeichen vergeben. Auf diesen werden hinter der Erkennungsnummer übereinander der erste und der letzte Monat des Gültigkeitszeitraums durch einen waagerechten Strich getrennt angegeben. Der Zulassungszeitraum ist zwischen zwei und elf Monaten innerhalb eines beliebigen Zwölf-Monatszeitraums frei wählbar, allerdings müssen der Anfang und das Ende des Zeitraums mit vollen Kalendermonaten zusammenfallen. Der große Vorteil des Saisonkennzeichens ist, dass An- und Abmeldung zu Saisonbeginn bzw. -ende entfallen und Kraftfahrzeugsteuer nach § 5 Abs. 1 Nr. 5 KraftStG sowie Versicherungsprämien nur anteilig anfallen. Man findet diese Kennzeichen vornehmlich an Fahrzeugen, die nicht das ganze Jahr genutzt werden, beispielsweise an Motorrädern, Cabriolets und Wohnmobilen, aber auch an Fahrzeugen des Winterdienstes.
Beim Wechsel von ganzjähriger Zulassung zu einer saisonalen Zulassung muss trotz bestehendem ganzjährigem Versicherungsschutz dem Straßenverkehrsamt eine Versicherungsbestätigungsnummer (eVB) für den zukünftig angestrebten Zeitraum genannt werden. Ohne diese ist der Wechsel nicht möglich. Die Versicherungsbestätigungsnummer ist an die Stelle der früher erforderlichen Deckungskarte getreten. Wichtig ist, dass das Fahrzeug auf öffentlichen Straßen nur während des angegebenen Zulassungszeitraums auf öffentlichem Verkehrsgrund betrieben oder abgestellt werden darf.
Saisonkennzeichen können maximal sieben Zeichen enthalten, da an der achten Stelle der Gültigkeitszeitraum angegeben wird.
Es gibt spezielle Kennzeichen für Oldtimer als Saisonkennzeichen, die sogenannten H-Saisonkennzeichen. Diese können maximal sechs Zeichen enthalten, da an der siebten das H für historisch und der achten Stelle der Saisonzeitraum angegeben werden.

### Wechselkennzeichen

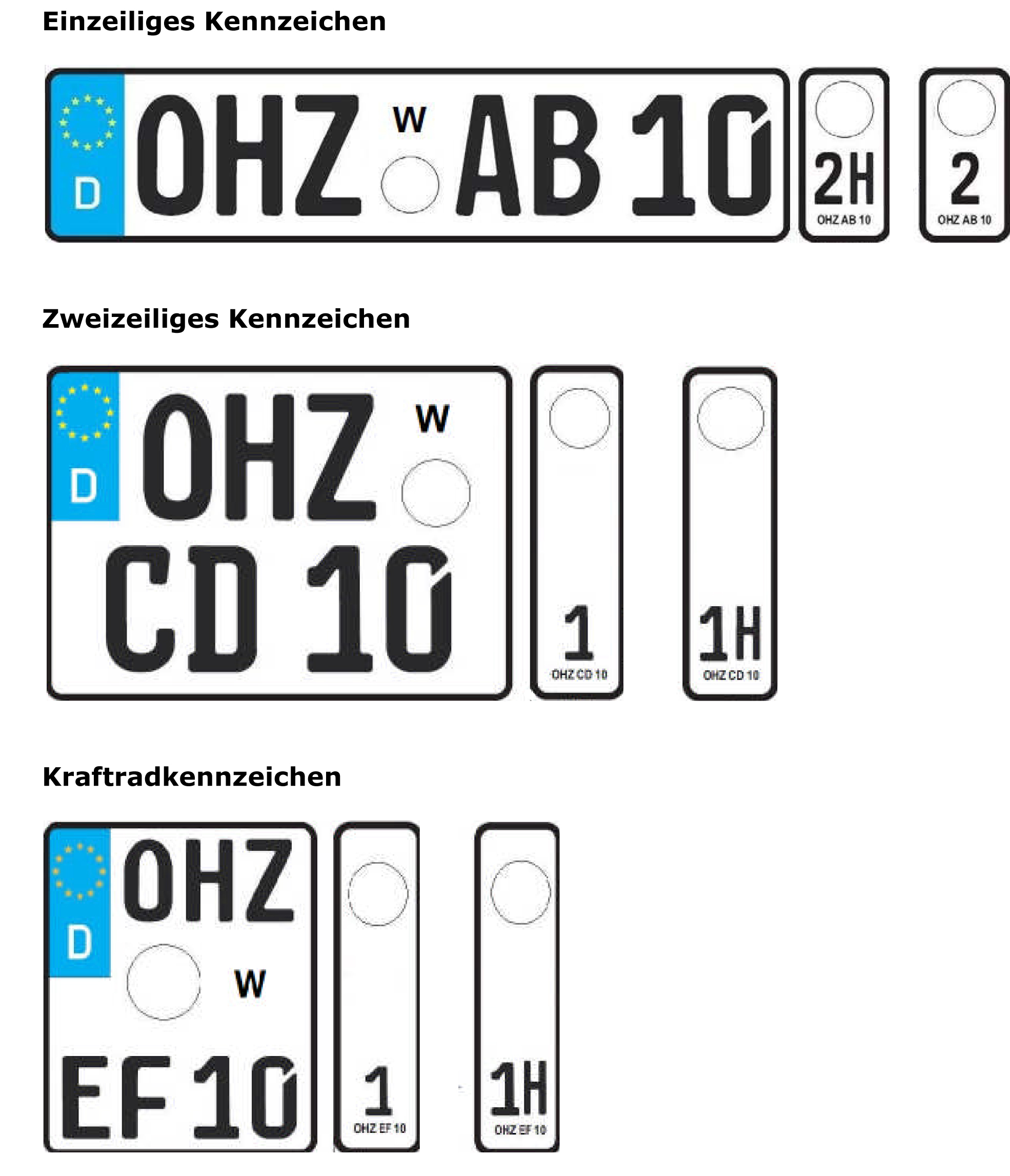
Wechselkennzeichen in Deutschland

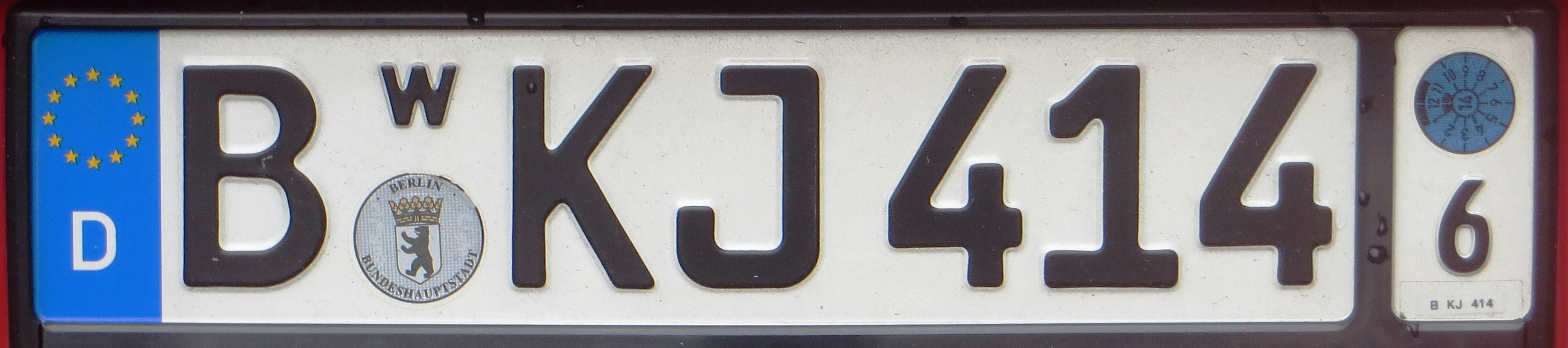
Wechselkennzeichen in Berlin

Seit dem 1. Juli 2012 besteht die Möglichkeit, zwei Fahrzeuge mit nur einem Kennzeichen zuzulassen. Voraussetzung ist, dass die Fahrzeuge in die gleiche Fahrzeugklasse fallen und die Fahrzeughalter die Kennzeichenschilder mit gleichen Abmessungen an den jeweiligen Fahrzeugen verwenden können. Das Wechselkennzeichen darf allerdings nicht gleichzeitig an beiden Fahrzeugen geführt werden. Die Bundesregierung geht von Zulassungskosten von rund 65 Euro aus, wenn ein Halter für zwei Fahrzeuge aus dem vorhandenen Bestand Wechselkennzeichen beantragt. Bereits vor der Einführung wurde in Frage gestellt, ob das neue Wechselkennzeichen tatsächlich die gewünschte Resonanz in der Bevölkerung bringen wird, da die Bundesregierung den Haltern mehrerer Fahrzeuge bei der Benutzung von Wechselkennzeichen keine Steuerersparnis gewährt und auch die Versicherungswirtschaft keine nennenswerten Vergünstigungen in Aussicht gestellt hatte. Von Juli bis Dezember 2012 wurden dann tatsächlich nur 2115 Wechselkennzeichen von den Zulassungsstellen ausgegeben. Die Bundesregierung ging im Vorfeld von 54.000 Zulassungen pro Jahr aus, sodass die Regelung als gescheitert gilt.

### Kennzeichen historischer Fahrzeuge
Das Oldtimerkennzeichen (auch „H-Kennzeichen“ genannt), bei dem der eigentlichen Zulassungsnummer ein H nachgestellt wird, ist eine deutsche Kennzeichnung eines historischen Kraftfahrzeugs nach § 10 FZV, die nach einer Prüfung auf zeitgenössisch originalen Zustand erteilt wird. Eine weitere Voraussetzung ist, dass das Fahrzeug nachweislich mindestens 30 Jahre alt ist („Fahrzeug, das vor mindestens 30 Jahren erstmals in Verkehr gekommen ist.“ § 2 Nr. 22 FZV).
Das Kennzeichen folgt dem gleichen Schema wie reguläre Nummernschilder für Zivil-, Behörden- oder Diplomatenkennzeichen. Der einzige Unterschied ist ein H als abschließendes Zeichen. Eine Einschränkung besteht darin, dass bei einzeiligen Kennzeichen die Gesamtzahl aller Zeichen ohne dieses H nicht mehr als sieben betragen darf. Beispiel: AB CD 123H. Mit dem H-Kennzeichen können – je nach Hubraum des Fahrzeugs – Steuer- und oftmals auch Versicherungsvorteile verbunden sein. Zudem sind mit Oldtimerkennzeichen zugelassene Fahrzeuge von den mit einer fehlenden Feinstaubplakette einhergehenden Einschränkungen ausgenommen. Historische Kennzeichen mit befristetem Saisonzeitraum (sogenannte H-Saisonkennzeichen) dürfen seit dem 1. Oktober 2017 ausgegeben werden.

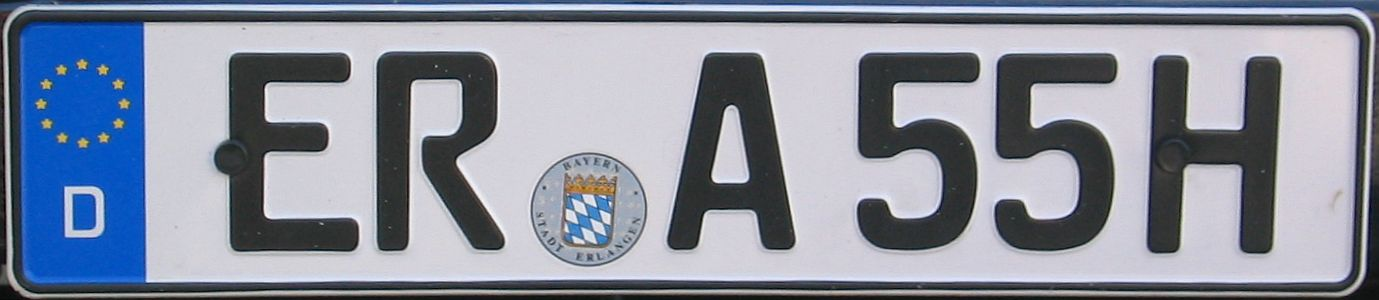
Kennzeichen für historische Fahrzeuge

Durch die jahrzehntelange Vorarbeit durch den DEUVET – Bundesverband für Clubs klassischer Fahrzeuge für das „Kulturgut Auto“ konnte das erste für historische Fahrzeuge ausgegebene H-Kennzeichen am 1. Juli 1997 zugeteilt werden. Die Kriterien zur Vergabe eines H-Kennzeichens werden uneinheitlich angewandt: Oftmals werden Abweichungen vom Originalzustand geduldet, insoweit sie bereits als zeitgenössische Umbauten vor 30 Jahren oder früher anzutreffen waren.
Seit Anfang 2010 wurden in Bremen H-Kennzeichen in der bis zum 31. Oktober 2000 verwendeten Schriftnorm (DIN 1451) und ohne Euro-Balken gegen eine zusätzliche Bearbeitungsgebühr von 100 Euro ausgegeben. Zwischen Juli 2010 und Februar 2012 erlaubte das hessische Verkehrsministerium seinen Zulassungsstellen, ebenfalls auf Antrag Schilder mit der vor November 2000 vorgeschriebenen Schrift auszugeben und sich bei den Gebührensätzen am Bremer Modell zu orientieren. Damit wurde es den Haltern ermöglicht, ihr Fahrzeug nicht mit – von vielen Oldtimerfreunden als unpassend oder störend empfundenen – Euro-Kennzeichen kennzeichnen zu müssen. Diese Regelung ist jedoch seit Juni 2013 wieder außer Kraft gesetzt, da das Aussehen der Kennzeichen im öffentlichen Straßenverkehr einheitlich vorgeschrieben ist und Ausnahmen aus optischen Erwägungen dabei nicht vorgesehen sind.
H-Kennzeichen werden nicht erteilt, wenn erkennbar deutlich jüngere Komponenten eingebaut wurden: Manchmal ist schon ein stärkerer Motor ähnlichen Typs, der erst später erhältlich war, ein Ablehnungskriterium. Anfangs wurden sogar Katalysator-Nachrüstungen als zeituntypisches Zubehör gewertet und als Ablehnungsgrund genannt; die einschlägige Rechtsprechung ist hier mittlerweile eindeutig umweltfreundlich. Auch schlecht gepflegten Fahrzeugen kann der H-Status verweigert werden. Als allgemeine Orientierung können hier die Zustandsnoten nach DEUVET gelten. Diese klassifizieren den Zustand eines Fahrzeugs mit Schulnoten (z. B.: 1 = sehr gut).
Ein Fahrzeug, das für ein H-Kennzeichen angemeldet wird, sollte demnach in einem Zustand sein, der nicht schlechter als 3 (gebrauchter Zustand, kleine Mängel, aber vollständig fahrbereit, keine Durchrostungen) ist.
Zum 1. November 2011 wurden die Kriterien verändert: Bis dahin musste der Zustand der Fahrzeuge mindestens Note 3 sein, um ein H-Kennzeichen erhalten zu können. Die Note 3 erhalten Fahrzeuge mit leichten Mängeln und Alltagsspuren, solange sie gebrauchsfertig und rostfrei sind. Seitdem haben die Prüforganisationen einen größeren Ermessensspielraum: Gemäß § 2 Nr. 22 FZV wird ein guter Pflege- und Erhaltungszustand als Abgrenzung zu normalen alten Fahrzeugen (Richtlinie für die Begutachtung von Oldtimern nach § 23 StVZO vom 6. April 2011) gefordert. Die kurz nach Bekanntwerden der Reform verbreitete Auffassung, mit dieser Formulierung sei eine Verschärfung der Kriterien verbunden, übersieht, dass ein guter Erhaltungszustand nicht mit der Zustandsnote 2 gleichzusetzen ist. Die Beurteilung des erhaltungswürdigen Zustands ist nunmehr unabhängig von den Definitionen des Zustandsnotensystems vorzunehmen.
Seit dem 1. Januar 2018 wurde die Fahrzeug-Zulassungsverordnung dahingehend geändert, dass der Buchstabe H Teil des amtlichen Kennzeichens wird. Somit erscheint es sowohl in der Zulassungsbescheinigung Teil 1 als auch Teil 2 oder der grünen Karte.

Historische Fahrzeuge können auch mit einem roten Kennzeichen, beginnend mit den Kennziffern 07, betrieben werden, wobei dann im Unterschied zum „Oldtimer-Kennzeichen“ keine zweijährige Hauptuntersuchung mehr notwendig ist.
Siehe auch: Statistiken zum H-Kennzeichen und 07er-Kennzeichen (historisch)

### Kennzeichen für Elektrofahrzeuge

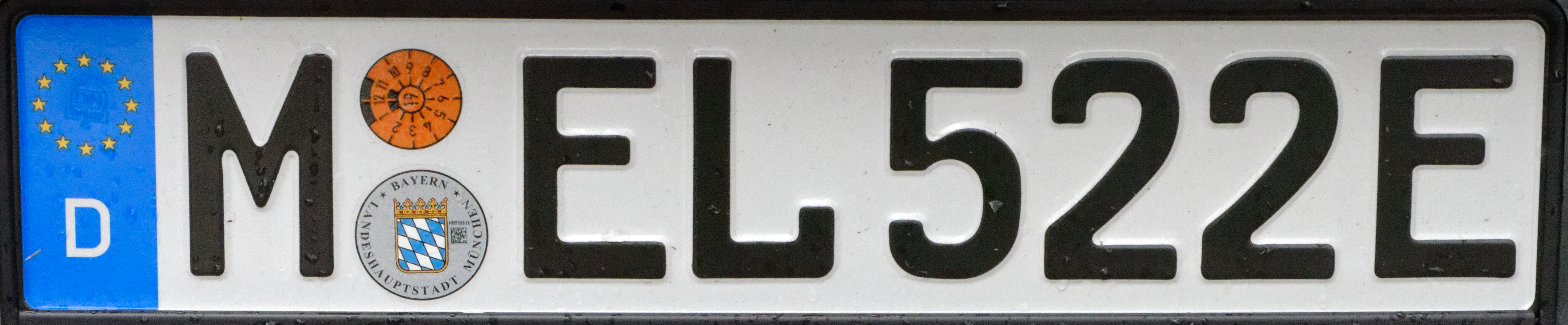
Kfz-Kennzeichen eines Elektrofahrzeuges mit dem E

Nach dem 2015 verabschiedeten Elektromobilitätsgesetz wurden spezielle Kennzeichen für Elektrofahrzeuge, Plug-in-Hybrid- und Brennstoffzellenfahrzeuge eingeführt, um Sonderregeln für elektrisch betriebene Fahrzeuge einführen und kontrollieren zu können. Der Bundesverband eMobilität e. V. schlug ein zusätzliches E im Kennzeichen (analog zum H-Kennzeichen) als Kennzeichnung vor. Grundsätzlich dürfen Kohlendioxidemissionen von höchstens 50 Gramm je gefahrenem Kilometer ausgestoßen werden, oder die Reichweite unter ausschließlicher Nutzung der elektrischen Antriebsmaschine muss seit 2022 mindestens 60 Kilometer (bis 2021: 40 Kilometer) betragen. Dabei ist das E nur ein Zusatz, aber kein Bestandteil des Kennzeichens, sodass auch ohne dessen Angabe eine eindeutige Zuordnung erfolgen kann.

Plakette für ausländische, elektrisch betriebene Fahrzeuge

Seit 26. September 2015 werden die neuen E-Nummernschilder, die es auch in Kombination mit einem Saisonkennzeichen gibt, von den Zulassungsstellen ausgegeben. Ausländische Fahrzeuge, die auch die Rechte der Kennzeichen für Elektrofahrzeuge in Anspruch nehmen wollen, benötigen statt des E-Schildes eine E-Plakette, die von einer Zulassungsstelle für 11 Euro ausgegeben und an der Heckscheibe angebracht wird – ausgenommen das Fahrzeug besitzt ein ausländisches E-Schild oder eine ausländische E-Plakette.
Die Möglichkeit der Ausgabe von E-Kennzeichen ist bis zum 31. Dezember 2026 befristet.

### Rote Kennzeichen

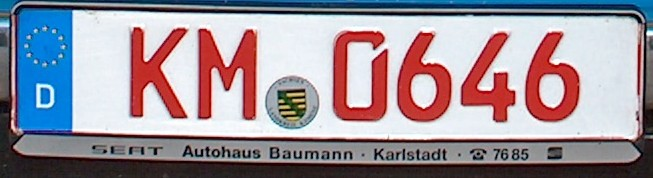
Rotes FE-Kennzeichen in aktueller Form des ehemaligen Zulassungsbezirks Landkreis Kamenz

Rote Kennzeichen existieren mindestens seit den 1920er Jahren in roter Schrift auf weißem Grund und bestehen seit 1956 aus dem Zulassungskürzel und einer Erkennungsnummer (ohne Erkennungsbuchstaben).
Rote Kennzeichen werden nach der aktuellen Fassung der Fahrzeugzulassungsverordnung vergeben als:
- Kennzeichen für Prüfungsfahrten, Probefahrten und Überführungsfahrten (umgangssprachlich auch: Händler- oder Wechselkennzeichen), deren Nummer mit 05 oder 06 beginnt (§ 41)
- für den vorübergehenden Betrieb (beispielsweise Fahrten zur Teilnahme an Veranstaltungen) für Oldtimer, deren Nummer mit 07 beginnt (§ 43)

Alte Kurzzeitkennzeichen waren ebenfalls rot und wurden nach demselben Nummernschema beginnend mit 04 ausgegeben. Seit 1998 verwenden sie schwarze Zahlen; seit dem 1. März 2007 beginnen sie mit 03 oder 04.

#### 05er- und 06er-Kennzeichen

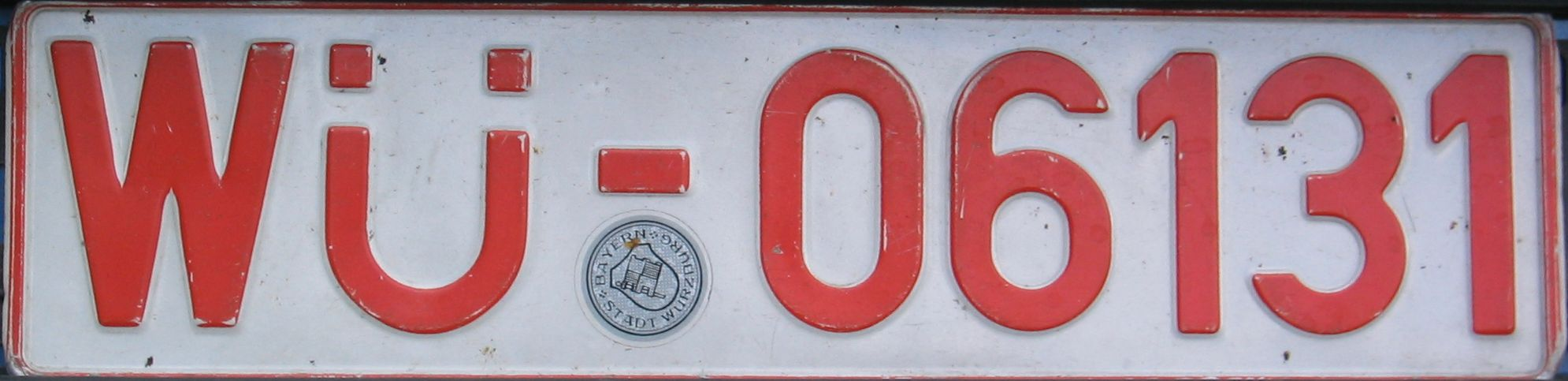
Altes rotes DIN-Kennzeichen, Zulassungsbezirk Stadt Würzburg

Rote Kennzeichen mit den Folgenummern 05 und 06 werden nur an Kraftfahrzeughersteller, Kraftfahrzeugteilehersteller, Kraftfahrzeugwerkstätten und Kraftfahrzeughändler (Nummer beginnend mit 06) sowie technische Prüfstellen und anerkannte Überwachungsorganisationen (Nummer beginnend mit 05) zum Zweck von Prüfungs-, Probe- und Überführungsfahrten ausgegeben. Sie sind nicht an ein Fahrzeug gebunden. Die Kennzeichen müssen gut sichtbar vorn und hinten angebracht werden; andere Kennzeichen müssen abgedeckt sein.
Für jedes Fahrzeug ist eine gesonderte Seite des Fahrzeugscheinheftes zu dessen Beschreibung zu verwenden; die Angaben zum Fahrzeug und dessen Fahrer sind vollständig und in dauerhafter Schrift vor Antritt der ersten Fahrt einzutragen. Das Fahrzeugscheinheft ist bei jeder Fahrt mitzuführen und zuständigen Personen auf Verlangen auszuhändigen. Über jede Prüfungs-, Probe- oder Überführungsfahrt sind fortlaufende Aufzeichnungen zu führen, aus denen das verwendete Kennzeichen, das Datum der Fahrt, deren Beginn und Ende, der Fahrzeugführer mit dessen Anschrift, die Fahrzeugklasse und der Hersteller des Fahrzeugs, die Fahrzeug-Identifizierungsnummer und die Fahrtstrecke ersichtlich sind (§ 41 Abs. 3 FZV).
Eine Prüfungs- oder Werkstattfahrt dient einem amtlich anerkannten Sachverständigen bzw. Prüfer dazu, die Funktionen und die Sicherheit eines Fahrzeugs zu testen. Eine Probefahrt dient dazu, die Funktionsfähigkeit eines Fahrzeugs zu testen.
Mit einer Überführungsfahrt kann der Verkäufer nach erfolgreich verlaufener Probefahrt dem Käufer anbieten, das Fahrzeug an einen Wunschort zu liefern; Fahrer muss der Verkäufer oder dessen Mitarbeiter sein.
Seit dem 1. Mai 1998 dürfen Privatpersonen keine roten Kennzeichen mehr für Überführungsfahrten verwenden. Für solche Fahrten müssen Kurzzeitkennzeichen verwendet werden. Eine auch nur kurzfristige Überlassung von roten Kennzeichen ist unzulässig. Aufgrund dessen werden für Privatpersonen keine roten Kennzeichen ausgegeben.

#### 07er-Kennzeichen

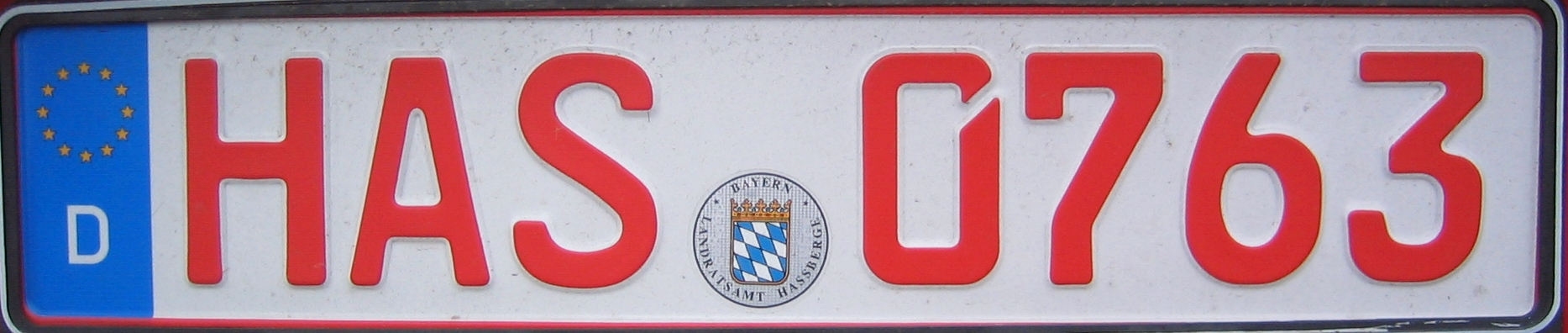
Rote 07er-Nummer, Zulassungsbezirk Landkreis Haßberge

Rote Kennzeichen mit der Folgenummer 07 sind geeignet für Sammler historischer Fahrzeuge und ergeben folgende Erleichterungen:
- Mehrere Kfz mit dem gleichen Kennzeichen, davon nur eines gleichzeitig fahrbar (daran das Kennzeichen geschraubt)
- Nur eine Steuerzahlung und nur eine Haftpflicht-Prämie für alle Fahrzeuge
- Pflicht zur zweijährigen Hauptuntersuchung entfällt

Es bestehen dafür besondere Auflagen:
- Jedes Fahrzeug ist nach StVZO §23 als Oldtimer zu begutachten (siehe oben)
- Eingeschränkte Nutzung zu bestimmten Zwecken (siehe unten)
- Führung eines Fahrtenbuches, um dies zu dokumentieren
- Polizeiliches Führungszeugnis sowie ein Stellplatz sind nachzuweisen (keine Abstellung im Verkehrsraum)

Diese Kennzeichen können auch an Privatleute ausgegeben werden; auch hier ausschließlich für Fahrzeuge, die mindestens 30 Jahre alt sind. Vor dem 1. März 2007 war das rote 07er-Kennzeichen auch für mindestens 20 Jahre alte Youngtimer vorgesehen.
Mit den Kennzeichen dürfen nur Erprobungs- und Bewegungsfahrten, Probefahrten zum Fahrzeugverkauf sowie Fahrten zu Fahrzeugtreffen durchgeführt werden; für die regelmäßige Teilnahme am Straßenverkehr wäre dagegen ein reguläres Kfz-Kennzeichen oder ein Oldtimer-Kennzeichen zu führen.
Statt der Zulassungsbescheinigung ist ein Fahrzeugscheinheft für rote Oldtimerkennzeichen nach dem Muster der Anlage 15 FZV bei den Fahrten mitzuführen. Das Kennzeichen darf nur an den Fahrzeugen verwendet werden, für die es ausgegeben worden ist.
Je nach Zulassungsstelle können pro roter 07er-Nummer bis zu zehn, in anderen Fällen aber auch beliebig viele Fahrzeuge genehmigt werden. Es können auch mehrere Kennzeichen mit gleicher Nummer ausgegeben werden, beispielsweise ein großes längliches für einen Pkw und ein kleines quadratisches für ein Zweirad. Dieses Kennzeichen ist steuerlich begünstigt, und Versicherungen bieten oft günstige Tarife hierfür an. Die zur Genehmigung vorzulegenden Dokumente können je nach Zulassungsstelle variieren.
Fahrzeuge mit rotem 07-er Kennzeichen sind von der Pflicht zur regelmäßigen Hauptuntersuchung befreit.
Ausland
Das rote 07-Kennzeichen ist nicht nur in der Bundesrepublik gültig. Aufgrund verschiedener internationaler Abkommen können Fahrzeuge mit diesen Kennzeichen auch im Ausland genutzt werden. Dabei gelten folgende Bedingungen:
- Die Eintragung der Daten im Fahrzeugschein erfolgt seitens der Behörde (Zulassungsstelle) und dies ist im Fahrzeugscheinheft dokumentiert (Amtsstempel).
- Das Kennzeichen darf auch im Ausland nur für die in Deutschland zulässigen Zwecke verwendet werden, also Probefahrten, Überführungsfahrten, Werkstatt- und Einstellfahrten sowie Fahrten zu und auf Oldtimerveranstaltungen.
- Gegebenenfalls ist nach den allgemeinen Regeln eine Grüne Versicherungskarte mitzuführen.

Die Nutzung des roten Kennzeichens 07 ist in folgenden Ländern grundsätzlich zulässig:
- fast alle EU-Mitgliedstaaten außer den Benelux-Staaten, Malta und Zypern,
- in Europa außerdem: Andorra, Belarus, Bosnien-Herzegowina, Georgien, Kasachstan, Liechtenstein, Mazedonien, Monaco, Montenegro, Norwegen, San Marino, Schweiz, Serbien und Ukraine,
- in Asien: Bahrain, Iran, Israel, Kuwait, Pakistan, Philippinen, Tadschikistan, Turkmenistan und Usbekistan,
- in Afrika: Elfenbeinküste, Kongo, Marokko, Niger, Senegal, Seychellen, Simbabwe und Südafrika,
- in Amerika: Brasilien, Guyana, Kuba und Uruguay.

Die Zulassung von Oldtimern mit rotem 07er-Kennzeichen ist in den o. g. Ländern nach internationalem Recht gültig. Zwar entsprechen das rote Kennzeichen bzw. das Kurzzeitkennzeichen internationalen Vorschriften, allerdings kann es vorkommen, dass der rote Fahrzeugschein, der auch bei dem neuen Kurzzeitkennzeichen ausgegeben wird, im Ausland nicht akzeptiert wird, da er nicht den internationalen Straßenverkehrsübereinkommen von 1926, 1949 und 1968 entspricht. Die Verwendung roter Kennzeichen kann im Ausland vereinzelt zu Problemen führen. Auf deutscher ministerieller Ebene wird eine Anerkennung empfohlen. Es besteht allerdings keinerlei Rechtsanspruch und keine Gewähr für die Beibehaltung dieser Praxis.
Abkommen über die gegenseitige Anerkennung der jeweiligen nationalen Überführungs- und Probekennzeichen und der entsprechenden Fahrzeugpapiere bestehen seit 1979 mit Österreich seit dem 1. Januar 1994 mit Italien und seit dem 1. Juli 2021 mit der Schweiz (Art. 9 des Schweizerischen-deutschen Polizeivertrags). Eine diesbezügliche Vereinbarung mit Dänemark wurde 1990 gekündigt.

### Grüne Kennzeichen

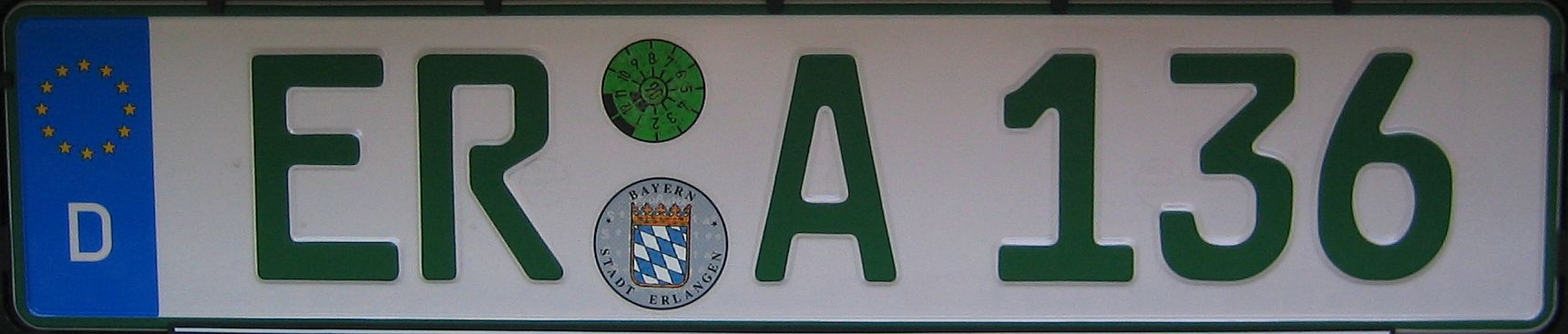
Kennzeichen eines steuerbefreiten Fahrzeugs, 2005

Grüne Kennzeichen sind Kennzeichen mit grüner Schrift auf weißem Grund und ansonsten identisch mit normalen Kennzeichen. Sie werden für steuerbefreite Fahrzeuge (§ 3 KraftStG) wie beispielsweise landwirtschaftliche Fahrzeuge, Fahrzeuge von gemeinnützigen oder Hilfsorganisationen, Schaustellerfahrzeuge und selbstfahrende Arbeitsmaschinen (beispielsweise Kräne und Betonpumpen) ausgegeben sowie außerdem für Sportanhänger mit bestimmtem Einsatzzweck (beispielsweise für Sportboote, Segelflugzeuge, Hunde und Pferde). Ausgegeben werden die grünen Kennzeichen von der Zulassungsstelle nur, wenn die Genehmigung zur Steuerbefreiung vom Hauptzollamt vorliegt. Fahrzeuge mit grünen Kennzeichen zu anderen Zwecken zu verwenden ist ein Vergehen gegen das Steuergesetz.
Bei Zahlung einer erhöhten Kraftfahrzeugsteuer für das Zugfahrzeug (nicht bei Pkw oder Krad) kann ein Lastanhänger steuerfrei gestellt werden; dieser darf allerdings nur von entsprechend hochbesteuerten Fahrzeugen gezogen werden. Anhänger für den Containertransport, die im kombinierten Verkehr verwendet werden, sind steuerbefreit, unabhängig vom steuerlichen Status des Zugfahrzeugs (§ 10 KraftStG).

### Kurzzeitkennzeichen / 03er- / 04er-Kennzeichen

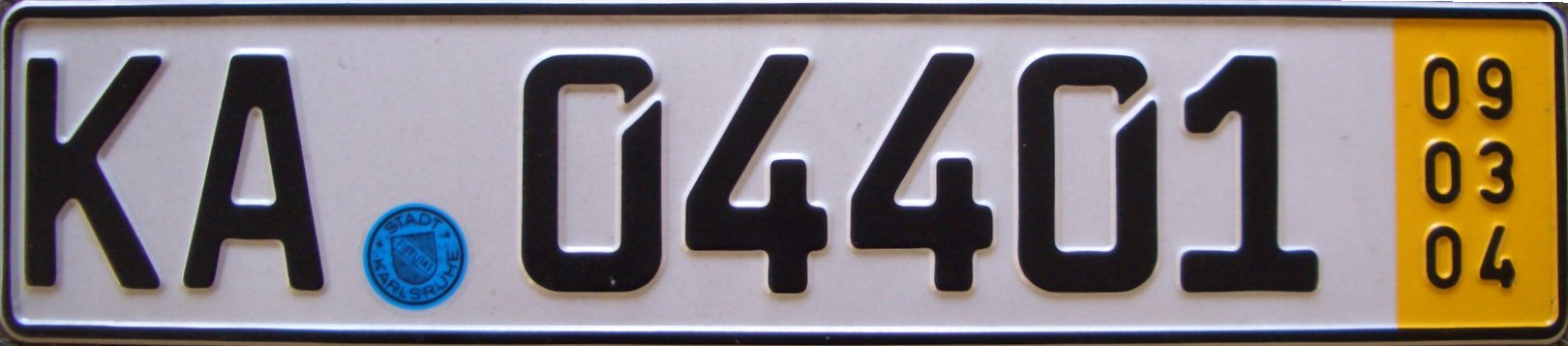
Kurzzeitkennzeichen aus Karlsruhe, Ablaufdatum 9. März 2004

Kurzzeitkennzeichen sind für Fahrzeugüberführungen und Probefahrten für ein bestimmtes, nicht anderweitig zugelassenes Fahrzeug vorgesehen. Rechtliche Basis für diese Kennzeichen ist § 42 FZV (Probefahrten und Überführungsfahrten mit Kurzzeitkennzeichen).
Vor dem 1. April 2015 mussten nach der Zuteilung eines Kurzzeitkennzeichens vor Antritt der Fahrt die technischen Fahrzeugdaten selbst eingetragen sowie eine Unterschrift auf dem pinkfarbenen Fahrzeugschein für Fahrzeuge mit Kurzzeitkennzeichen geleistet werden. Die Unterschrift bestätigte die Vorschriftsmäßigkeit des Fahrzeugs.
Seit dem 1. April 2015 müssen bei der Zuteilung eines Kurzzeitkennzeichen zusätzlich zur bisher schon nachzuweisenden Kraftfahrzeug-Haftpflichtversicherung auch die technischen Daten des nicht zugelassenen Fahrzeugs, für das das Kurzzeitkennzeichen verwendet werden soll, in der neugestalteten Zulassungsbescheinigung Teil 1 eingetragen werden. Falls es sich um ein verkehrssicheres Fahrzeug handelt, das keinem genehmigten Typ entspricht oder für das keine Einzelgenehmigung erteilt ist, darf das Fahrzeug mit dem Kennzeichen nur im Rahmen der in der Zulassungsbescheinigung Teil 1 eingetragenen Beschränkung bewegt werden. Ebenso gibt es eine in der Zulassungsbescheinigung Teil 1 einzutragende Beschränkung, falls für das Fahrzeug keine gültige Hauptuntersuchung/Sicherheitsprüfung nachgewiesen werden kann. Genutzt werden dürfen diese Kennzeichen nur mit einem einzigen Fahrzeug, eine wechselnde Verwendung mit mehreren Fahrzeugen ist nicht zulässig. Von den Regelungen hinsichtlich der Umweltplakette sind diese Kennzeichen ausgenommen.
Sie gelten für höchstens fünf Tage, der letzte Tag der Gültigkeit ist in einem gelben Feld am rechten Rand vermerkt, oben der Tag, darunter der Monat und unten das Jahr, jeweils zweistellig. Voraussetzung für die Erteilung ist bei einer natürlichen Person die Vorlage eines gültigen Personalausweises oder eines Reisepasses nebst Meldebestätigung sowie eine gültige Versicherungsbestätigung (eVB-Nummer) für bis zu fünf Tage. Bei vielen Versicherungen besteht die Möglichkeit, sich die Versicherungsprämien der Kurzzeitzulassung auf eine folgende normale Anmeldung anrechnen zu lassen. Zwischen dem 1. November 2012 und dem 1. April 2015 konnten Kurzzeitkennzeichen nur noch bei der Zulassungsstelle des Wohnortes des Halters beantragt werden. Seit dem 1. April 2015 reicht der Nachweis des Standorts des Fahrzeugs gegenüber der Zulassungsstelle aus. Für die Erteilung eines Kurzzeitkennzeichens fällt eine bundeseinheitliche Gebühr von insgesamt 13,10 Euro an. Die Gebühr setzt sich aus 10,20 Euro für die Zuteilung des Kurzzeitkennzeichens + 2,60 Euro für das Kraftfahrtbundesamt + 0,30 Euro für ein Klebesiegel zusammen. (Geb.-Nr. 221.4, Geb.-Nr. 124, Geb.-Nr. 233 der Anlage zur Gebührenordnung für Maßnahmen im Straßenverkehr). Die Gebühr kann sich noch um bis zu 0,60 Euro erhöhen, wenn aufgrund der technischen Eintragungen noch bis zu zwei Beiblätter ausgestellt werden.

#### Aussehen
Das Kennzeichen enthält das Standard-Unterscheidungszeichen des Zulassungsbezirks (keine Alternative) und eine Nummer, die mit 03 (seit 1. März 2007) oder 04 beginnt. Die amtliche Stempelplakette ist blau (und meist aus der alten Version der jeweiligen Zulassungsplakette abgeleitet), und das Kennzeichen hat kein Eurofeld am linken Rand (Anlage 4 FZV, relevant sind Abschnitt 1 sowie 6 und 7).

#### Geschichte/Vorläufer
Das Kurzzeitkennzeichen in seiner heutigen Form löste 1998 das rote 04er-Kennzeichen ab, das sich Privatleute von der Zulassungsstelle für maximal fünf Tage geben lassen konnten und zurückgeben mussten. Nachdem der Missbrauch von Kurzzeitkennzeichen stark angestiegen und eine Zunahme des Handels mit Kurzzeitkennzeichen festzustellen gewesen war, gab es zum 1. April 2015 eine Gesetzesänderung. Seither wird das Kurzzeitkennzeichen erst zugeteilt, wenn das Fahrzeug einem genehmigten Typ entspricht oder eine Einzelgenehmigung erteilt ist und eine Kraftfahrzeug-Haftpflichtversicherung besteht. Durch den Fahrzeugbezug kann das Kurzzeitkennzeichen nicht mehr an einem anderen Fahrzeug verwendet werden.

#### Ausland
Die Zuteilung eines Kurzzeitkennzeichens ist ein nationaler Verwaltungsakt, und somit ist die Anbringung eines Kurzzeitkennzeichens an ein Fahrzeug unzulässig, das sich im Ausland befindet, um dieses beispielsweise nach Deutschland zu überführen (verbotene Fernzulassung).
Für Auslandsfahrten werden die nationalen Zulassungsdokumente durch die Teilnehmerstaaten des Wiener Übereinkommens über den Straßenverkehr gegenseitig anerkannt. Allerdings sind Kurzzeitkennzeichen und der entsprechende Fahrzeugschein genau genommen keine offiziellen Zulassungsdokumente, da damit eine Nutzung von Fahrzeugen außerhalb des Zulassungsverfahrens gestattet wird, die in dieser Form nicht unter das Straßenverkehrsübereinkommen fällt. Deshalb können für Kurzzeitkennzeichen im Ausland andere Regeln gelten als für reguläre Kennzeichen.
Innerhalb der Europäischen Union ist die Teilnahme am grenzüberschreitenden öffentlichen Straßenverkehr grundsätzlich zu gestatten. Gründe zur Verweigerung können Mängel in der Verkehrssicherheit, Fahrzeugdiebstahl oder die Ungültigkeit der Zulassungsbescheinigung sein.

### Ausfuhrkennzeichen

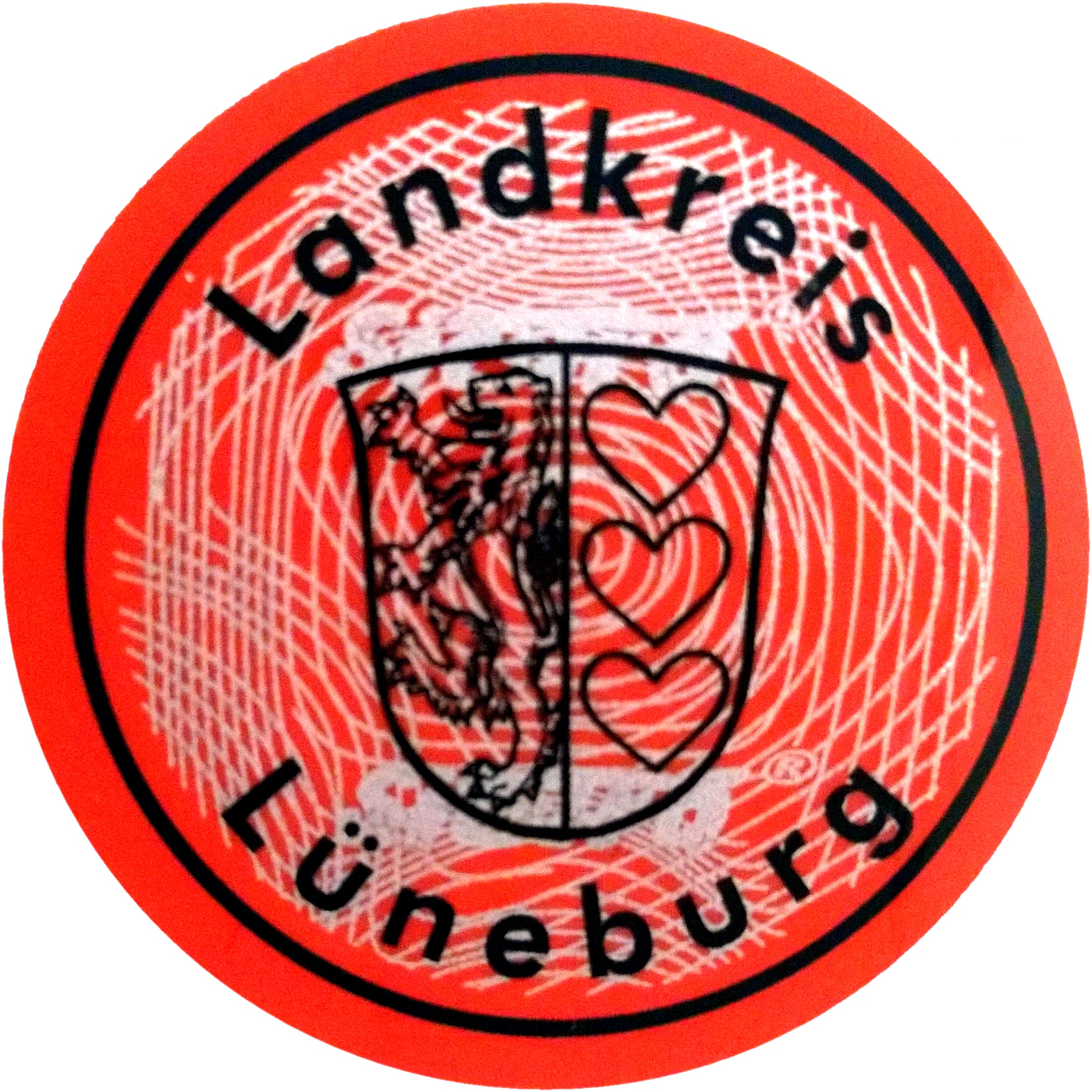
Stempelplakette eines Ausfuhrkennzeichens des Landkreises Lüneburg

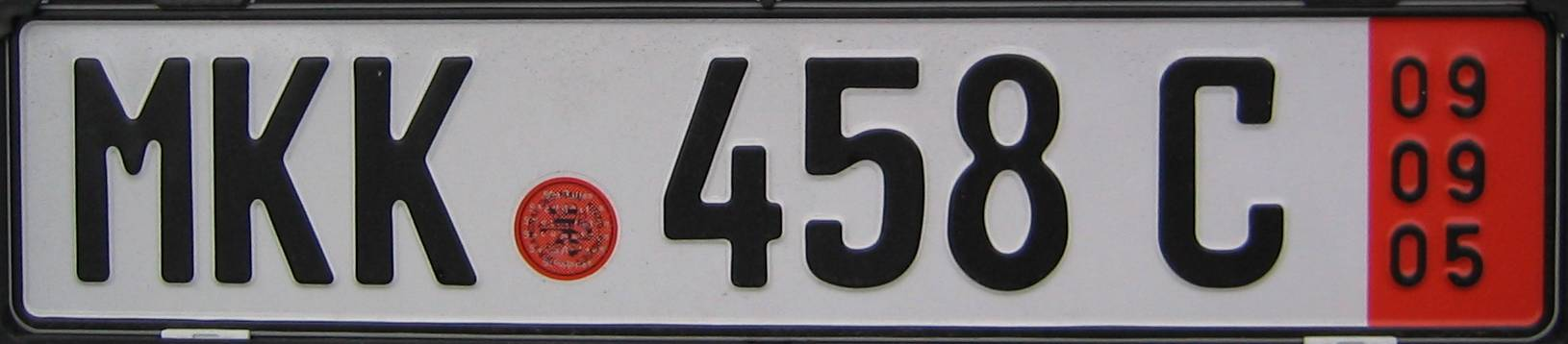
Gegenwärtiges Ausfuhrkennzeichen

Internationale Kurzzeitzulassungen mit rotem Rand auf der rechten Seite sind Zulassungen zu Überführungszwecken ins Ausland. Das Datum auf dem roten Streifen am rechten Rand bezeichnet nicht die Gültigkeitsdauer der Kennzeichen und des zugehörigen Fahrzeugbriefes, die immer zwölf Monate betragen, sondern das Ablaufdatum des in Deutschland gültigen Versicherungsschutzes. Das Fahrzeug muss vor Ablauf des angegebenen Datums ins Ausland ausgeführt worden sein und darf auf deutschen Straßen anschließend nicht mehr bewegt werden. So werden im Ausland teilweise Fahrzeuge mit abgelaufenen Daten des Versicherungsschutzes geführt. Dort muss dann unter Umständen eine neue Versicherung beantragt werden. Anfangs war auf der roten Nummer das Ablaufdatum nur auf den Monat genau angegeben, später wurde auf eine tagesgenaue Angabe umgestellt.
Das Kennzeichen enthält das Kürzel des Zulassungsbezirkes, eine rote Stempelplakette (die meist aus der alten Version der jeweiligen Zulassungsplakette abgeleitet ist) und eine Nummer mit zwei bis vier Ziffern, gefolgt von einem Buchstaben, der die laufende Serie angibt und keine besondere Bedeutung hat. Ironischerweise gehören diese internationalen Kennzeichen zu den wenigen Kennzeichentypen, die es nicht mit dem Europa-Merkmal (Sternenkranz) und der Landeskennung gibt.

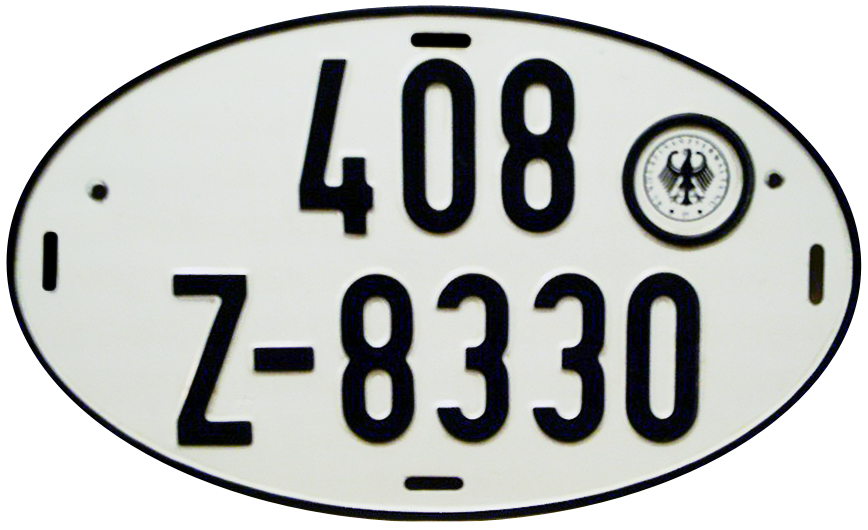
Ausfuhrkennzeichen (alt)

Von 1910 bis 1988 hatte das Kennzeichen die Form eines ovalen Schildes, das ein Siegel der Zollbehörde trug. Dieses Siegel enthielt früher den Reichsadler und später den Bundesadler. Eine Ausnahme bezüglich des Siegels stellte West-Berlin dar, da es bis 1990 kein formeller Bestandteil der Bundesrepublik war.
Die alten, ovalen Kennzeichen hießen Zollkennzeichen und hatten jahrzehntelang eine Doppelfunktion als
- Ausfuhrkennzeichen im heutigen Sinn, und
- Zollkennzeichen für ausländische Fahrzeuge, die nach Deutschland einreisten.

Das ausländische Kennzeichen musste dazu abgeschraubt oder verdeckt und durch das Zollkennzeichen ausgetauscht werden. Beim Verlassen Deutschlands gab man das Zollkennzeichen an der Grenze wieder ab. Durch internationale Verträge entfiel diese Funktion nach und nach.

### Diplomatenkennzeichen

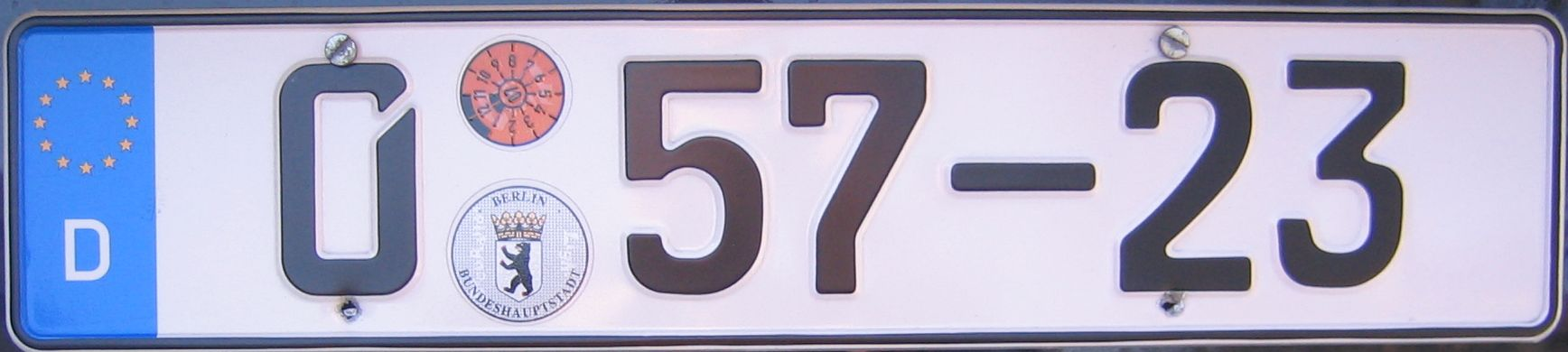
Diplomatenkennzeichen der indonesischen Botschaft

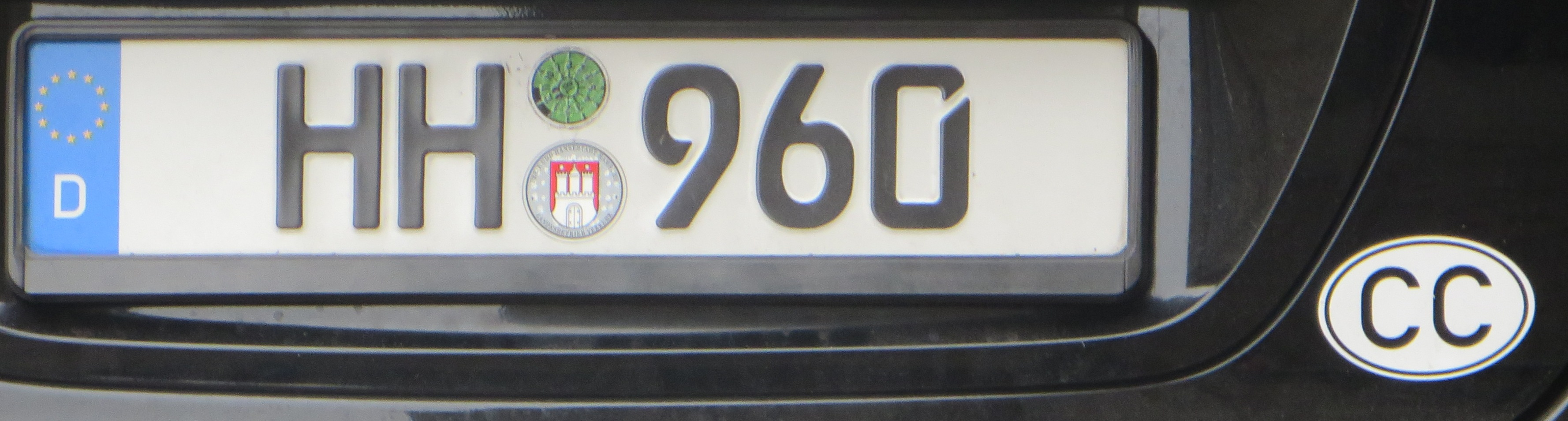
Ovales Corps-Consulaire-Kennzeichen in Hamburg

Fahrzeugkennzeichen des diplomatischen Corps beginnen mit der Ziffer Null (Botschafter und gleichgestellte Personen) oder dem Kennzeichen des Zulassungsbezirkes (üblicherweise B oder BN, sonstiges Botschaftspersonal und Konsulate).
Rechts der Plaketten besitzen diese Kennzeichen einen Ländercode und nachfolgend eine ein- bis dreistellige Zahl, die üblicherweise im Zusammenhang mit dem Rang des Inhabers steht. Kleinere Zahlen bezeichnen in der Regel einen höheren Rang. Diplomatische Kennzeichen werden nicht nur an Personal von Botschaften, sondern auch an Mitarbeiter zahlreicher internationaler (zwischenstaatlicher) Organisationen ausgegeben, jedoch nicht an deutsche Staatsbürger. Als personengebundene Kennzeichen beschränken sie die Benutzung entsprechender Fahrzeuge auf Inhaber eines diplomatischen Ausweises (der unter Umständen auch an Familienangehörige ohne eigenes Einkommen ausgestellt wird, jedoch auch nicht an Deutsche) und Fahrer im Dienst der jeweiligen diplomatischen Missionen. Diplomaten von sehr niedrigem Rang, beispielsweise Honorarkonsule, erhalten keine Diplomatenkennzeichen, dürfen aber einen CC-Aufkleber (Corps Consulaire) anbringen und können je nach Standort ein – einem Behördenkennzeichen ähnelndes – Kennzeichen mit dem Kürzel des Zulassungsbezirks und einer mit 9 beginnenden Ziffernfolge erhalten.
Wird ein Diplomatenkennzeichen gestohlen oder ist aus anderen Gründen abhandengekommen, bekommt das Fahrzeug eine Alias-Nummer: Das bisherige Kennzeichen wird durch den Buchstaben A ergänzt und das bisherige Kennzeichen für ungültig erklärt, bis die Sperrfrist von einem Jahr abgelaufen ist. Dann darf die Zulassungsstelle es wieder ausgeben. Wird auch die Alias-Nummer vermisst, kommt der Zusatzbuchstabe B zum Einsatz usw.

### Kennzeichen der NATO

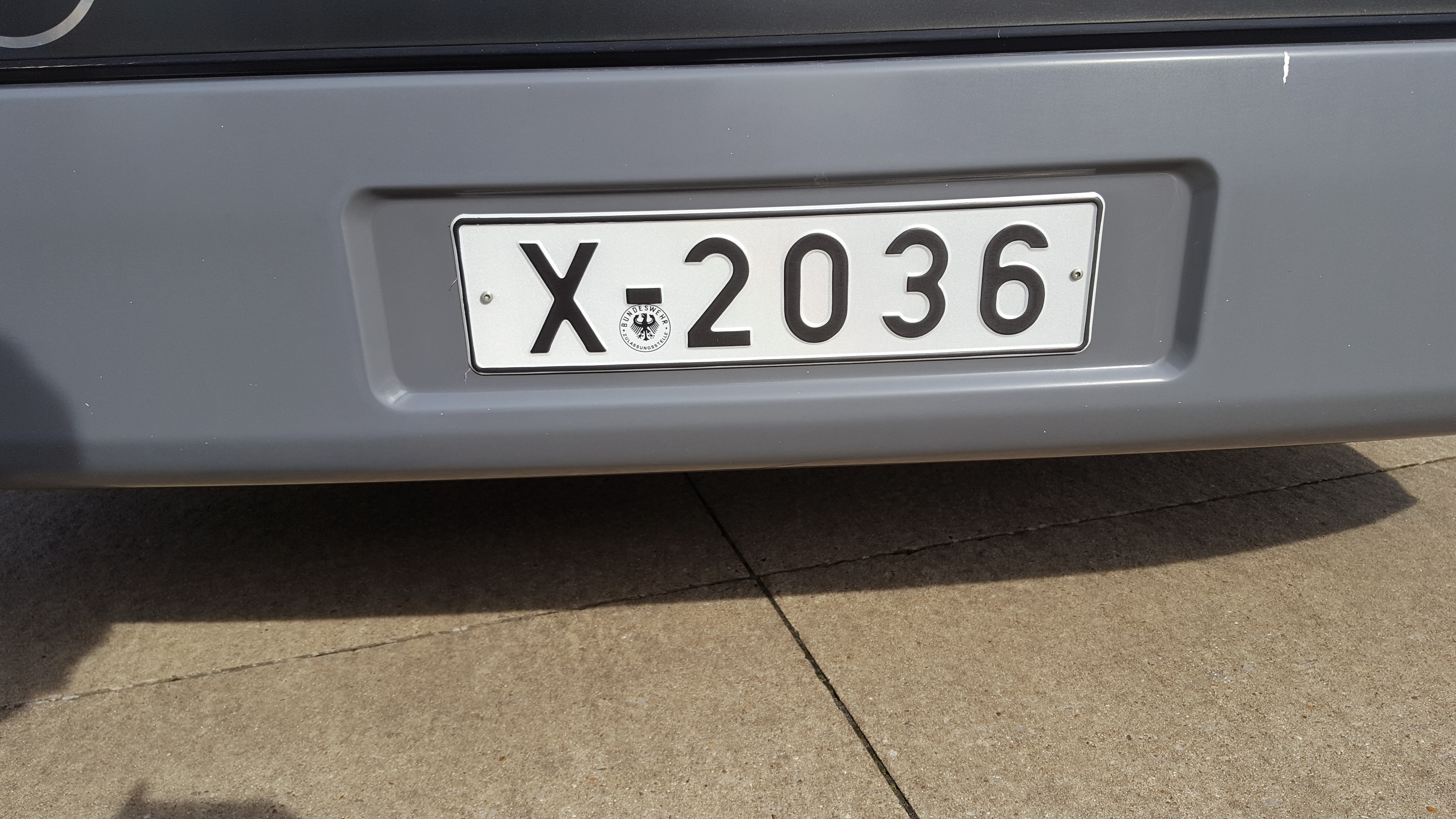
X-Kennzeichen auf dem NATO-Flugplatz Geilenkirchen

Internationale Hauptquartiere der NATO in Deutschland führen auf den amtlichen Kennzeichen ihrer Dienstfahrzeuge als Unterscheidungszeichen ein X, dem eine vierstellige Zahl folgt. Auch wenn § 75 FZV die Aufgaben der Zulassungsbehörde für diese Fahrzeuge dem Zentrum Kraftfahrwesen der Bundeswehr übertragen hat, sind Fahrzeuge mit einem X-Kennzeichen keine Dienstfahrzeuge der Bundeswehr. Die Zulassung und technische Überwachung der Fahrzeuge erfolgen nach den Vorschriften der StVZO, der Fahrzeug-Zulassungsverordnung, dem Kraftfahrzeugsachverständigengesetz und der 15. Ausnahmeverordnung zur Straßenverkehrszulassungsordnung.
Danach müssen die mit X gekennzeichneten Fahrzeuge zur regulären Hauptuntersuchung und Untersuchung des Motormanagements und Abgasreinigungssystems. Die Sicherheitsprüfung kann aber auch von Werkstätten der Bundeswehr durchgeführt werden. Damit stehen diese Fahrzeuge im Gegensatz zu denen der Bundeswehr mit dem Kennzeichen Y, die im Rahmen der Technischen Materialprüfung (TMP) von Fachpersonal der Bundeswehr geprüft werden.
Auch diese Schilder müssen nicht reflektierend sein und es gibt sie nicht in der Euro-Version. Es gibt auch rote Kennzeichen, die mit X beginnen.

### Weitere Militärkennzeichen
In Frankreich stationierte Angehörige der Bundeswehr (deutsche Soldaten und deren ziviles Gefolge, d. h. Bundeswehrverwaltung bzw. berechtigte Familienangehörige) haben ein eigenes Nummernschild, das mit DF beginnt und weiße Schrift auf schwarzem Grund hat. Darauf folgen vier Ziffern von 0001 bis 9999. Das Kürzel DF ist ein sogenanntes französisches Domänenkennzeichen (Staatskennzeichen) und bedeutet Douanes Françaises. Es handelt sich damit um ein Zollausschlusskennzeichen.

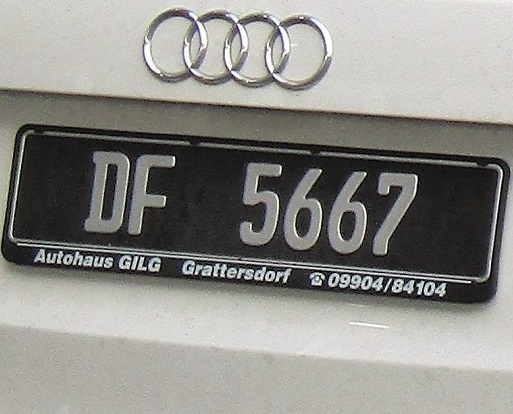
Kennzeichen für Angehörige der Bundeswehr in Frankreich

In den Niederlanden stationierte deutsche Soldaten haben dort auch ein eigenes Kennzeichen. Es hat gelbe Schrift auf schwarzem Grund und beginnt mit AF. Seit der Änderung des Seedorfer-Vertrages sieht das Kennzeichen anders aus: Es hat schwarze Schrift auf gelbem Grund und ist von normalen niederländischen Kennzeichen nicht zu unterscheiden.

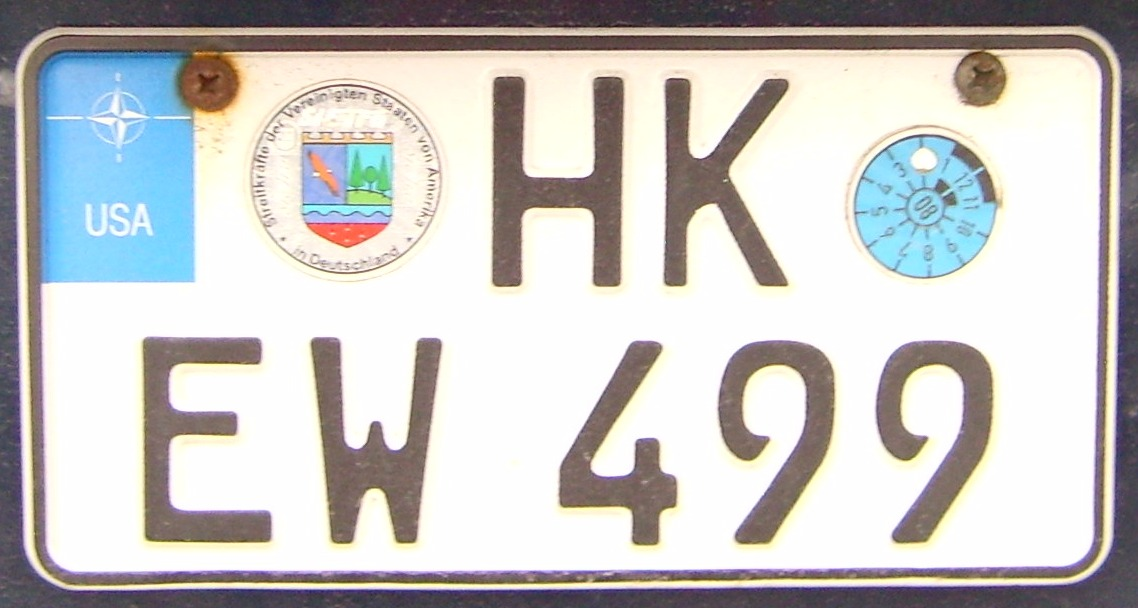
Ehemaliges Kennzeichen für Angehörige der US-Streitkräfte

Auch die in Deutschland stationierten Soldaten der US-Streitkräfte verwendeten in den Jahren 2000 bis 2005 ein Nummernschild, das mit dem deutschen bis auf den Inhalt des Eurobandes identisch ist (sogenanntes Lookalike-Kennzeichen; mit AD, AF oder HK beginnend; das heutige Kennzeichen HK für den Heidekreis existierte bis 2011 noch nicht). Aufgrund von Sicherheitsbedenken wird seit Ende 2005 ein reguläres deutsches Kennzeichen des jeweiligen Zulassungsbezirks verwendet, in dem der Soldat wohnt bzw. seinen Dienstsitz hat. Für Dienstfahrzeuge wird weiterhin die Kennung IF verwendet. Weiterhin wird QQ für Überführungskennzeichen verwendet sowie T für rote Nummernschilder.
Als temporäre Kennzeichen mit roter Nummer werden auch Kennzeichen mit dem Buchstaben T, gefolgt von einer Abkürzung für die ausgebende Garnison und einer fünfstelligen Zahl herausgegeben, beispielsweise T GR 00042 aus dem Bereich Grafenwöhr oder T HS 00150 für Hohenfels.
| Kürzel | Garnison      | Kürzel | Garnison       |
| ------ | ------------- | ------ | -------------- |
| T A    | Ansbach       | T HS   | Hohenfels      |
| T BA   | Bamberg       | T I    | Ingolstadt     |
| T BH   | Baumholder    | T K    | Kaiserslautern |
| T BR   | Bruchsal      | T MA   | Mannheim       |
| T BW   |               | T S    | Stuttgart      |
| T GK   | Geilenkirchen | T SP   | Spangdahlem    |
| T GR   | Grafenwöhr    | T SW   | Schweinfurt    |
| T H    | Heidelberg    | T W    | Wiesbaden      |

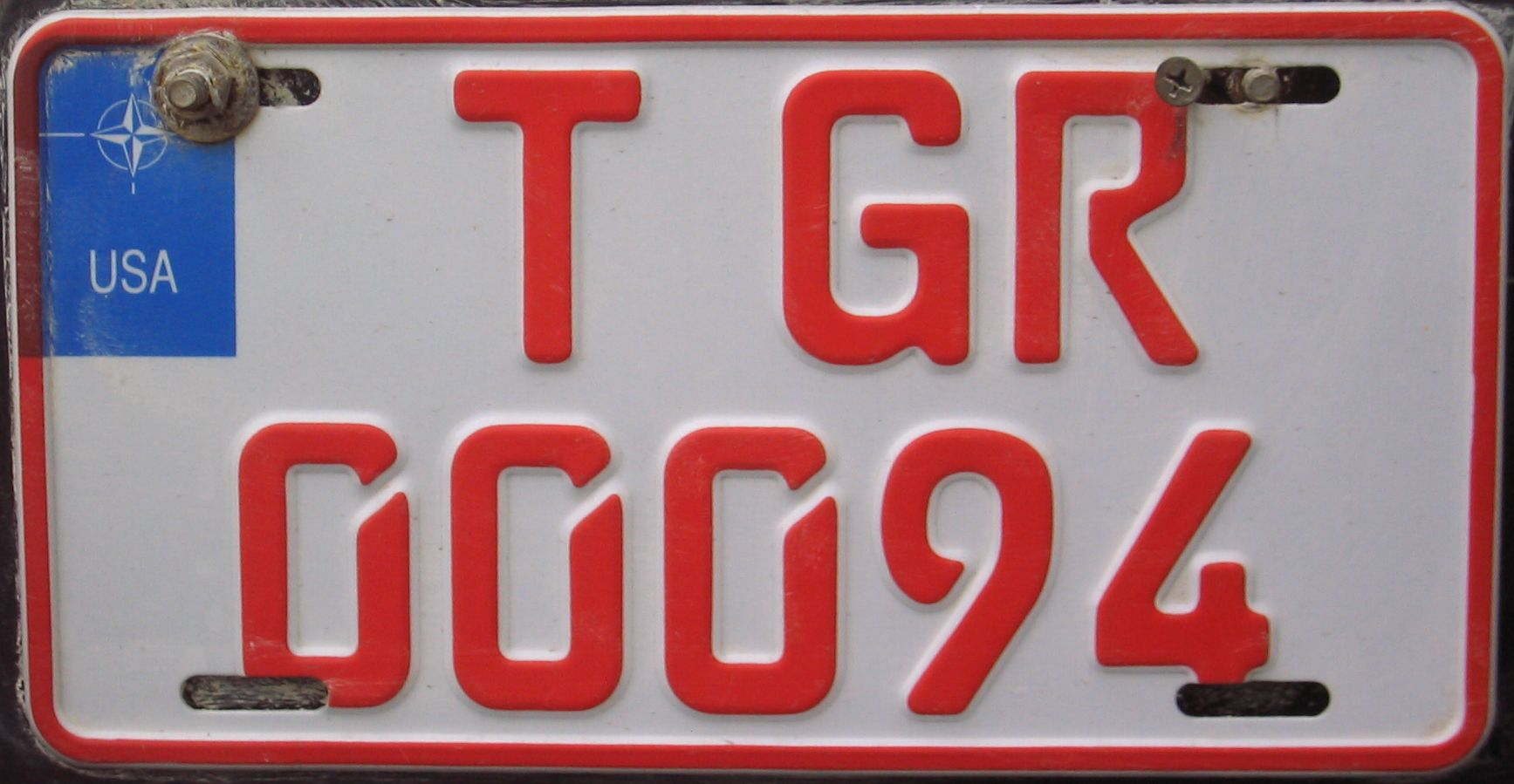
Temporäres Kennzeichen der US-Streitkräfte (GR = Grafenwöhr)

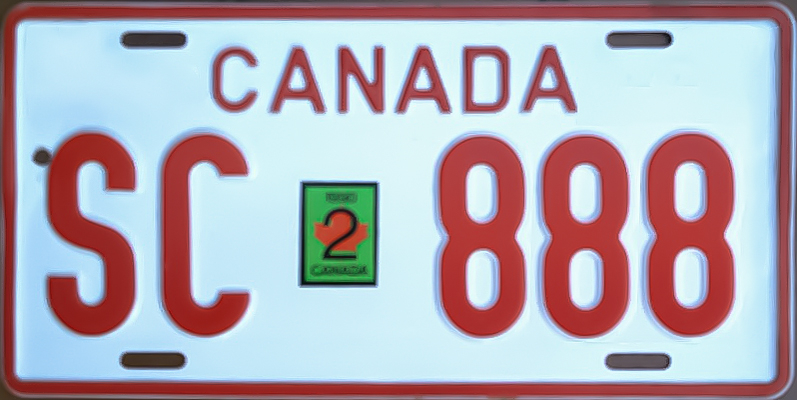
Kennzeichen für kanadische Militärangehörige

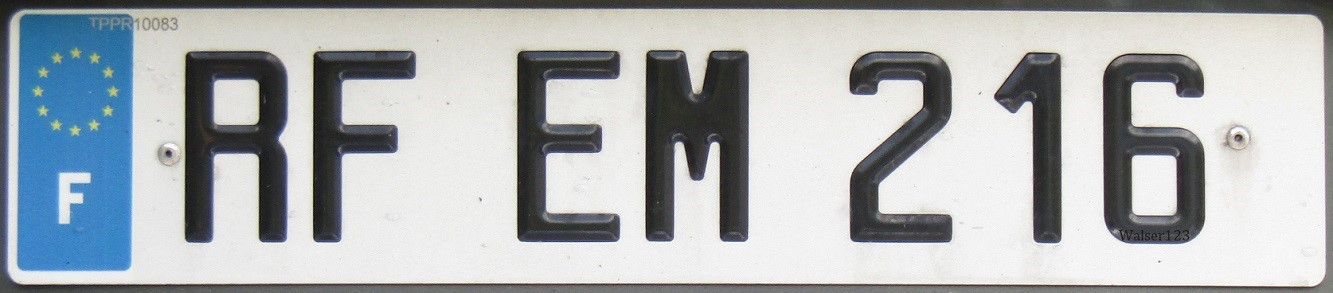
Kennzeichen für französische Militärangehörige seit 2016 (RF steht für République Française)

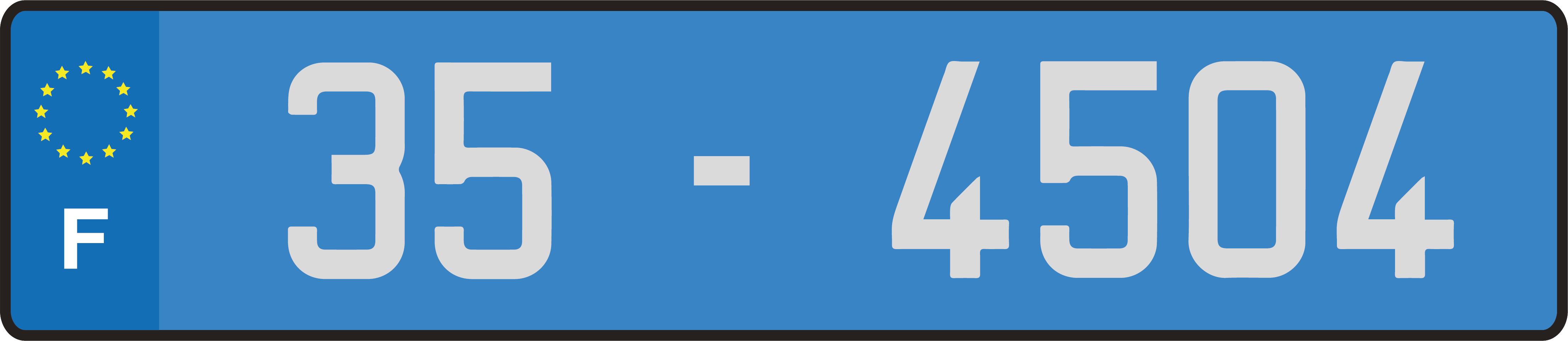
Altes Kennzeichen für französische Militärangehörige

Für die Soldaten folgender Länder, die in Deutschland stationiert sind bzw. waren, existieren eigene Kennzeichen:
- Belgien (weiße Schrift auf schwarzem Grund) – seit dem Abzug der belgischen Streitkräfte in Deutschland im Jahr 2004 nur noch vereinzelt für militärische Verbindungselemente zu sehen. Diese Kennzeichen wurden mittlerweile durch weiße Kennzeichen mit roter Schrift ersetzt (landestypisch) und haben die feste Kombination B–123–X (vorangestelltes B, gefolgt von beliebiger dreistelliger Zahl sowie einem Buchstaben von A bis Z).
- Frankreich (schwarze Schrift auf weißem Grund) – seit dem Abzug der französischen Streitkräfte in Deutschland im Jahr 1999 nur noch Angehörigen des französischen Anteils an der Deutsch-Französischen Brigade, Angehörigen von französischen militärischen Verbindungselementen in Deutschland und Angehörigen der letzten französischen Einheiten in Saarburg (Landkreis Trier-Saarburg) sowie französischen Angehörigen von in Deutschland stationierten NATO-Einheiten vorbehalten.
- Großbritannien gibt für diesen Fall keine gesonderten Kennzeichen mehr heraus. Die Soldaten verwenden dort das reguläre britische Nummernschild, aber auch deutsche Kennzeichen.
- Kanada (rote Schrift auf weißem Grund), zwei Buchstaben und drei Ziffern, häufig mit der Vergabe der zwei Buchstaben in Verbindung mit dem Stationierungsort (beispielsweise WE bei Fahrzeugen von Angehörigen der Streitkräfte, die in Wesel stationiert sind).
- Niederlande (weiße Schrift auf schwarzem Grund).

## Verschiedenes

### Ausbau des Systems
Das ab 1956 in Westdeutschland und West-Berlin eingeführte System sollte ausreichend sein für einen erwarteten erheblichen Zuwachs an Kraftfahrzeugen bei gleichzeitiger Anpassungsfähigkeit an veränderte europapolitische Gegebenheiten. So konnten die Kreise in der ehemaligen DDR 1991 ohne größere Schwierigkeiten in das System übernommen werden. Dazu hatte beigetragen, dass nach Aussage von Verkehrsminister Hans-Christoph Seebohm in der Bundesratssitzung am 24. Februar 1956 das System problemlos auf „Mitteldeutschland ausgedehnt und angewandt werden“ könne. In diesem Zusammenhang mag das sogenannte Ostzonenverzeichnis entstanden sein. In Letzterem waren auch die Deutschen Ostgebiete enthalten, auf welche die Bundesrepublik Deutschland zum damaligen Zeitpunkt noch Anspruch erhob. Nach dem völkerrechtlichen Verzicht auf diese Gebiete sind diese Vorstellungen hinfällig.
Im Kontext mit der Gründung der Stadt Lahn wurde 1977 entschieden, als Unterscheidungszeichen für die Stadt und den Lahn-Dill-Kreis das L zu nutzen, obwohl dessen Verwendung im Falle einer Wiedervereinigung für die Stadt und den Landkreis Leipzig nahe lag. Dass es dazu kommen würde, erschien damals unvorstellbar. Auch nachdem die Stadt Lahn wieder aufgelöst worden war, blieb das Unterscheidungszeichen für den Lahn-Dill-Kreis erhalten. Erst am 1. November 1990 erhielt dieser die neue, bis heute gültige Kennung LDK. Bei der Einführung des L in Leipzig und im gleichnamigen Landkreis behalf man sich damit, dass für Leipziger Kennzeichen die im Lahn-Dill-Kreis noch nicht ausgegebenen Nummerngruppen, vor allem die damalige Gruppe IIIb – heute Gruppe e – (siehe oben unter Erkennungsnummer), verwendet wurden.
Mit der Gebietsreform in Sachsen-Anhalt 2007 wurden wiederum auslaufende Unterscheidungszeichen neu vergeben: HZ wurde ursprünglich vom 1. Januar 1991 bis zum 31. Dezember 1993 für den Kreis Herzberg (Brandenburg, heute: Landkreis Elbe-Elster) ausgegeben und wird seit dem 1. Juli 2007 für den Landkreis Harz verwendet, ebenso wie BK bis zum 31. Dezember 1972 für den ehemaligen Landkreis Backnang (Baden-Württemberg) und seit dem 1. Oktober 2007 für den Landkreis Börde in Haldensleben.
Die Verkehrsministerkonferenz der Länder empfahl im April 2011, die Wiedereinführung von auslaufenden Kfz-Kennzeichen durch eine Änderung der Fahrzeug-Zulassungsverordnung möglich zu machen. Bundesverkehrsminister Peter Ramsauer stellte im August 2012 in Aussicht, dass die Städte und Gemeinden ihre Unterscheidungszeichen künftig frei wählen dürfen. Neben der Wiedereinführung von Altkennzeichen sollte dann auch die Einführung völlig neuer Unterscheidungszeichen möglich sein. Die entsprechende Verordnung beschloss der Bundesrat am 21. September 2012, allerdings mit der Einschränkung, entsprechend der Forderung der Verkehrsministerkonferenz lediglich auslaufende Unterscheidungszeichen wieder zuzulassen. Die diesbezügliche Erste Verordnung zur Änderung der Fahrzeug-Zulassungsverordnung und anderer straßenverkehrsrechtlicher Vorschriften wurde am 25. Oktober 2012 im Bundesgesetzblatt verkündet und trat am 1. November 2012 in Kraft.
Entscheidend für diesen Beschluss war unter anderem die Initiative Kennzeichenliberalisierung der Hochschule Heilbronn. Die Initiative hatte von 2010 bis 2012 über 50.000 Personen in über 200 Städten befragt, ob sie eine Wiedereinführung der alten Kennzeichen wünschen. Die Auswertung der Umfrageergebnisse hatte danach ergeben, dass sich mehr als 72 Prozent der befragten Personen die Wiedereinführung der alten Kennzeichen wünschen.
In allen Flächenländern wurden daraufhin ab dem 9. November 2012 ehemals auslaufende Unterscheidungszeichen wiedereingeführt. Da Anträge für die Wiedereinführung von Altkennzeichen jederzeit möglich sind, ändert sich die Anzahl der Wiedereinführungen stetig.

### Unerwünschte Erkennungsnummern

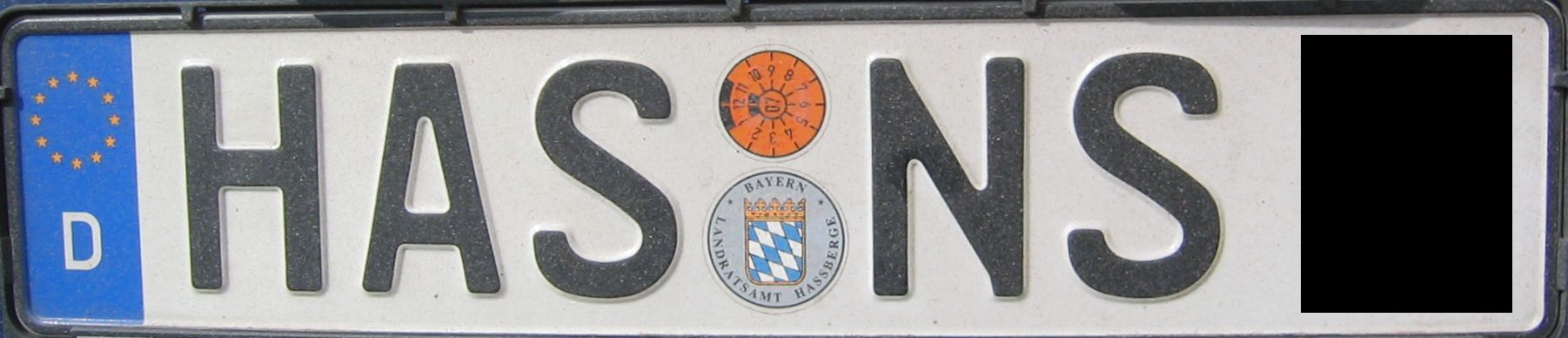
Beispiel einer unerwünschten Erkennungsnummer (hier NS), die dennoch vergeben wurde

Nach § 9 der Fahrzeug-Zulassungsverordnung sind Unterscheidungszeichen, Erkennungsnummern sowie Kombinationen aus Unterscheidungszeichen und Erkennungsnummern, die gegen die guten Sitten verstoßen, unzulässig. Die Verwaltungsvorschrift zur Fahrzeug-Zulassungsverordnung empfiehlt den Zulassungsstellen, keine Buchstabenpaare zu vergeben, die auf nationalsozialistische Organisationen Bezug nehmen. Dies sind: HJ (Hitlerjugend), KZ (Konzentrationslager), NS (Nationalsozialismus), SA (Sturmabteilung) und SS (Schutzstaffel).
AH (Adolf Hitler), HH (Heil Hitler) und SD (Sicherheitsdienst) werden nur von wenigen Zulassungsbehörden nicht ausgegeben. IS (Islamischer Staat) wird in Düsseldorf, im Rhein-Sieg-Kreis, im Landkreis Marburg-Biedenkopf und in Darmstadt nicht mehr vergeben. Weiterhin sind Kombinationen mit dem Zulassungsbezirk unerwünscht, wenn diese eine der o. g. Kombinationen ergibt. Für Stuttgart werden beispielsweise die Erkennungszeichen A, S, und D, für Köln wird Z nicht vergeben. Allerdings wurde in Einzelfällen hiervon abgewichen: So war im Zulassungsbezirk der Region Hannover J ein zulässiger und vom zuständigen Minister nicht weiter beanstandeter Erkennungsbuchstabe. Zwischenzeitlich wurden Kennzeichen mit J nicht mehr, aber aktuell wieder ausgegeben. Weitere nicht vergebene Buchstabenkombinationen sind in Stuttgart S ED (Sozialistische Einheitspartei Deutschlands), in Nürnberg N PD (Nationaldemokratische Partei Deutschlands) und N SU, im Landkreis Nürnberger Land N S, im Kreis Warendorf WAF FE, im Saalekreis SK IN (Skinhead), im Kreis Steinburg IZ AN (‚NAZI‘ rückwärts gelesen), im Kreis Dithmarschen HEI L, im Rhein-Sieg-Kreis SU FF. Der Landkreis Regensburg in Bayern vergab entgegen den Empfehlungen des Bundesverkehrsministeriums bis Anfang Oktober 2012 noch das Buchstabenpaar NS. Erst nachdem eine lokale Zeitung die Behörde darauf aufmerksam gemacht hatte, wurden solche Kennzeichen nicht mehr vergeben. Der Landkreis Schwandorf hat nach der Wiedereinführung des Unterscheidungszeichens BUL die Buchstabenkombination BUL LE als mögliche Beleidigung für anstößig befunden und gibt diese nicht aus. Im Gegensatz dazu vergibt das Straßenverkehrsamt Aachen das Buchstabenpaar AB und damit die Kombination AC AB (All Cops Are Bastards – ‚Alle Polizisten sind Bastarde‘). Im Kreis Wesel wird auf die Kombination MO RD verzichtet.
In Brandenburg werden seit Juni 2010 von den dortigen Kfz-Zulassungsstellen keine Kennzeichen mehr neu vergeben, die mit Adolf Hitler, dem Hitlergruß bzw. ähnlichen rechtsextremen Symbolen assoziiert werden können. Betroffen sind Kennzeichen, die auf 88, 888, 8888, 188, 1888 sowie 8818 enden. Auch die Kombinationen HH 18 sowie AH 18 werden seitdem nicht mehr ausgegeben.
In Baden-Württemberg werden seit Februar 2021 die Kombinationen 1488 (Fourteen Words Heil Hitler), HH 18 (Heil Hitler Adolf Hitler), AH 18, HH 88 und AH 88 nicht mehr ausgegeben.

### Wunschkennzeichen

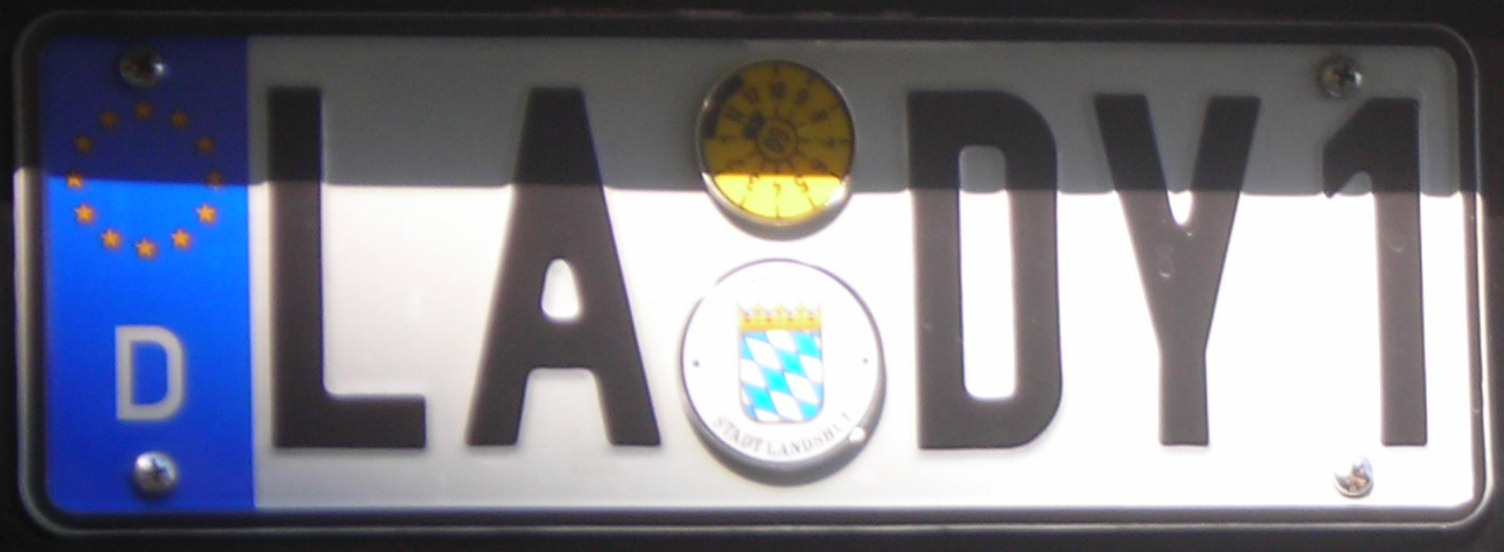
Beispiel für ein Wunschkennzeichen

In Deutschland können Wunschkennzeichen seit dem 6. November 1991 beantragt werden. Die bundeseinheitliche Gebühr, um ein Wunschkennzeichen zu erhalten, betrug bei ihrer Einführung 20 DM und beträgt derzeit 10,20 Euro (Geb.-Nr. 221 der Anlage zur Gebührenordnung für Maßnahmen im Straßenverkehr). Fast alle Zulassungsstellen bieten inzwischen eine Online-Reservierung an. Für eine derartige Vorabreservierung fällt grundsätzlich eine zusätzliche Gebühr von 2,60 Euro an, wodurch die Gesamtgebühren 12,80 Euro für ein Wunschkennzeichen mit Vorabreservierung betragen.

### Besondere Zulassungsbezirke
Bereits vor Inkrafttreten der Änderung der Fahrzeug-Zulassungsverordnung, mit der seit dem 1. November 2012 die Vergabe mehrerer Unterscheidungszeichen innerhalb eines Zulassungsbereiches möglich gemacht wurde (Kennzeichenliberalisierung), gab es eine ganze Reihe von Besonderheiten bei der Zuweisung von Unterscheidungszeichen:

#### Baden-Württemberg
Die Gemeinde Büsingen am Hochrhein (Kennzeichen BÜS, zum Landkreis Konstanz mit dem Kennzeichen KN gehörend) hat als deutsche Exklave in der Schweiz seit dem 1. Januar 1968 ein eigenes Unterscheidungszeichen zur Erleichterung der Grenzkontrollen. Vergeben werden nur die Buchstaben-Kombinationen BÜS-A (verzollte Fahrzeuge) und BÜS-Z (innerhalb von zwei Jahren zu verzollen).

#### Baden-Württemberg/Sachsen-Anhalt
Zwischen dem ehemaligen Landkreis Backnang in Baden-Württemberg und dem Landkreis Börde in Sachsen-Anhalt kommt es zu einer Doppelung. 2007 erhielt der Bördekreis das Unterscheidungszeichen BK, das bis 1972 der Kreis Backnang verwendet hatte.
Mit der Kennzeichenliberalisierung ist es seit dem 2. Dezember 2013 im Rems-Murr-Kreis und seit dem 1. September 2018 im Landkreis Schwäbisch Hall möglich, optional wieder das Unterscheidungszeichen BK zu verwenden. Damit wird erstmals ein Unterscheidungszeichen gleichzeitig in zwei Bundesländern ausgegeben.

#### Bayern
Die kreisfreie Stadt Coburg und der Landkreis Coburg haben zum 1. Dezember 2014 den Zweckverband Zulassungsstelle Coburg gebildet. Die seitdem neu zugelassenen Fahrzeuge können nicht mehr nach dem Zulassungsbezirk Stadt oder Landkreis unterschieden werden.
Das in Zusammenhang mit der Liberalisierung wieder eingeführte Kennzeichen in Waldmünchen ist bundesweit der einzige Fall mit einem „Buchstaben-Dreher“. Entsprechend dem Ortsnamen müsste es WMÜ lauten. Wegen der Aussprechbarkeit und Verständlichkeit im Polizeifunk wurde seinerzeit WÜM daraus.

#### Land Bremen
Im Land Bremen führen die kreisfreien Städte Bremen und Bremerhaven mit HB das gleiche Unterscheidungszeichen, obwohl sie etwa 60 Kilometer auseinanderliegen. Zur Unterscheidung haben die Bremerhavener Kennzeichen immer einen Buchstaben und vier Ziffern (Gruppe d; siehe oben unter Erkennungsnummer).

#### Hessen
Hanau durfte als kreisangehörige Stadt mit Sonderstatus im Main-Kinzig-Kreis am 1. Juni 2005 das Kennzeichen HU behalten, während alle anderen Gemeinden des Landkreises, der seinen Sitz von Hanau nach Gelnhausen verlagerte, die Kennung MKK erhielten. Im Rahmen der Kennzeichenliberalisierung sind im gesamten Landkreis außerhalb der Sonderstatusstadt Hanau seit dem 2. Januar 2013 optional auch die Unterscheidungszeichen GN (Gelnhausen) und SLÜ (Schlüchtern) erhältlich, sowie seit dem 15. Juni 2016 auch wieder das Unterscheidungszeichen HU (Hanau).
Die Sonderstatusstadt Wetzlar im Lahn-Dill-Kreis wurde am 1. Juli 2012 Träger einer eigenen Zulassungsbehörde und erhielt das eigene bereits vor der Kreisgebietsreform in Hessen vom Landkreis Wetzlar geführte Unterscheidungszeichen WZ.
Auf ähnlicher Grundlage strebt die kreisangehörige Sonderstatusstadt Rüsselsheim seit 2011 an, ein eigenes Unterscheidungszeichen zu erhalten, bislang jedoch ohne Erfolg.
Die kreisfreie Stadt Kassel und der Landkreis Kassel haben mit einer öffentlich-rechtlichen Vereinbarung ab 1. Juli 2003 eine gemeinsame Zulassungsstelle unter der organisatorischen Zuordnung zur Stadt Kassel gebildet. Seit der Freigabe der Kennzeichenkombination KS XX 1234 zur Zulassung können auch die bisher nur der Stadt (KS XX 123) oder dem Landkreis (alle anderen Kombinationen) zugeordnete Kennzeichen jeweils auch im anderen Zulassungsbezirk zugeteilt werden. Die seitdem neu zugelassenen Fahrzeuge können nicht mehr nach dem Zulassungsbezirk Stadt oder Landkreis unterschieden werden.

#### Hessen/Sachsen
Zwischen dem Lahn-Dill-Kreis und der von 1977 bis 1979 bestehenden kreisfreien Stadt Lahn in Hessen sowie der kreisfreien Stadt und dem Landkreis Leipzig (1994 bis 2008 Landkreis Leipziger Land) in Sachsen bestand mit dem Unterscheidungszeichen L eine Dopplung. Die bis zum 31. Oktober 1990 ausgegebenen hessischen Kennzeichen behalten ihre Gültigkeit unbegrenzt weiter.

#### Mecklenburg-Vorpommern
Nach der Kreisgebietsreform Mecklenburg-Vorpommern 2011 behielten die ehemaligen kreisfreien Städte Greifswald, Neubrandenburg, Stralsund und Wismar ihre früheren Unterscheidungszeichen HGW, NB, HST bzw. HWI, während die neugebildeten Landkreise neue Unterscheidungszeichen erhielten. Anfangs behielt auch die Insel Rügen ihr ehemaliges Unterscheidungskennzeichen RÜG, das aber später in ein Alternativkennzeichen für den gesamten Landkreis Vorpommern-Rügen (mit Ausnahme der Hansestadt Stralsund) umgewandelt wurde.

#### Nordrhein-Westfalen
Die Städteregion Aachen hat eine gemeinsame Zulassungsstelle für die kreisfreie Stadt Aachen und die kreisangehörigen Städte und Gemeinden auf dem Stadtgebiet von Würselen installiert. Es werden die Unterscheidungskennzeichen AC (ehemals Stadt Aachen und Kreis Aachen) und seit der Kennzeichenliberalisierung auch MON (ehemaliger Kreis Monschau) vergeben.

#### Saarland
St. Ingbert (Kennzeichen IGB, im Saarpfalz-Kreis mit Kennzeichen HOM) und Völklingen (Kennzeichen VK, im Regionalverband Saarbrücken mit Kennzeichen SB) führen als Mittelstädte nach saarländischem Kommunalrecht ein eigenes Unterscheidungszeichen.
Im Landkreis Neunkirchen (NK) gibt es seit der Kennzeichenliberalisierung zusätzlich das Kennzeichen OTW des ehemaligen Landkreises Ottweiler, der bei der Gebietsreform in Landkreis Neunkirchen umbenannt wurde. Dabei ist OTW auch in den Teilen des Landkreises verfügbar, die vor der Gebietsreform einem anderen Landkreis angehörig waren oder ein eigenes Kennzeichen hatten (Neunkirchen war eine Mittelstadt, daher eigenes Kennzeichen NK schon vor der Reform), nicht jedoch in Orten, die vor der Gebietsreform zum Landkreis Ottweiler gehörten und einem anderen Landkreis zugeschlagen wurden.

### Motorradkennzeichen

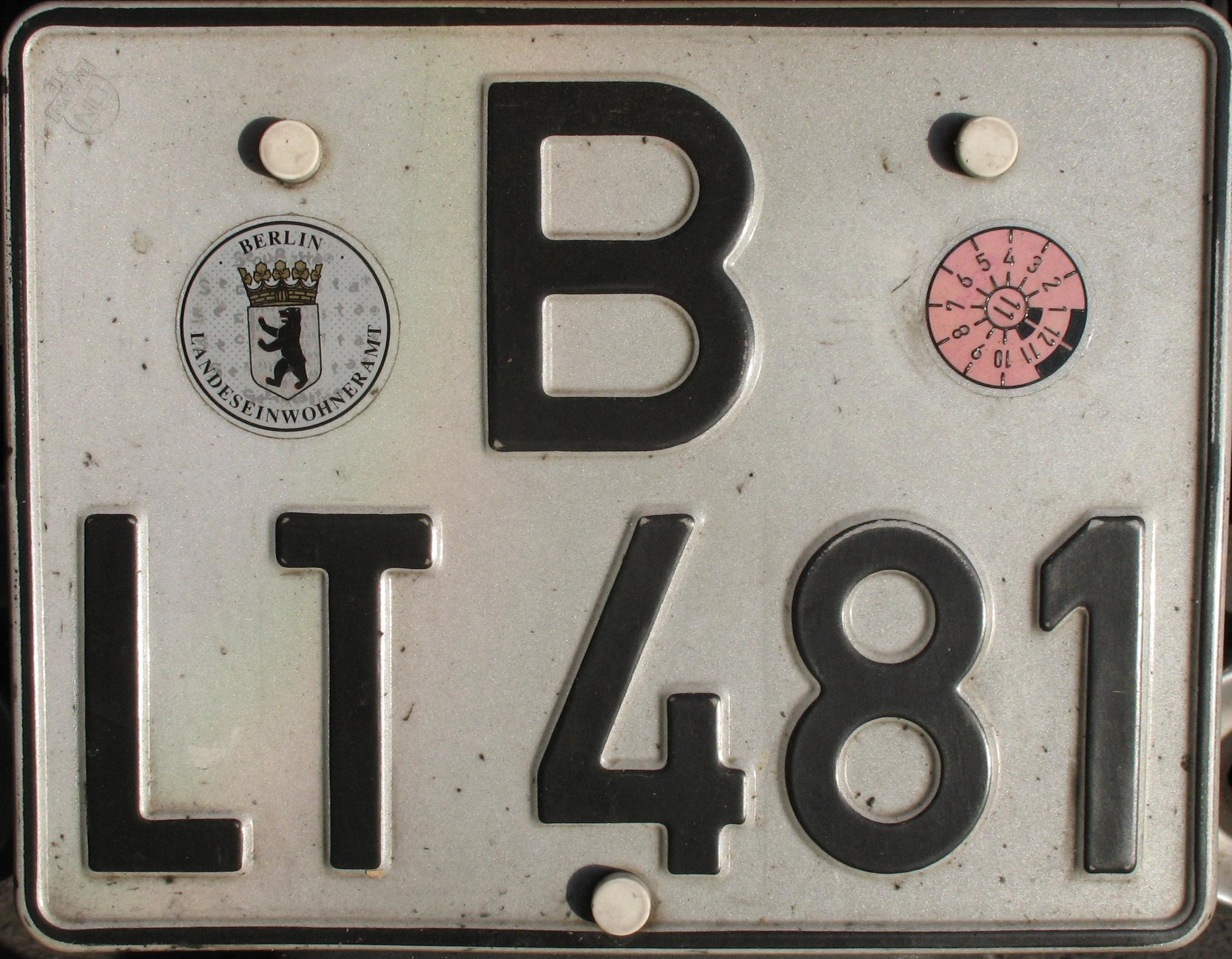
Zweizeiliges Kfz-Kennzeichen eines Motorrads nach dem Standard von vor 1994

Zweiräder, Trikes und verwandte Fahrzeuge haben heute grundsätzlich nur ein Kennzeichenschild, das am Heck des Fahrzeugs befestigt ist. Bei Motorrädern war noch in der ersten Hälfte des 20. Jahrhunderts ein gebogenes Schild auf dem vorderen Schutzblech (längs zur Fahrrichtung) üblich. In der Nachkriegszeit wurde dies in Deutschland und anderen Ländern mit der Begründung, es würde die Gefährdung anderer Verkehrsteilnehmer bei Zusammenstößen erhöhen, abgeschafft. Verboten wurde die Verwendung vorderer Kennzeichenschilder nicht, daher sind sie, insbesondere bei Oldtimern, ab und zu noch zu sehen.
Seit Anfang April 2011 lässt die Fahrzeug-Zulassungsverordnung für Motorräder die Verwendung eines Kraftradkennzeichens mit der bisher Kleinkrafträdern und speziellen, bspw. amerikanischen Fahrzeugen vorbehaltenen kleineren Schrift zu. Die Höhe dieser Kennzeichen ist auf das normale Maß zweizeiliger Kennzeichen (200 mm) festgelegt, die Breite darf zwischen 180 mm und 220 mm betragen. Zweizeilige Kennzeichen an Krafträdern dürfen, entsprechend denen bei Pkw, weiterhin bis zu 280 mm breit sein, wenn sie mit normal großen Zeichen versehen sind.

### Versicherungskennzeichen

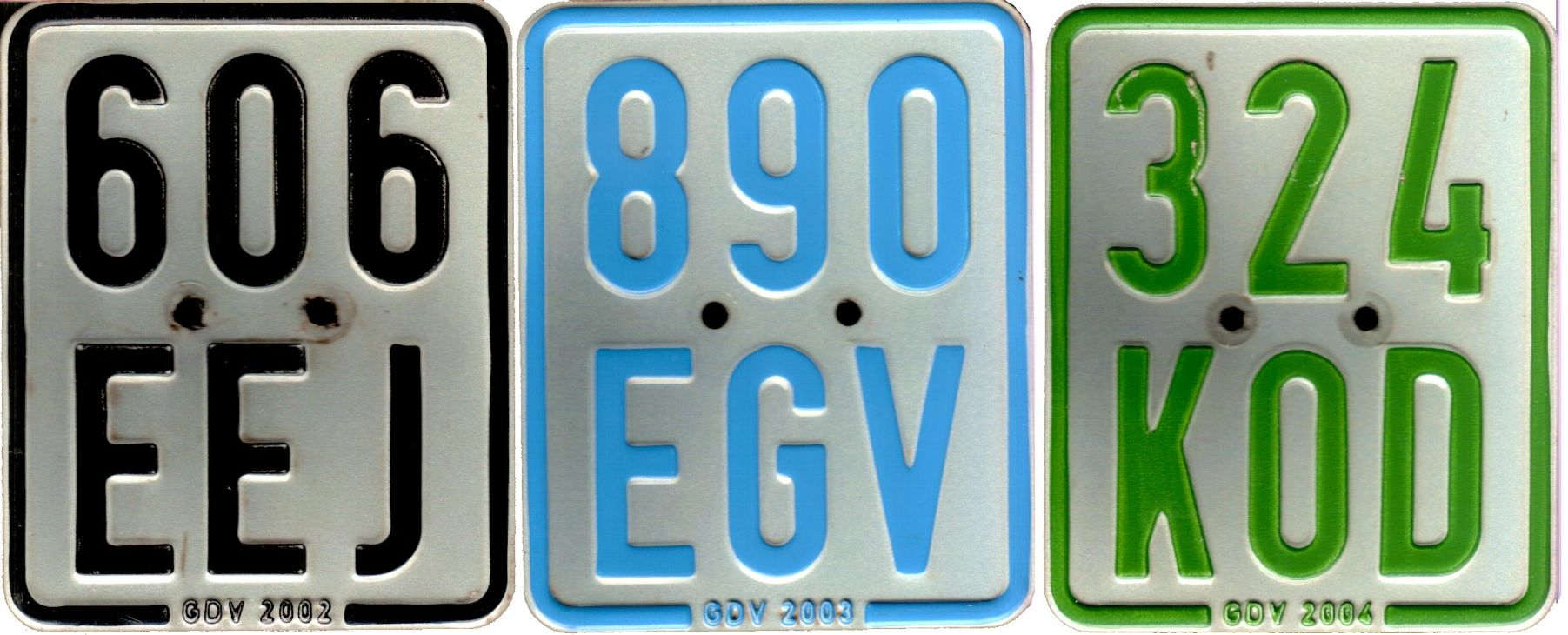
Versicherungskennzeichen, Schriftfarbe wechselt jährlich. V. l. n. r. 2002, 2003, 2004, sogenanntes Verkehrsjahr

Einige Fahrzeugklassen sind von der Zulassung ausgenommen, müssen aber ein Versicherungskennzeichen zum Nachweis einer gültigen Versicherung tragen, um am Straßenverkehr teilnehmen zu dürfen:
- Kleinkrafträder, Mofas und Leichtkraftfahrzeuge mit einer bauartbedingten Höchstgeschwindigkeit von maximal 45 km/h
  - bei zweirädrigen Fahrzeugen darf der Hubraum nicht größer als 50 cm³ sein (Verbrennungsmotor) bzw. die Leistung nicht mehr als 4 kW betragen (Elektromotor)
  - bei dreirädrigen Fahrzeugen gilt dieselbe Hubraumbeschränkung für Fremdzündungsmotoren, für andere Motoren die Leistungsbeschränkung auf 4 kW

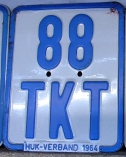
Versicherungskennzeichen mit zwei statt drei Ziffern

- motorisierte Krankenfahrstühle mit einem Leergewicht von maximal 300 kg, einem zulässigen Gesamtgewicht von maximal 500 kg, einer maximalen Breite von 110 cm und einer bauartbedingten Höchstgeschwindigkeit von maximal 15 km/h  Versicherungskennzeichen mit zwei statt drei Ziffern
- motorisierte Krankenfahrstühle alten Rechts mit einem maximalen Leergewicht von 300 kg, erstmals in den Verkehr gekommen vor dem 1. Juli 1999 = zweisitzig bis 30 km/h bbH, ab dem 1. Juli 1999 bis 31. August 2002 = einsitzig, maximal 25 km/h bbH (§ 76 FeV)
- vierrädrige Leichtkraftfahrzeuge mit einem Leergewicht (ggf. ohne Batterien) von maximal 350 kg. Hier gelten bei Fahrzeugen mit Fremdzündungsmotoren dieselben Beschränkungen in Bezug auf Hubraum, Höchstgeschwindigkeit und Leistung wie bei den Kleinkrafträdern. Bei Dieselmotoren darf der Hubraum bis 500 bzw. 600 cm³ betragen (je nach Genehmigungsjahr – ergibt sich aus der EU-Verordnung zu den L6-Fahrzeugen), die Leistung darf aktuell 4 kW ebenfalls nicht übersteigen. (Änderungen zum Leergewicht (425 kg) und Leistung (6 kW) sind in Beratung, aber noch nicht im Bundesgesetzblatt veröffentlicht; Stand: 23. Februar 2021)

Versicherungskennzeichen wurden im Jahr 1957 eingeführt, damals hatten die Kennzeichen die Maße 102 mm × 102 mm, Schriftfarbe war bis 1960 Schwarz, die Hintergrundfarbe wechselte jährlich zwischen Weiß, Gelb und Grün. Im Jahr 1961 führte man die bis heute üblichen Versicherungskennzeichen ein. Die aktuellen Kennzeichen seit 1961 haben die Maße 130 mm × 105,5 mm, einen weißen Hintergrund, bei dem die Schriftfarbe jährlich wechselt (Schwarz RAL 9005; Blau RAL 5012; Grün RAL 6010).
Bisher waren alle Versicherungskennzeichen zweizeilig (drei Ziffern und drei Buchstaben, in seltenen Fällen wurden diese auch mit zwei Ziffern oder zwei Buchstaben ausgegeben), hochformatig und deutlich kleiner (130 mm × 105,5 mm bzw. 102 mm × 102 mm) als gewöhnliche Kfz-Kennzeichen.

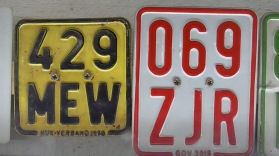
Versicherungskennzeichen,
links bis 1960, rechts danach.

Das Kennzeichen wird ab 1. März jedes Jahres bis Ende Februar des folgenden Jahres (Versicherungsjahr) ausgegeben und kann bei Banken und Versicherungen erworben werden. Die jeweilige Nummer ist nicht speziell an das Fahrzeug gebunden, sondern wird meist zufällig vergeben. Anhand der drei Buchstaben kann die Versicherungsgesellschaft ermittelt werden. Das Kennzeichen ist keine behördliche Zulassung, da (mit einer Haftpflichtversicherung) die Erlaubnis zur Teilnahme am öffentlichen Straßenverkehr durch die ABE des Fahrzeugs dokumentiert wird. Die Schriftfarben sind, im jährlichen Wechsel zum 1. März, Schwarz, Blau und Grün auf reflektierendem, weißem Hintergrund. Das Jahr, in dem das Kennzeichen gültig ist, ist nochmals in der untersten Zeile angegeben. Deshalb ist es nicht möglich, ein Kennzeichen drei Jahre später noch einmal zu benutzen.

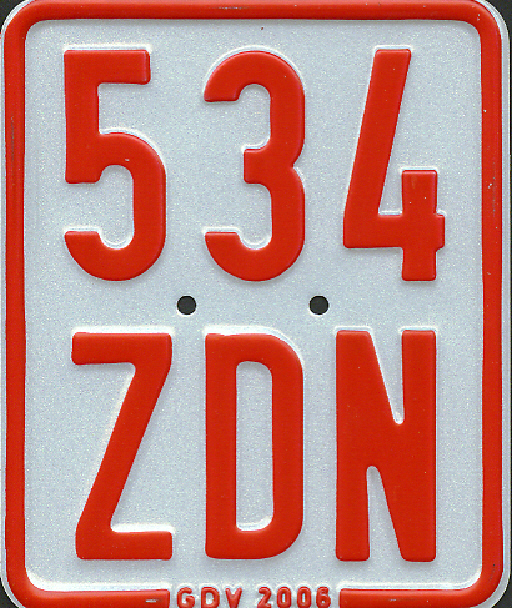
Rotes Versicherungskennzeichen für Händler zu Prüf- und Überführungsfahrten

Auf dem unteren Rand steht GDV (ehemals: HUK Verband).

#### Händlerkennzeichen
Darüber hinaus gibt es noch rote Kennzeichen, die nur an Händler für Prüfungs-, Probe- und Überführungsfahrten ausgegeben werden. Der erste Buchstabe des Kennzeichens ist immer Z, um einen Missbrauch mit anderen Versicherungskennzeichen zu vermeiden, da in den Begleitpapieren kein spezielles Fahrzeug eingetragen ist und das Risiko bestehen würde, dass reguläre Versicherungsschilder rot übermalt werden.
Die Kosten für rote Versicherungskennzeichen betragen ohne Teilkasko ca. 600 Euro pro Jahr.

#### Material
Das Versicherungskennzeichen ist aus Aluminium- oder Stahlblech gefertigt.
Für die Versicherungsjahre 2021–2023 konnten erstmalig auch Kennzeichenfolien verwendet werden, die auf eine dazugehörige Trägerplatte aufgeklebt werden. Ziel dieser dreijährigen Testphase war es, zu überprüfen, ob sich für den Fahrzeughalter bzw. die Versicherungsunternehmen Aufwände verringern und Ressourcen eingespart werden können. Der Dokumentationsteil kann beispielsweise auf den Versicherungsschein geklebt werden. Die Erprobungsphase wurde bis zum 31. August 2025 verlängert.
| Jahr | Jahr | Jahr | Jahr | Jahr | Jahr | Jahr | Jahr | Jahr | Jahr | Jahr | Jahr | Jahr |
| ---- | ---- | ---- | ---- | ---- | ---- | ---- | ---- | ---- | ---- | ---- | ---- | ---- |
| 1957 | 1963 | 1969 | 1975 | 1981 | 1987 | 1993 | 1999 | 2005 | 2011 | 2017 | 2023 | 2029 |
| 1958 | 1964 | 1970 | 1976 | 1982 | 1988 | 1994 | 2000 | 2006 | 2012 | 2018 | 2024 | 2030 |
| 1959 | 1965 | 1971 | 1977 | 1983 | 1989 | 1995 | 2001 | 2007 | 2013 | 2019 | 2025 | 2031 |
| 1960 | 1966 | 1972 | 1978 | 1984 | 1990 | 1996 | 2002 | 2008 | 2014 | 2020 | 2026 | 2032 |
| 1961 | 1967 | 1973 | 1979 | 1985 | 1991 | 1997 | 2003 | 2009 | 2015 | 2021 | 2027 | 2033 |
| 1962 | 1968 | 1974 | 1980 | 1986 | 1992 | 1998 | 2004 | 2010 | 2016 | 2022 | 2028 | 2034 |

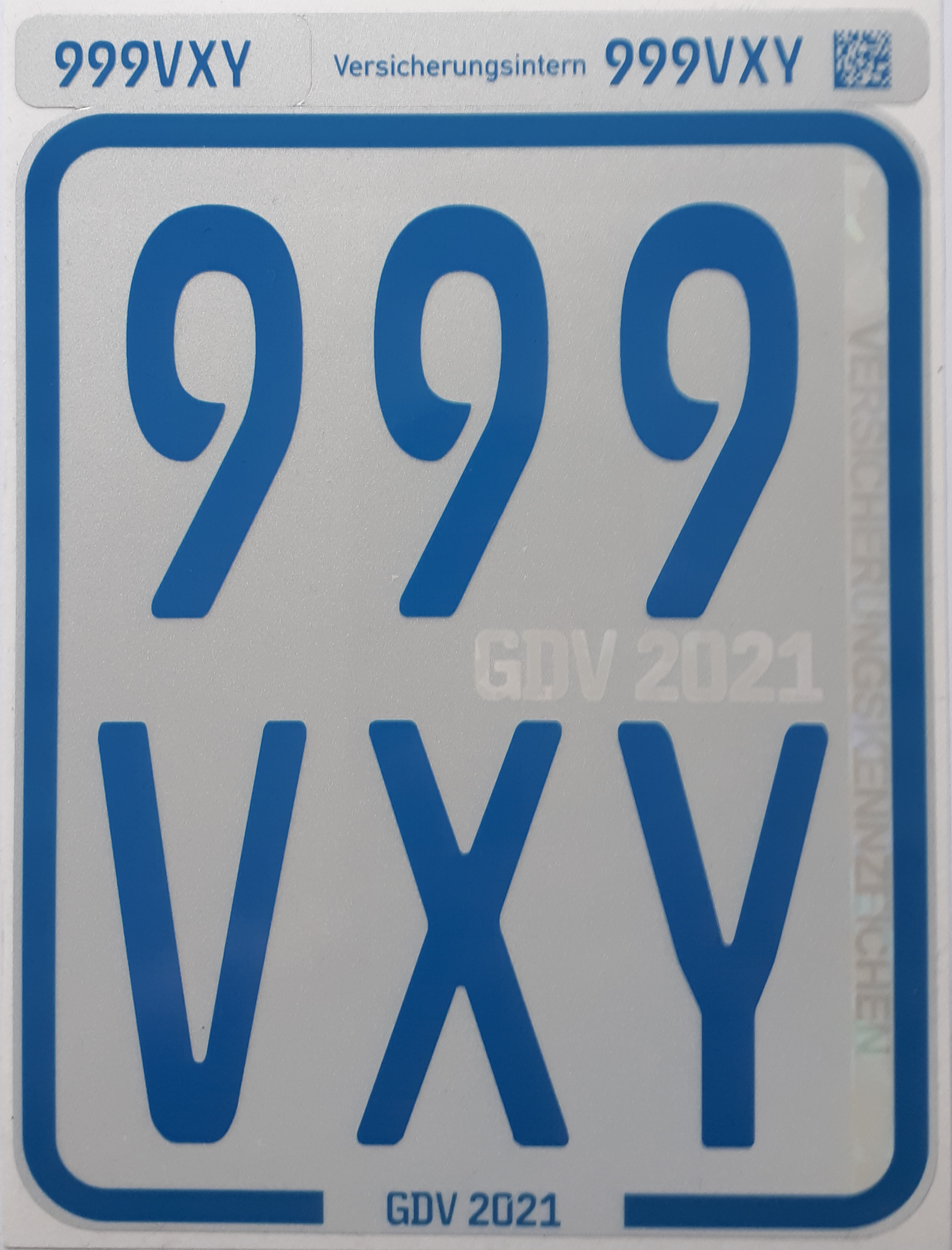
Kennzeichenfolie (mit Dokumentationsteil) für Versicherungsjahr 2021

Das Fehlen der Kfz-Haftpflichtversicherung wird gemäß § 6 PflVG als Straftat mit bis zu einem Jahr Freiheitsstrafe oder Geldstrafe bestraft. Halter haben einen Anspruch auf eine Kfz-Haftpflichtversicherung (Kontrahierungszwang gemäß § 5 Abs. 2 PflVG), dem sich die Versicherungsunternehmen nicht entziehen können; abgelehnte Versicherungsanträge führen aufgrund der gesetzlichen Annahmefiktion aus § 5 Abs. 3 und 4 PflVG trotzdem zu einem rechtsgültigen Versicherungsverhältnis.

#### Versicherungsplakette

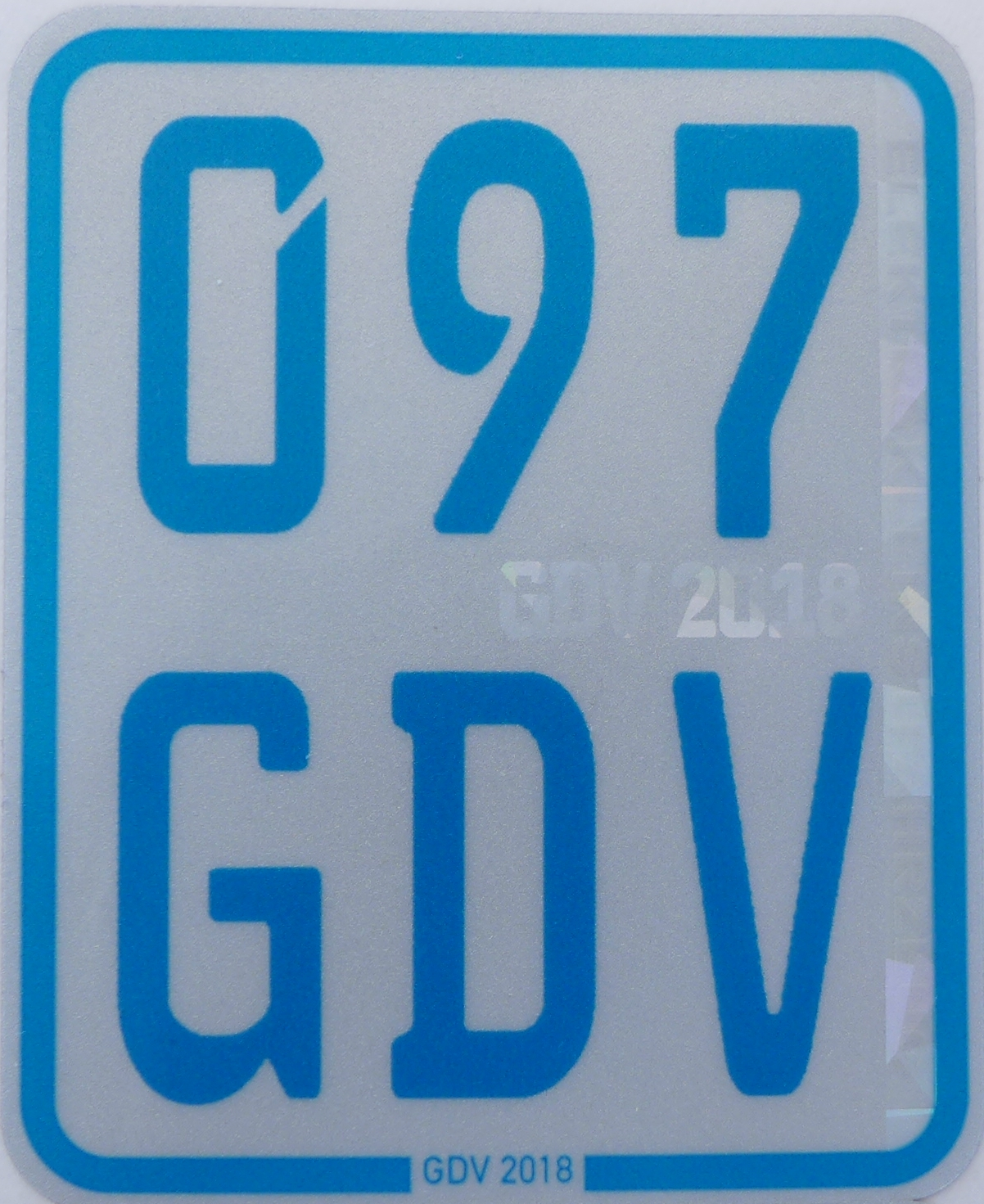
Versicherungsplakette (für Verkehrsjahr 2018)

Für Elektrokleinstfahrzeuge ist seit dem 15. Juni 2019 eine Versicherungsplakette zum Nachweis einer gültigen Versicherung verpflichtend, um am Straßenverkehr teilnehmen zu dürfen:
Die Versicherungsplakette ist ein Aufkleber, der eine dauerhafte Verklebung auf der Fahrzeugoberfläche gewährleistet. Sie enthält ein fälschungserschwerendes Hologramm. Die Plakette ist 65 mm hoch und 52,8 mm breit.
Hinsichtlich der Schriftfarben und des Versicherungsjahres gelten die gleichen Regelungen wie beim Versicherungskennzeichen.

### Zulassungsbezirk mit den wenigsten Kraftfahrzeugen
Die Exklave Büsingen am Hochrhein ist der kleinste Zulassungsbezirk Deutschlands und führt das seltenste in Deutschland vergebene Unterscheidungszeichen BÜS.

### Umlaute in Unterscheidungszeichen

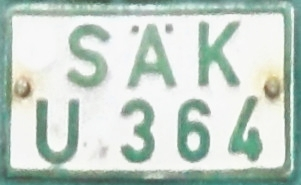
Unterscheidungszeichen mit Ä, hier als zweizeiliges grünes Kennzeichen eines landwirtschaftlichen Fahrzeugs

Die Umlaute (Ä, Ö und Ü) finden lediglich bei den Unterscheidungszeichen, aber nicht bei den Erkennungsnummern Verwendung. Die Schrifthöhe der Umlaute (einschließlich der Punkte) ist auch in der FE-Schrift identisch mit den übrigen Buchstaben und Ziffern.
Das Unterscheidungszeichen SÄK (Landkreis Säckingen, heute Waldshut) ist bundesweit das einzige mit einem ‚Ä‘.
Bis 1994 galt der Grundsatz, Kombinationen für unterschiedliche Zulassungsbezirke, die sich nur durch den Umlaut und den dazugehörigen Vokal voneinander unterscheiden, nicht zu vergeben, um Verwechslungen zu vermeiden. Mit der Vergabe der Kombination BÖ an den Bördekreis in Sachsen-Anhalt wurde dieser Grundsatz 1996 gebrochen, da die Kombination BO bereits durch die Stadt Bochum verwendet wurde. Nachdem dies vor allem im Ausland zu Verwechslungen geführt hatte, wurde 2007 das BÖ im Zusammenhang mit der Zusammenlegung des Bördekreises mit dem Ohrekreis zum Landkreis Börde durch BK ersetzt, jedoch im November 2012 im Zuge der Kennzeichenliberalisierung erneut als Option Kraftfahrzeug-Kennzeichen zugelassen.

### Kfz-Kennzeichen in Filmproduktionen
Für Kraftfahrzeuge, die als Requisite in Film- und Fernsehproduktionen vorkommen, werden statt amtlich zugelassener Kfz-Kennzeichen häufig fiktive Film- bzw. so genannte Spielkennzeichen verwendet, da aus Gründen des Datenschutzes amtlich vergebene Kennzeichen in Film- und Werbeaufnahmen nur dann erkennbar sein dürfen, wenn die Zustimmung des Fahrzeughalters vorliegt.

### Ausländische Kennzeichen mit ähnlichen Merkmalen

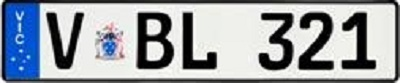
Nummernschild im Euro-Format des australischen Bundesstaates Victoria

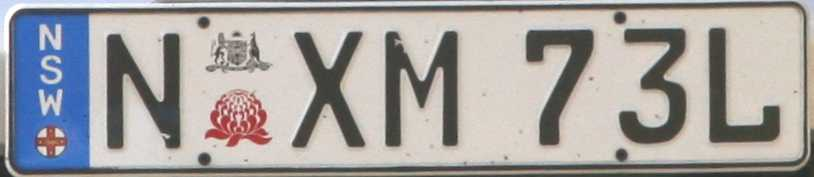
Nummernschild im Euro-Format des australischen Bundesstaates New South Wales

- In Australien gibt es in einigen Bundesstaaten gegen Zusatzkosten spezielle Versionen von Nummernschildern, die den deutschen ähnlich sind.
  - In Victoria ist das Nummernschild mit dem deutschen bis auf den Inhalt des Eurobandes identisch. Es beginnt immer mit V für Victoria (in Deutschland: Vogtlandkreis). Neben der normalen Euro-Größe gibt es auch noch ein kleineres Format für Fahrzeuge mit Schilderrahmen US-amerikanischer/australischer Norm.
  - In New South Wales gibt es ein ähnliches Schild wie in Victoria, allerdings beginnt es dort immer mit N für New South Wales (in Deutschland: Nürnberg oder Nürnberger Land). Es wird hier zusätzlich auch mit weißer Schrift auf schwarzem Grund angeboten (negative Schriftdarstellung). Das Schild kostet neben den Zusatzgebühren von 400 AU$ bei der Ausstellung (etwa 310 Euro; Stand: März 2013) auch noch eine jährliche Luxussteuer von 99 AU$, wenn der Fahrzeughalter den Inhalt personalisieren möchte.[104][105] Die Straßenbehörde von New South Wales empfiehlt dieses Nummernschild für „Personen, die ihrem Fahrzeug einen europäischen Touch geben wollen“.
  - In Queensland gibt es Euro-look-alike-Nummern, die mit einem Q für Queensland beginnen.
- Auf Kennzeichen griechischer Lkw kann es Plaketten geben, die deutschen TÜV-Plaketten sehr ähneln, allerdings wird dort eine serifenbetonte Schrift verwendet.
- Ebenso ähneln die in Litauen gebräuchlichen Plaketten der Hauptuntersuchung (litauisch TA = techninė apžiūra) denen ihrer deutschen Pendants.
- Die FE-Schrift des deutschen Kennzeichens wird unter anderem auch auf Kennzeichen in Bosnien und Herzegowina, Kamerun, Malta, Namibia, Sierra Leone, Sri Lanka, Südafrika, Kuba, Argentinien, Paraguay, Brasilien und Uruguay verwendet.

### Automatische Nummernschilderkennung
An bundesdeutschen Autobahnen sind an zahlreichen Stellen Anlagen zur automatischen Nummernschilderkennung fest installiert. Dabei handelt es sich um eine Videoüberwachungsmethode, die eine Schrifterkennung (OCR) nutzt, um Kfz-Kennzeichen an fahrenden Fahrzeugen maschinell zu lesen. Die Daten werden dabei mittlerweile in Echtzeit mit dem polizeilichen Fahndungscomputer abgeglichen. Ergibt sich hierbei ein Treffer, so wird die zuständige Autobahn-Polizeiinspektion automatisch informiert, um das betreffende Fahrzeug aus dem Verkehr zu ziehen und zu kontrollieren. Die Konformität dieser Anlagen mit geltendem Recht ist sehr umstritten. Obwohl das Bundesverfassungsgericht mit Urteil vom 11. März 2008 die Regelungen dazu in den Landesgesetzen von Hessen und Schleswig-Holstein für verfassungswidrig erklärt hatte, werden die Anlagen bis heute weiterhin betrieben. Das Verwaltungsgericht München erklärte den Betrieb der Anlagen per Urteil vom 23. September 2009 in Bayern für zulässig.
In der darauf erfolgten Berufung vor dem Bayerischen Verwaltungsgerichtshof (BayVGH) erklärte dieses mit Entscheidung (BayVGH) vom 18. Dezember 2012 die Zulässigkeit aufgrund Landesrechts für Bayern.
Laut einer vom ADAC in Auftrag gegebenen Studie des Datenschutzexperten Alexander Roßnagel zu den Regelungen in den verschiedenen Bundesländern, seien fast alle dazu existierenden Landesgesetze in Teilen verfassungswidrig. Insbesondere die Länder Bayern (wie benannt), Baden-Württemberg, Niedersachsen sowie, wie ausgeführt, Hessen und Schleswig-Holstein setzen aber die Kennzeichenerfassung nach wie vor ein. Der frühere baden-württembergische Innenminister Heribert Rech (CDU) teilte in Stuttgart mit, der Einsatz automatischer Lesesysteme sei „ein wichtiges Instrument der Fahndungsarbeit“. Bayern betreibt 22 Anlagen an zwölf festen Standorten (Stand: Herbst 2009) und zusätzlich drei mobile Anlagen. Die Systeme werden nicht nur zur Bekämpfung von schweren Straftaten aus dem Bereich Terrorismus eingesetzt, sondern auch zur Verfolgung von Autodiebstahl, Trunkenheit, oder Bagatellverstößen wie Verstoß gegen das Pflichtversicherungsgesetz oder Aufenthaltsermittlungen. Pro Monat werden allein von den Erfassungssystemen in Bayern im Schnitt rund acht Millionen Fahrzeuge fotografiert, wobei in der Regel pro Monat 500–600 „Treffer“ gemeldet werden.